# Banat

Banatul pe harta Europei

Banatul pe harta României

Banatul este o provincie istorică împărțită astăzi între România, Serbia (Banatul Sârbesc) și o foarte mică parte din Ungaria.
În evul mediu, pe teritoriul Banatului a existat o formațiune politică cu centrul la Morisena (astăzi Cenad). Cei mai cunoscuți voievozi au fost Glad, care a dus lupte împotriva nomazilor maghiari, cu armate formate din români, pecenegi și bulgari, Ahtum și Chanadinus, strănepoții lui Glad, care s-au luptat între ei.
În perioada dominației Coroanei Maghiare au fost numite „banaturi” toate comitatele de graniță, conduse de un ban: Banul de Severin, Banul de Belgrad, Banul de Sabăț. Denumirea s-a limitat mai târziu la actuala provincie „Banat” de Timișoara. Inițial, numele regiunii Banat se leagă de (Turnu) Severin, Banatul de Severin și de   succesorii istorici ai acestuia Banatul de Lugoj-Caransebeș, și Banatul de Timișoara  avea  formațiuni politice, militare și administrative cu rolul de marcă în cadrul sistemului defensiv antiotoman. La originea Banatului românesc actual, Banatul de Severin a fost organizat de Regele Andrei al II-lea (1205–1235) incă din 1228, ca o regiune înființată la hotarele Țaratului româno-bulgar pentru paza graniței Regatului maghiar și restabilirea influenței Bisericii latine în regiune. În această perioadă, sunt pomenite Banatul de Severin, Banatul de Belgrad și Banatul bulgăresc 1365. 
Prima atestare documentară a numelui Banatvs Timisvariensis Pars se găsește în Harta Trans-Tisiensis întocmită cel mai probabil în toamna anului 1685. Pentru români, regiunea a mai fost cunoscută și sub denumirea de Temișana.
Regiunea a constituit o parte unitară, componentă a Regatului Ungariei, apoi, din secolul al XVI-lea, a Imperiului Otoman, după care a fost înglobat spre sfârșitul secolului al XVIII-lea în Arhiducatul Austriei, devenit apoi Imperiul Austriac. După 1867, a făcut parte din partea maghiară a Imperiul Austro-Ungar, iar în urma Primului Război Mondial, Banatul a fost împărțit pe linii etnice între cele trei state naționale ale căror etnii locuiau zona, Iugoslavia, România și Ungaria. Proclamarea Republicii Bănățene în anul 1918, a fost o încercare de păstrare a unității Banatului multietnic și multiconfesional, eșuată însă din cauza promisiunilor făcute de Antantă, înainte de război, României, a pretențiilor teritoriale emise de Serbia și aplicării Principiilor Wilson de delimitare după majoritatea populației.
Capitala Timișoara a fost în anul 2016 primul oraș Capitală a Tineretului din România ; în anul 2023 a fost Capitală Europeană a Culturii, alături de orașele Eleusina și Veszprém ; iar pentru anul 2028 candidează la titlul de Regiune Gastronomică Europeană din partea României.
La o distanță de 34, respectiv 25 de km de Timișoara se află stațiunile turistice Buziaș și Băile Călacea, menționate încă de pe vremea romanilor pentru proprietățile curative ale apelor termo-minerale din zonă , iar regiunile viticole Recaș și Silagiu sunt recunoscute pe plan intern și internațional pentru vinurile produse aici.

## Cronologie

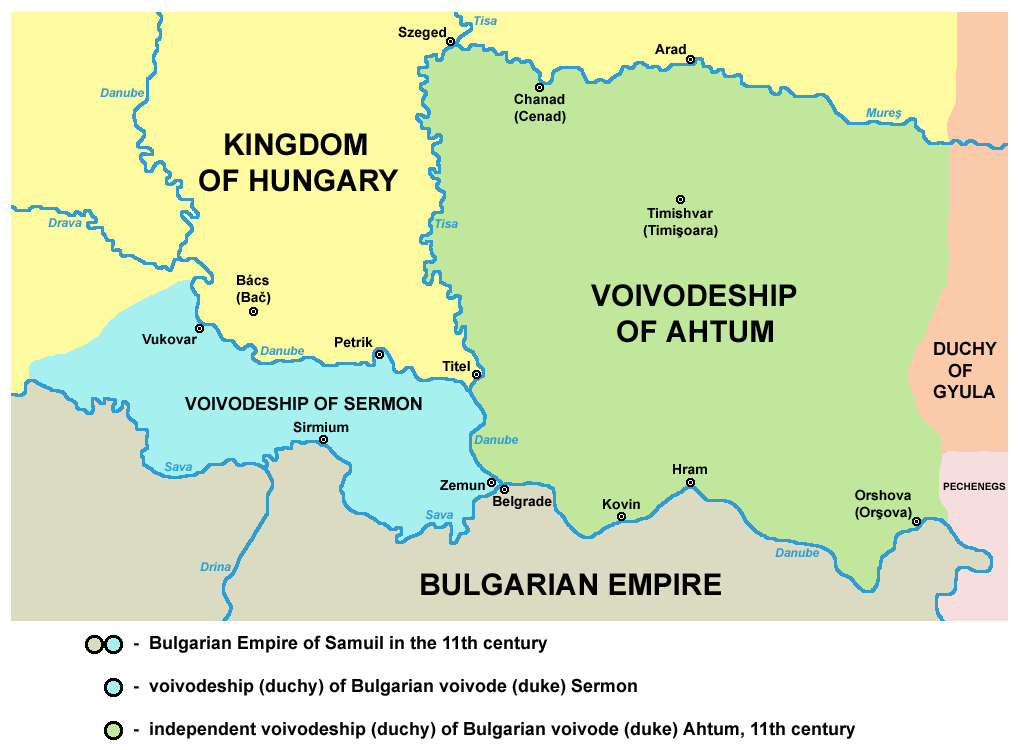
Banatul în jurul anului 1000

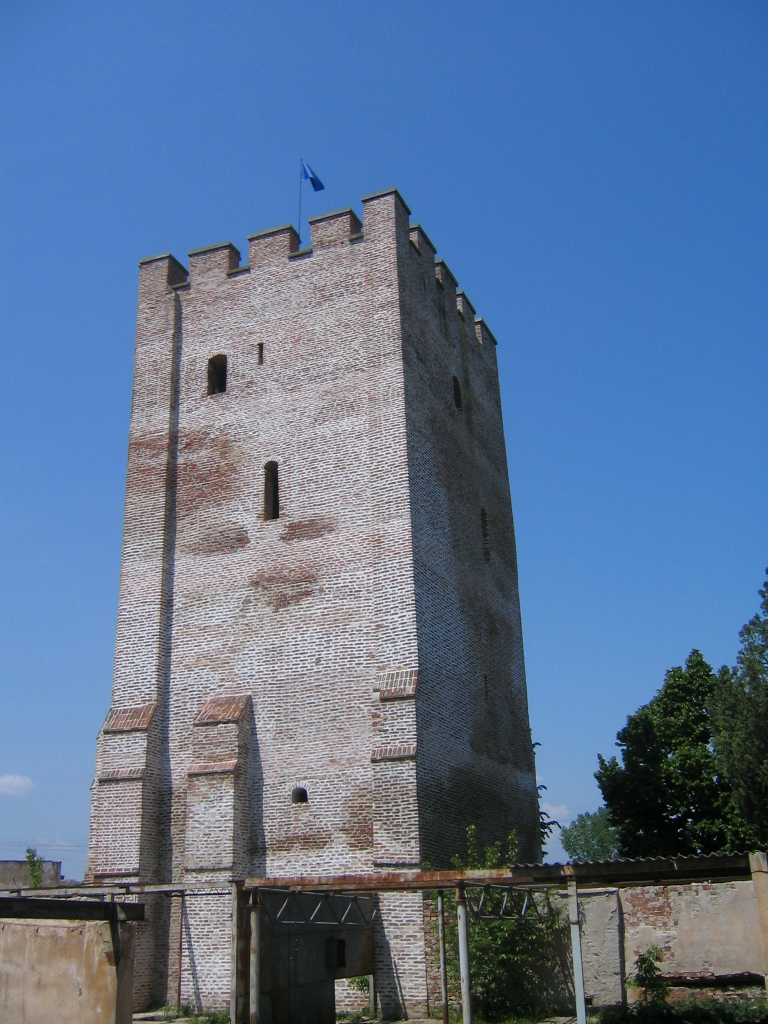
Turnul medieval Ciacova

- De la sfârșitul secolului al IV-lea și până în anul 454 hunii au format prima formațiune statală după retragerea administrației romane. Conducători în această perioadă sunt Uldin, Charatron, Octar și Rugila, Attila și Bleda, Ellak. Capitala se pare că ar fi fost în apropierea localității Sânnicolau Mare.[necesită citare]
- 454 bătălia de la Nedao. Ellak, fiul lui Attila, este înfrânt de către Ardaric, regele gepizilor. Majoritatea hunilor se retrag în zona Donului, cu excepția unor grupe de kuthriguri. Ardaric, ginere al lui Attila, fondează cea de-a doua dinastie care a condus până în 567. Regii acestei dinastii au fost: Ardaric, Giesmus, Trautila, Trasseric, Gunderith, Mundonus, Gelemund, Turisind și Cunimund.
- 488 bătălia de la Ulca: Teodoric I regele ostrogoților îl înfrânge pe Trautila regele gepizilor, acesta din urmă murind în luptă.
- 504 anul celor patru regi: Trasseric și Gunderith (susținuți de bizantini) împotriva lui Mundonus și Gelemund (susținuți de Teodoric I). În bătălia de pe râul Sava generalul lui Teodoric I, Pitzias, îl înfrânge pe Gunderith, fapt urmat de ocuparea Sirmiumului de către ostrogoți și fuga lui Trasseric la Constantinopol. Mundonus și Gelemund rămân unicii regi, asociați după modelul hun.
- 504-549: perioada de maximă expansiune și splendoare a dinastiei gepide. Recuperarea Sirmiumului.
- 14 apr.535 prin Novella XI  împăratul bizantin Justinian înființa arhiepiscopia de rit latin Justiniana Prima, sub a cărei jurisdicție intra și teritoriul banatic, prin cives-urile de la Litterata (pe malul stâng al Dunării, în dreptul cetății Novae) și Recidiva (Vărădia, fostă Arcidava).
- 539: victorie belică a gepizilor conduși de Elemund împotriva bizantinilor, urmată de anexarea de teritorii sud-dunărene.
- 549-560: domnia lui Turisind, marcată de conflictele cu longobarzii.
- 552: bătălia de la Asfeld, o victorie longobardă (cu susținere bizantină), în care Alboin, fiul regelui longobard Audoin, îl ucide într-un duel pe Turismund, fiul regelui gepid Turisind.
- 567, bătălia de la Sirmium, azi Srmska Mitrovica, în care coaliția longobardo-avară îl înfrânge pe regele gepid Cunimund. Prințul Reptila, fiul lui Turismund, și episcopul arian Trasseric se refugiază împreună cu tezaurul la Constantinopol. Alboin, regele longobarzilor, îi cedează teritoriul lui Baian I, khaganul avarilor. Avarii vor constitui patru dinastii, care vor conduce teritoriul până la jumătatea secolului al IX-lea.[necesită citare]
- 731 a fost desființată de către împăratul Leon al III-lea Isaurianul arhiepiscopia Justiniana Prima.
- 787 la al doilea conciliu de la Niceea a participat și episcopul Ursus "al avarilor”.
- la inceputul secolului IX pe fondul decaderii Khaganatului Avar regiunea Banatului ca și sudul Tranilvaniei intră sub autoritatea hanilor Bulgari Krum (796/803 - 814) si apoi Omurtag (814-831)[9][10]
- 927 după moartea țarului Simeon al Bulgariei, apare voievodatul condus de Glad.
- 934, Voievodatul lui Glad este atacat de cetele migratoare de maghiare, conduse de Zuard, Cadusa (fratele lui Zuard) și Boyta care, într-o primă fază, au cucerit partea nord-vestică a voievodatului. După relatările notarului anonim al regelui maghiar Béla al III-lea în Gesta Hungarorum, Glad s-a opus năvălitorilor în mai multe bătălii.

-Prima bătălie s-a desfășurat pe râul Timiș, într-un loc numit Vadum Arenarum (Vadul nisipurilor identificat cu Foeni, sat românesc la granița cu Serbia), unde armata sa, compusă din bulgari , cumani și români, a fost înfrântă.
-A doua bătălie a avut loc la fortăreața Kevea (Keue sau Cuvin), în Banatul sârbesc (există și opinia după care această fortificație ar fi localizată la nord de Mureș, la Cuvin, Arad),în care voievodul a fost silit să ceară pace, cedând coaliției de triburi maghiare această cetate.
-Ultima confruntare a fost la Urscia (Orșova pe malul Dunării.
- 1002 (în jur de) Ducele Ahtum s-a botezat formal la Vidin, împreună cu toți membrii familiei sale.
- după 1002 Ahtum a construit la Morisena o mânăstire închinată Sf. Ioan Botezătorul, unde a adus călugări bizantini
- după 1002 Ahtum a construit a doua mănăstire, numită și Ahtunmonostur în unele documente. Ruinele se văd la 10 km sud-vest de Pecica, Arad[15]
- în jurul anilor 1028-30 Ahtum duce un război cu Chanadinus. Câștigă prima bătalie de lângă Beba Veche, dar pierde bătălia finală de la Tomnatic. După bătălie, teritoriul lui Ahtum a fost stăpânit de Chanadinus în cadrul regatului lui Ștefan I [16].
- 1347 - 1349 - epidemie de ciumă neagră în Banat[17].
- 1552, 24 iunie - trupele otomane ale sultanului Soliman I au început asedierea cetății Timișoara; garnizoana de circa 2500 de soldați, în parte mercenari, conduși de Ștefan Losonci, rezistă eroic
- 1552, 30 iulie - apărătorii cetății cedează, iar partea centrală și de vest a Banatului a devenit posesiune a  sultanului; partea de est, cu populație preponderent românească,  așa numitul Banat de Lugoj-Caransebeș, a fost alipită Transilvaniei [18].
  - Inițial sançak-urile (steagurile) nou create au fost alipite Rumeliei, dar ulterior acestea au format o entitate administrativă separată, Eyâlet-i Temeșvar, adică Pașalâcul Timișoara. Acesta era condus de un beglerbeg, pașă cu două tuiuri[19].
- 1582 - Epidemie de ciumă în zona Caransebeșului[20].
- 1593 - răscoală a bănățenilor împotriva ocupației otomane, condusă de vlădicul Teodor, împreună cu Ioan din Lugoj și un anume Iancu; răsculații au cucerit mai multe fortărețe, dar, în final, neprimind sprijinul promis de principele Sigismund al Transilvaniei, au fost înfrânți [21].
- 1688 - răscoală a trupelor otomane din cetatea Timișoara [22].
- 1690 - printr-un decret (iradea) imperial revoluționar, sultanul a acordat, pentru prima dată în imperiu și numai pentru teritoriul Pașalâcului Timișoara, proprietatea asupra pământului pentru cei care îl lucrau[23].
- 1696-1698 - tentativă habsburgică ratată de cucerire a Banatului. După războiul Turco Habsburgic din 1683-1699, are loc prima mare migrație a sârbilor, o parte ajungând și în Banat.
- 1716, 5 august - Eugeniu de Savoia a obținut o victorie hotărâtoare asupra oștilor otomane în bătălia de la Petrovaradin (azi suburbie a Novi Sadului) [24].
- 1716, sfârșitul lunii septembrie - trupele imperiale habsburgice au început asediul cetății Timișoara. Prima a căzut, la 1 octombrie, suburbia Palanca Mare, actualul cartier Fabric.
- 1716, 12-13 octombrie - garnizoana otomană a acceptat condițiile capitulării; Prințul Eugen de Savoia a preluat cetatea de la ultimul ei comandant otoman, Mehmed pașa.
- 1716, până la sfârșitul lunii noiembrie - campania antiotomană în Banat a continuat sub conducerea generalului conte Claude Florimond Mercy d’Argenteau. Au mai fost cucerite cetățile Panciova și Palanca Nouă.
- 1717, 6 august - austriecii au cucerit Belgradul, apoi Orșova, ultima fortificație a Banatului.
- 1718, 21 iulie - s-a semnat tratatul de pace de la Passarowitz[25].
- 1737 - 1740 - perioada cea mai cumplită din istoria Banatului imperial, marcată de o serie de evenimente care au zguduit societatea și au secătuit-o de energie:
  - 1737 - 1739 - război turco - austriac ale cărui lupte s-au purtat, în mare parte, pe teritoriul bănățean. După războiul Turco-Habsburgic din 1737-1739 are loc a doua mare migrație a sârbilor, mulți ajungând și în Banat.
  - 1738 - răscoală a românilor bănățeni. Peste 50 de sate românești din Serbia și Banat au fost complet distruse de austrieci si de milițiile sârbești în aceste evenimente[26][27]
  - februarie 1738 - epidemie de ciumă, ultimele cazuri fiind înregistrate în sudul și vestul provinciei în 1740 [28]
- 1738, 18 septembrie - prin tratatul de pace de la Belgrad, austriecii au pierdut Oltenia, districtele sud-dunărene, insula Ada-Kaleh, fortul Elisabeta, aflat pe malul drept al Dunării, față în față cu cetatea Ada-Kaleh, iar prin protocolul din 7 martie 1741 au pierdut și cetatea Orșovei Vechi; în plus tratatul i-a obligat să demoleze totalitatea fortificațiilor bănățene, exceptând Timișoara; în fine, protocolul din 3 iunie 1741, semnat la Caransebeș, a stabilit hotarul dintre cele două imperii în zona Banatului[29].

## Suprafața Banatului
Banatul istoric însuma o suprafață de 28 526 km2. Diverse surse indică cifre ușor diferite de aceasta. 
La împărțirea provinciei, în 1919, României i-a fost atribuită o suprafață de 18 966 km² (aproximativ 2/3 din total), Regatului Sârbilor, Croaților și Slovenilor 9 276 km², (aproximativ 1/3 din total), iar Ungariei 284 km² (aproximativ 1% din total).

## Relieful

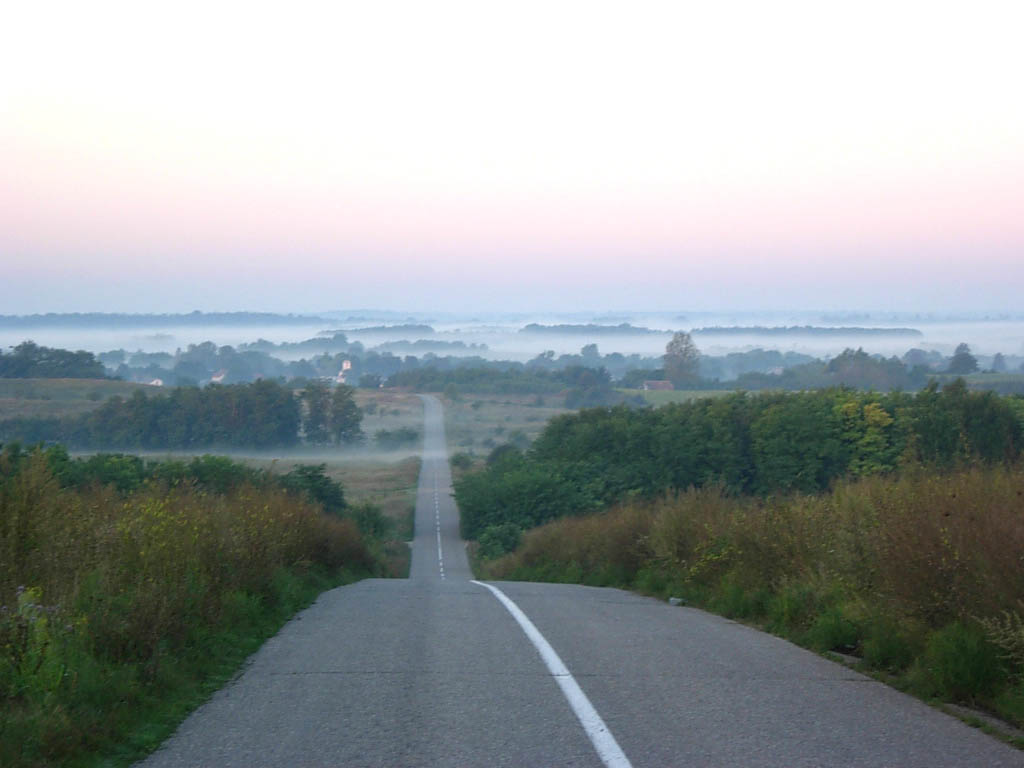
Dunele de nisip de la Deliblata.

Granițele naturale ale Banatului sunt râurile Mureș și Tisa, Dunărea și masivele Poiana-Ruscă și Retezat.
Relieful Banatului este foarte divers: începând din vest, spre est, formele de relief se succed în trepte: câmpia joasă, câmpia înaltă, dealurile și, în final munții. 
Unele masive muntoase bănățene constituie ramura vestică a Carpaților Meridionali. Acestea sunt, de la nord la sud, Munții Țarcu cu vârfurile Țarcu-Căleanu (2190 m), Baicu (2123 m), Bloju (2192 m) și Muntele Mic (1.806 m) precum și Munții Cernei cu vârful Poiana Mare (1363 m).
Munții Poiana Ruscă (1.359 m) și Munții Banatului cu diviziunile Semenic (1.447 m), , Aninei, Dognecei, Almăjului și Locvei fac parte din Carpații Occidentali .
Dealurile piemontane apusene constituie cam o treime din teritoriul Banatului istoric. Altitudinea acestora variază între 200 și 400 de metri. La nord de râul Timiș se află dealurile Lugojului, Lăpugiului, depresiunea Făgetului și dealurile Lipovei, iar la sudul acestui râu, dealurile Pogănișului, Dognecei, Oraviței și Depresiunea Carașului.
Câmpia înaltă ( altitudine peste 100 metri, până la 140 de metri) este reprezentată de câmpiile Vingăi, Buziașului, Gătăii și Fizeșului. Câmpiile cu altitudini intermediare, cuprinse între 100 - 130 metri, sunt câmpiile Hodoni, Duboz, Tormac, Jamu Mare, Arad și Sânnicolau Mare, iar Câmpia joasă (altitudine sub 100 metri), este reprezentată de luncile râurilor, zona inundabilă dinainte de amplele lucrări de regularizare. Aceste câmpii, componente ale Câmpiei Panonice reprezintă o altă treime a suprafeței bănățene.
Între formele de relief ale Banatului nu pot fi omiși cei doi vulcani stinși de la Lucareț și Gătaia: Piatra Roșie (altitudine 211 metri), respectiv Șumigu (altitudine 200 de metri). De asemenea, cea mai mare întindere de nisipuri din Europa, astăzi stabilizată și acoperită cu vegetație, Dunele de nisip de la Deliblata, (Serbia).

## Organizare administrativă

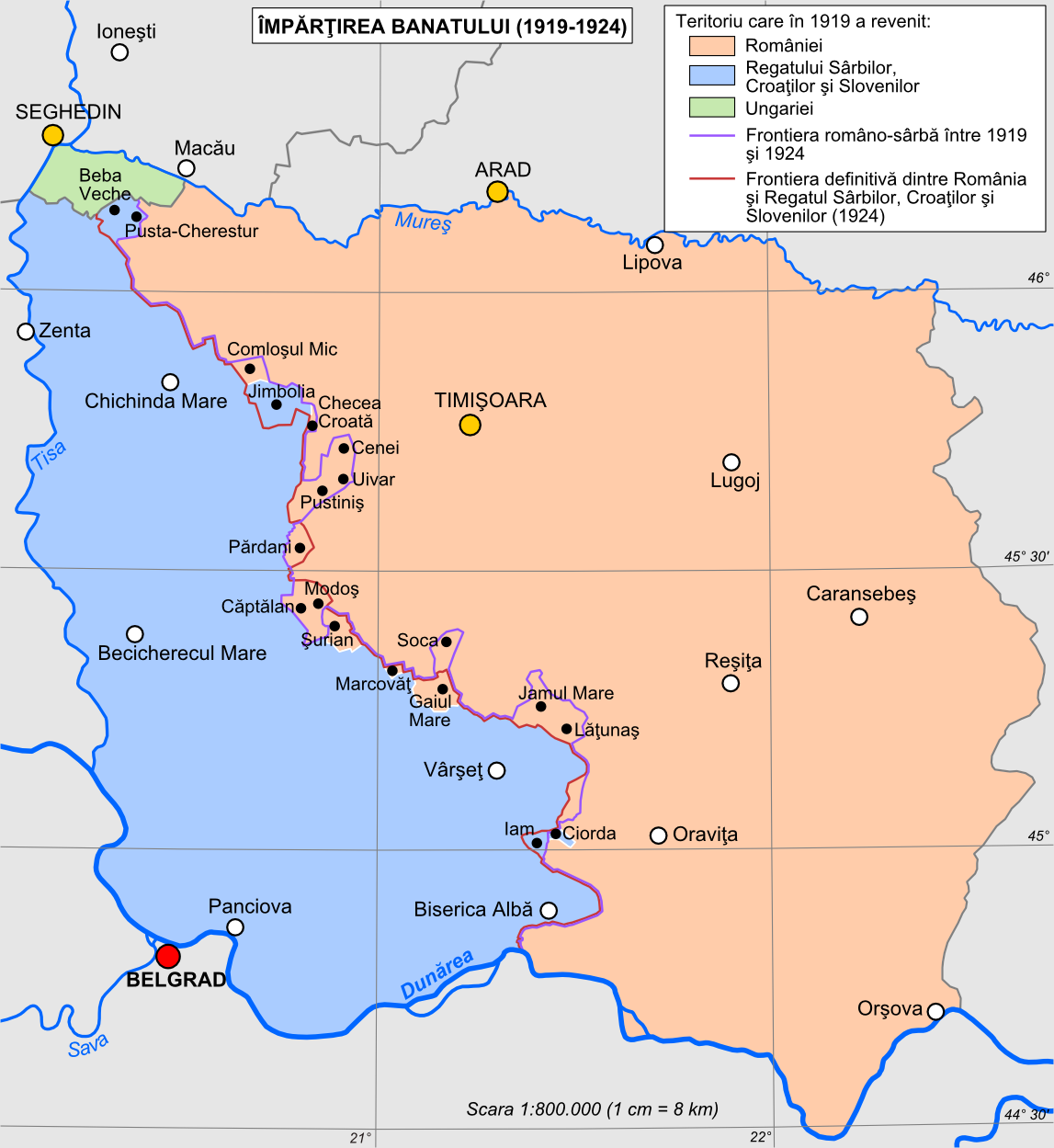
Teritoriul istoric al Banatului cu împărțirea sa în 1919-1924

Teritoriul istoric al Banatului este, astăzi, împărțit astfel:
- România
  - Județul Timiș
  - Județul Caraș-Severin, fără localitățile Bucova, Cornișoru, Bouțarii de jos și Bouțarii de sus și Preveciori
  - Județul Arad, doar partea de la sud de Mureș (cartierele municipiului Arad:Aradul Nou, Mureșel, Sânnicolau Mic și Subcetate, orașul Lipova, comunele Bata, Birchiș, Fântânele, Felnac, Frumușeni, Șagu, Secusigiu, Șiștarovăț, Ususău, Vinga, Zăbrani și Zădăreni și satele Lalașinț, Belotinț, Chelmac, Căprioara  și Valea Mare.
  - Județul Mehedinți, numai vestul județului: Baia Nouă, Dubova, Eibenthal, Eșelnița, Orșova și Svinița. Alte câteva sate din zonă au dispărut sub apele lacului de acumulare Porțile de Fier.
  - Județul Hunedoara, numai localitățile Sălciva și Pojoga[33].
- Serbia
  - Voivodina, cu partea  bănățeană situată la est de Tisa și împărțită în:
    - Districtul Banatul de Nord (în sârbă Severni Banat, cu alfabetul chirilic: Северно-Банатски округ) (fără comunele Ada, Senta și Kanjiza , situate la vest de râul Tisa);
    - Districtul Banatul Central (în sârbă Srednji Banat, cu alfabetul chirilic: Средње-Банатски округ);
    - Districtul Banatul de Sud (în sârbă Južni Banat, cu alfabetul chirilic: Јужно-Банатски округ);

  - Serbia centrală: o mică parte a Banatului, situată la vest de Pančevo și de râul Timiș (cea mai mare parte a comunei Palilula, cunoscută sub denumirea de "Pančevački Rit") a fost atașată zonei metropolitane Belgrad.
- Ungaria
  - colțul sud-estic al comitatului Csongrád-Csanád, situat la sud de Mureș și la est de Tisa

### Orașe românești
- Timișoara (330.000 locuitori)
- Reșița (75.000 locuitori)
- Lugoj (40.000 locuitori)
- Caransebeș (25.000 locuitori)
- Oravița (16.000 locuitori)
- Lipova (15.000 locuitori)
- Sânnicolau Mare (12.500 locuitori)
- Jimbolia (12.000 locuitori)
- Orșova (11.000 locuitori)

### Orașe sârbești
- Panciova (140.000 locuitori)
- Becicherecu Mare (80.000 locuitori)
- Vârșeț (55.000 locuitori)
- Chichinda Mare (40.000 locuitori)
- Biserica Albă (10.000 locuitori)

Trei mari orașe, care nu au făcut parte din Banatul istoric, și-au extins, de-a lungul vremii, teritoriile administrative în Banat, unde au, astăzi, cartiere:

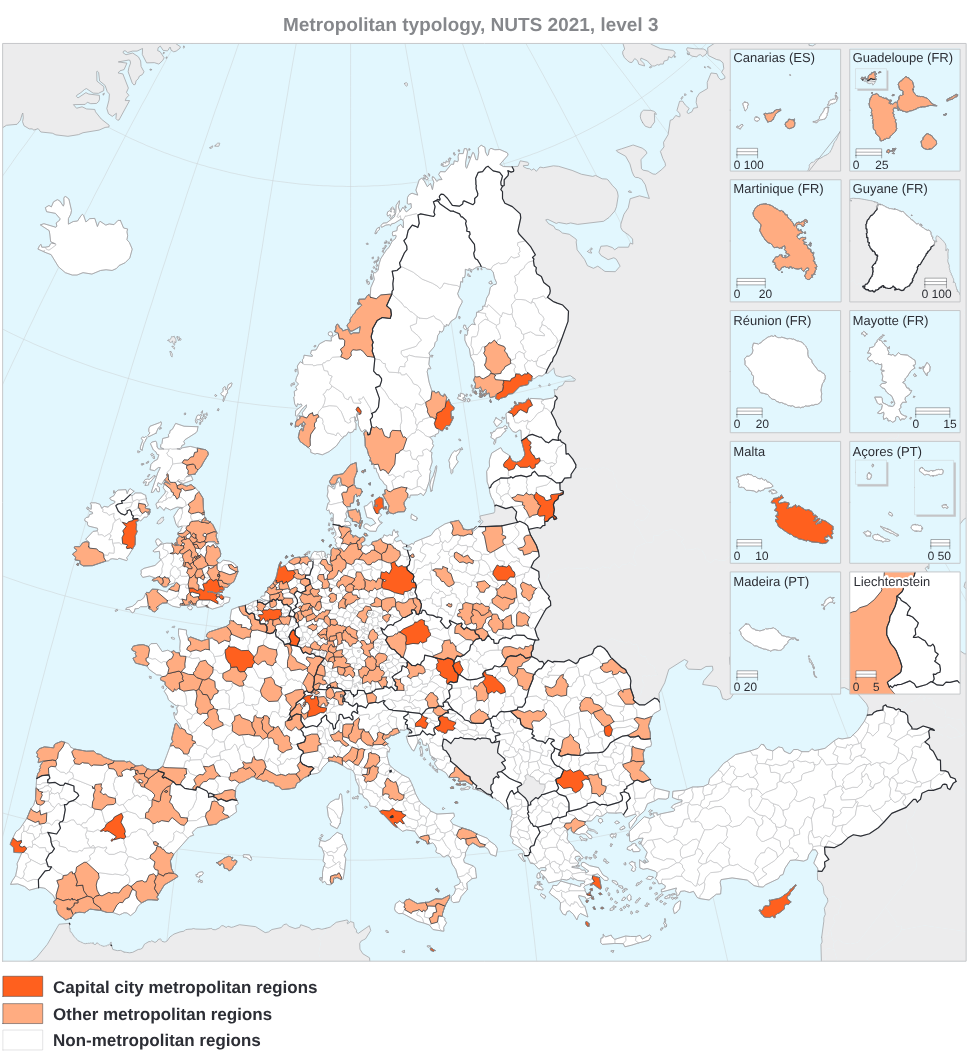
Hartă a regiunilor metropolitane din Europa, conform tipologiei calculate de Eurostat. Zona Metropolitană Timișoara și județul se disting printr-un ritm de urbanizare accelerat, net superior mediei naționale

- Arad (Aradul Nou)
- Belgrad (Palilula)
- Seghedin (Újszeged)

### Metropola Timișoara – Arad
În data de 2 August 2016 s-a semnat actul oficial de înființare al metropolei Timișoara–Arad, parte a strategiei integrate de dezvoltare durabilă Timișoara Vision 2030, elaborată de Banca Mondială, Eurostat, și de Agenția de Dezvoltare Regională Vest din România.

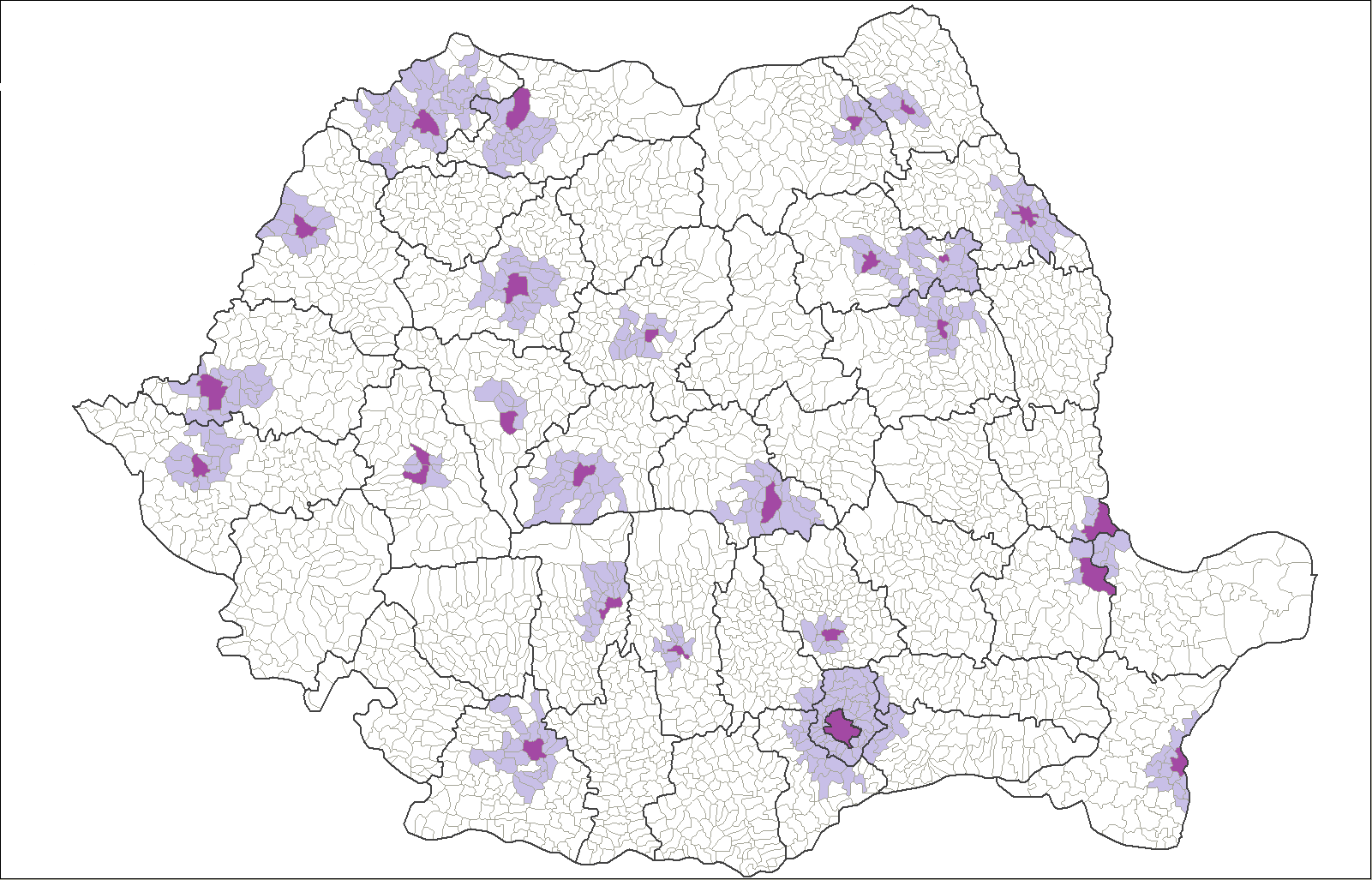
Zonele metropolitane din România. Conurbația Timișoara–Arad (Vest) este cea mai mare aglomerare urbană pe axa București–Budapesta–Belgrad (peste 800.000 de locuitori) - o zonă de polarizare cu impact direct asupra dezvoltării economice și urbane din Europa Centrală și de Est

Proiectul a implicat unirea celor două zone metropolitane într-o unitate administrativ-teritorială unitară, cu rol de hub de transport, investițional, cultural, turistic, medical și educațional în euroregiunea Dunăre-Criș-Mureș-Tisa.
Populația aglomerării urbane are 805.000 de locuitori, și este cel mai dezvoltat pol socio-economic al Europei pe axa București–Budapesta–Belgrad.

### Alianța Vestului
Pe data de 8 Decembrie 2018, la Timișoara, s-a semnat documentul oficial de înființare al Alianței Vestului (AVE), în parteneriat cu municipiile Arad, Oradea și Cluj-Napoca, prima asociere intercomunitară de acest tip din România.
Alianța Vestului (AVE) are ca scop principal accelerarea dezvoltării economice și sociale a orașelor membre (Timișoara, Cluj-Napoca, Arad și Oradea) și a zonei de Vest prin colaborare regională, dezvoltarea infrastructurii, atragerea de fonduri europene și îmbunătățirea calității vieții.

## Evoluția organizării administrative
- secolele IV-V: dinastia Hună (Dulo) conduce Banatul. Sunt atestați ausonii (populația de limbă romanică) și gepizii.
- secolele V-VI: dinastia Gepidă (Ardarichingă) conduce Banatul.
- secolele VI-IX: dinastiile Avare conduc Banatul.
- secolele VIII- IX - sunt atestati praedenecenții în vestul Banatului; aceștia cer ajutorul francilor împotriva bulgarilor, în anul 824 [39]
- secolul al X-lea este atestat in Gesta Hungarorum ducatul lui Glad, un duce bulgar, și armata sa formată din vlași, bulgari și cumani. La început sub vasalitate bulgară, iar după moartea țarului Simeon I independent. Încep bătăliile cu nomazii maghiari în Banat. După înfrângere, Glad se declară vasal maghiarilor.
- secolul al XI-lea ducele Ahtum cu capitala la Morisena este atestat în lucrarea Carmen Miserabile a călugărului de origine italiană Rogerius. Ahtum, în urma unor acte de nesupunere, se luptă cu maghiarii conduși de bănățeanul Chanadinus, vărul său, și este înfrânt. Chanadinus preia conducerea ducatului iar Morisena se va numi Cenad dupa numele învingătorului.
- secolul al XII-lea - 1552 - sub dominație maghiară, Banatul este organizat după modelul carolingian pe comitate: Timiș (prima atestare în 1175), Cenad (1187), apoi Caraș (1200) și altele (Cuvin, Horom, etc.) cu o existență efemeră.
  - în paralel, din 1233, cu unele întreruperi, a funcționat o marcă, Banatul de Severin, cuprinzând partea estică a Banatului și părți din Mehedinți; după cucerirea Severinului de către otomani, în 1524, acesta și-a încheiat existența.
  - a continuat să coexiste cu aceste structuri administrative și vechea organizare a românilor în districte, dintre care 8 au dobândit un statut de districte privilegiate: Lugoj, Sebeș, Caraș, Bârzava, Mehadia, Almăj, Comiat și Ilidia; documentele vremii au menționat și alte districte românești: Cuiești, Bel, Chery, Icuș, Beregsău, Lypko, Duboz, Bujor, Fârdea, Sugya, Mănăștiur, Horom, Jupani, Recaș, Sculea, Marginea, Făget.
- 1552 - 1716 - vestul Banatului fiind cucerit de către otomani, a fost organizat Pașalâcul Timișoara, divizat la rându-i în sangeacuri (=steaguri).
  - părțile răsăritene, neocupate de turci, au format, până în 1658, anul trădării lui Ákos (Acațiu) Barcsay, o marcă a principatului transilvan, Banatul de Lugoj-Caransebeș; din acest an și până la cucerirea austriacă din 1716, cu unele excepții temporare, întregul teritoriu bănățean a fost inclus în pașalâc.
- 1716-1718 Războiul austro-turc s-a încheiat cu victoria Austriei. Prin semnarea păcii de la Passarovitz (1718), Turcia ceda Austriei si teritoriile românești Banat si Oltenia.

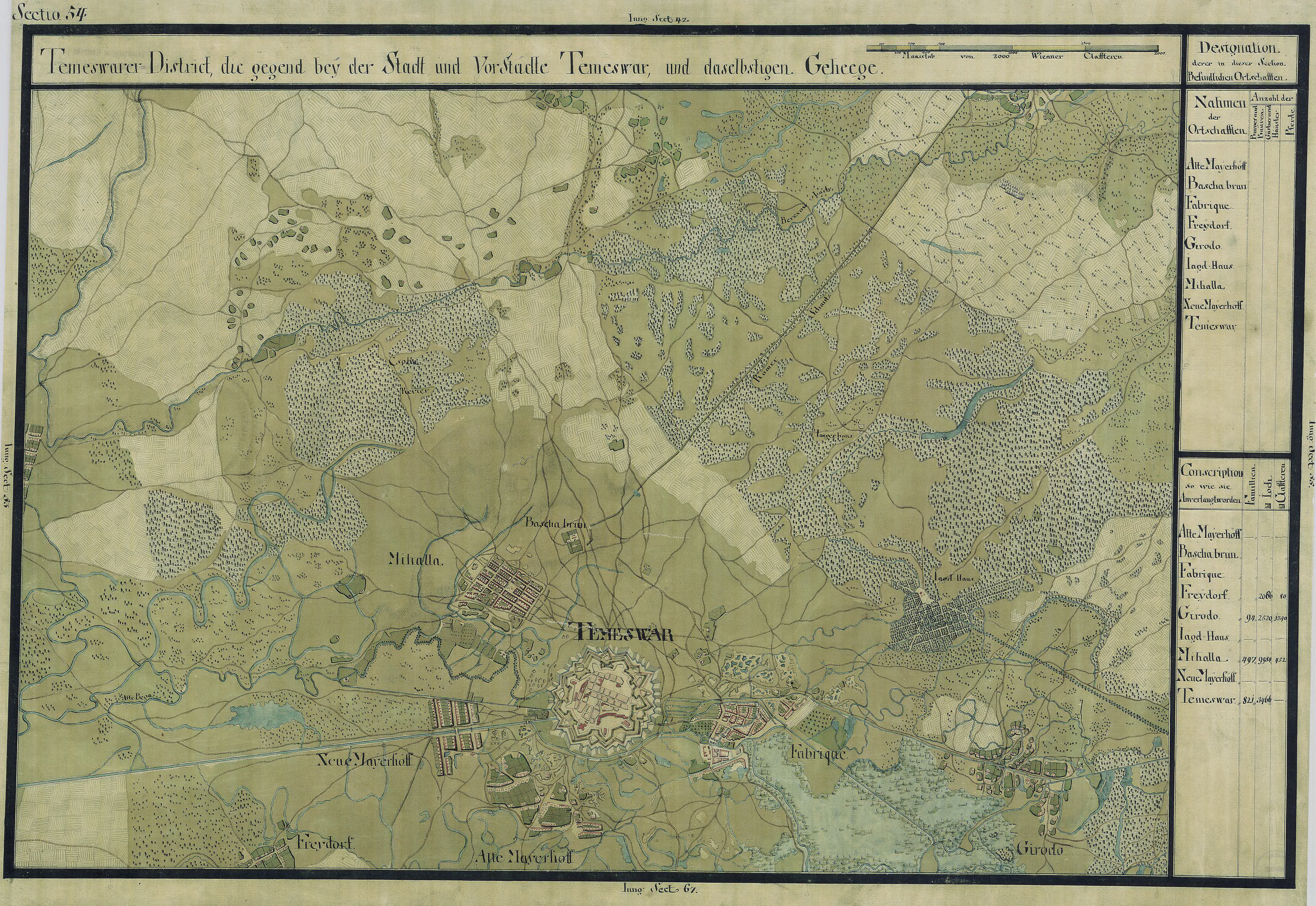
Timișoara în Harta Iosefină a Banatului, 1769-1773

- 1716 - 1776 - Banatul a fost împărțit în districte și în subdiviziuni ale acestora, cercuri; numărul și întinderea acestora au suferit mai multe modificări
- 1776 - 1778 - Banatul a fost împărțit în patru cercuri mari, iar acestea în domenii[40].
- 1763 Impărăteasa Maria Tereza a emis Patenta de colonizare din 25 februarie 1763 in care dispunea strămutarea populației românești și deposedarea acesteia de orice drept asupra terenurilor pe care îl deținea, făcându-se astfel loc pentru venirea și împământenirea șvabilor[41]
- 1778 - 1849 - prin cedarea Banatului către Ungaria s-a revenit la organizarea administrativă pe comitate, inițial, acestea coexistând cu un district militar pe granița cu Imperiul Otoman și cu Țara Românească
- 1849 - 1860 - Banatul a fost scos de sub administrația maghiară și a format, împreună cu teritoriile de la vest de Tisa, entitatea administrativă cu sediul la Timișoara numită Voivodina Sârbească și Banatul Timișan
- 1860 - 1919 - reintegrat Ungariei, Banatul a fost reorganizat pe comitate, iar acestea împărțite în plăși; după  Republica Bănățeană, care s-a dorit a fi un stat multietnic și multiconfesional, organizat după modelul elvețian, a urmat o perioadă de ocupație sârbească, una de ocupație franceză și, de la 3 august 1919, a fost instalată administrația românească în estul Banatului[42].
- 1919 - 1950 - Banatul românesc a fost divizat, inițial, în două județe, Timiș-Torontal și Caraș-Severin, apoi în trei, Timiș-Torontal, Severin și Caraș.
- 1950 - 1968 - organizare administrativă după model sovietic, pe regiuni divizate în raioane; inițial, până în 1952, au fost trei regiuni mai mici, Arad (doar parțial în Banat), Severin și Timișoara, apoi, până în 1956, doar două, Arad și Timișoara, pentru ca, în final, să rămână una singură, Timișoara, din 1960 redenumită Banat.
- 1968 - prezent - prin revenirea la organizarea administrativ - teritorială pe județe, Banatul românesc a fost împărțit în cinci județe, unul singur fiind integral bănățean, Timișul.

## Economie

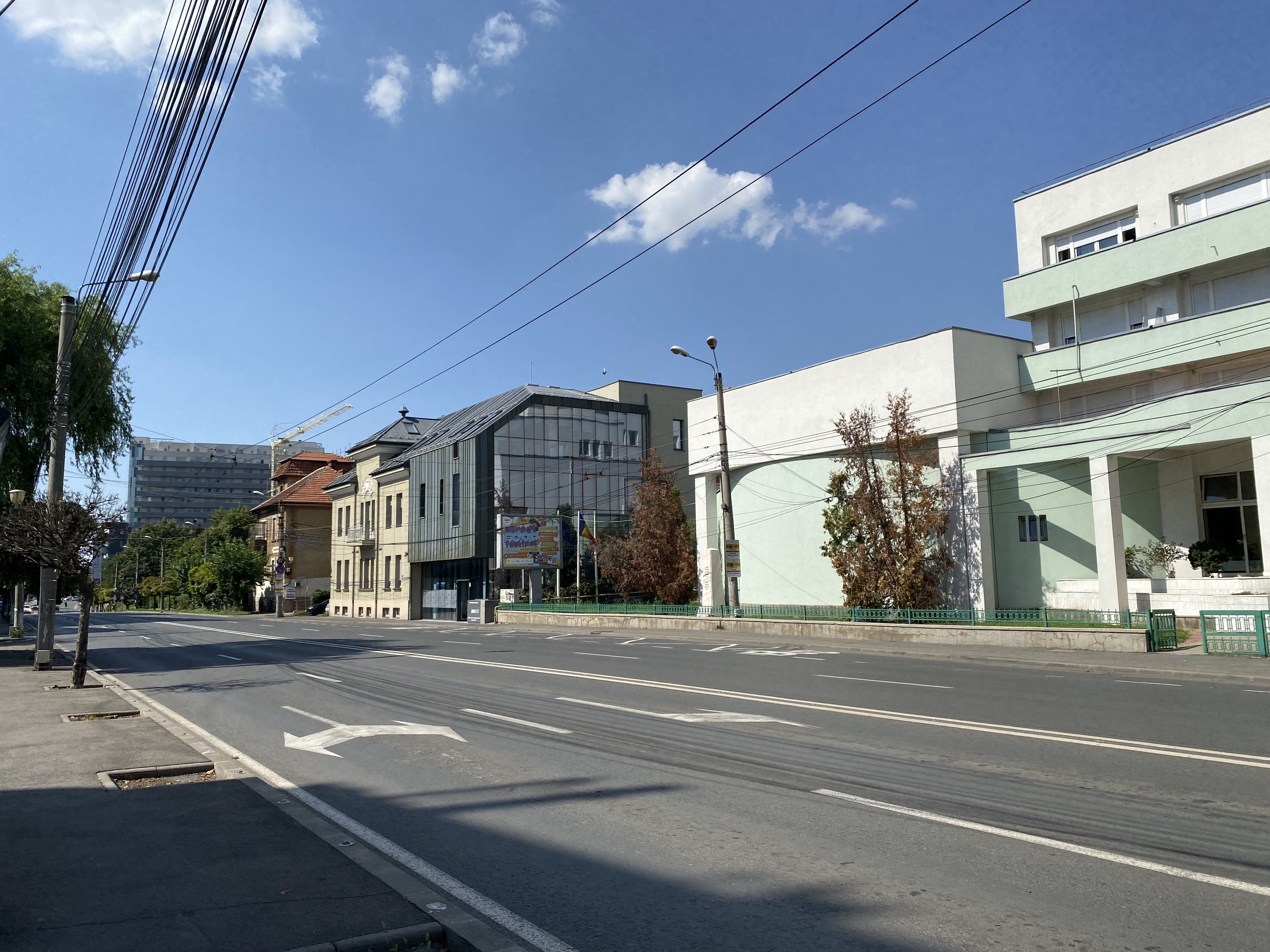
Sediul Agenției pentru Dezvoltare Regională Vest din Timișoara

Banatul este bogat în resurse naturale, în special lignit, minereu de fier, plumb, mangan, aur, cupru, țitei, gaze naturale, nisip, sare și sulf. Ca industrie, Banatul conține centre majore de procesare a fierului și oțelului, cât și complexe industriale chimice și textile. Printre ocupațiile importante se numără creșterea de animale, agricultura, producția viticolă și de fructe.

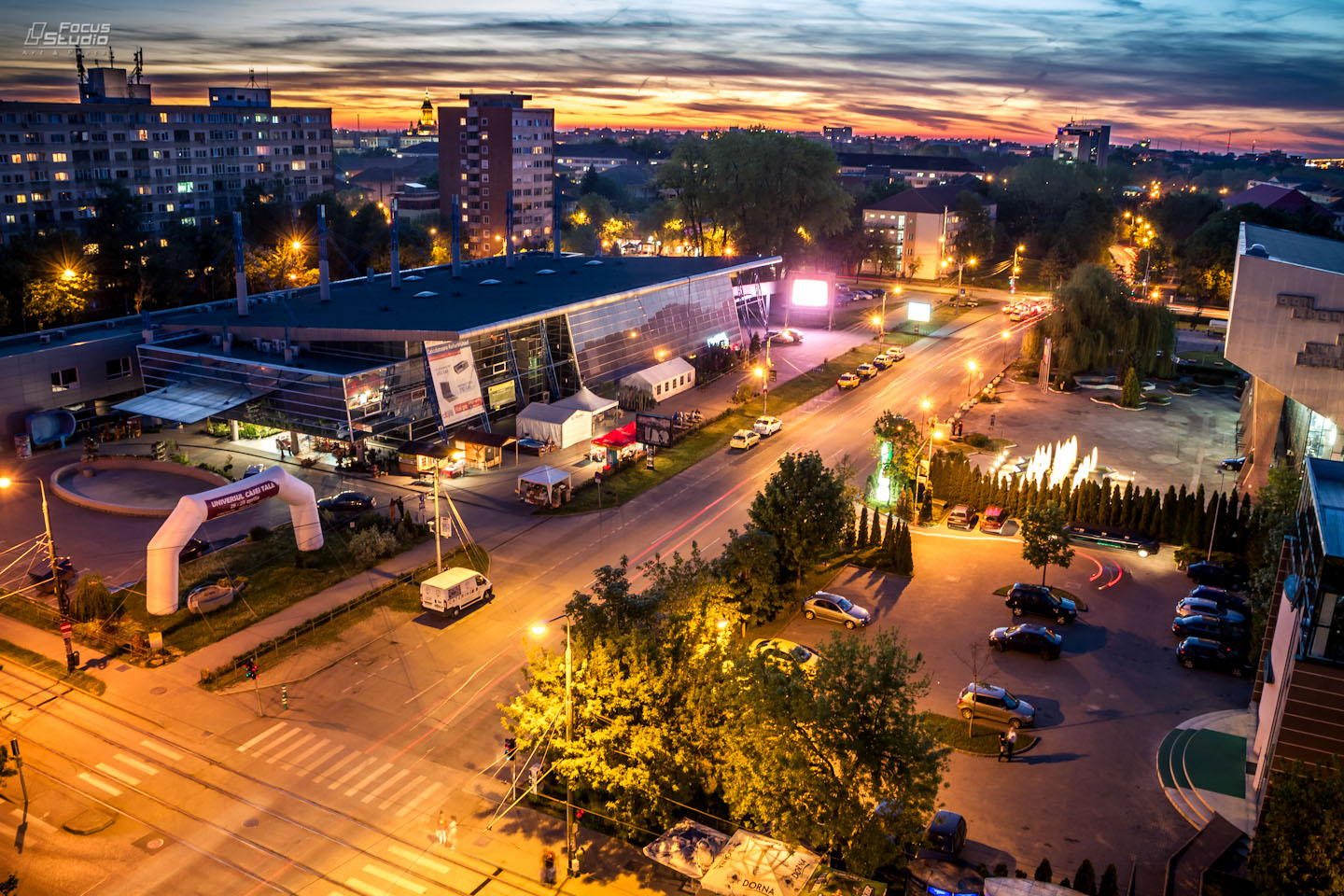
Centrul Regional de Afaceri din Timișoara

Timișoara are cea mai dinamică economie din România și cel mai mare aflux de investiții dintre orașele regionale ale țării, având cea mai ridicată rată antreprenorială din regiune și un sistem de Startup-uri în plină dezvoltare. Timișoara este cel mai bun oraș pentru afaceri din România, conform companiei Forbes. Este singurul oraș din Europa de Est cu grad investițional AAA, calculat de agenția Fitch Ratings.

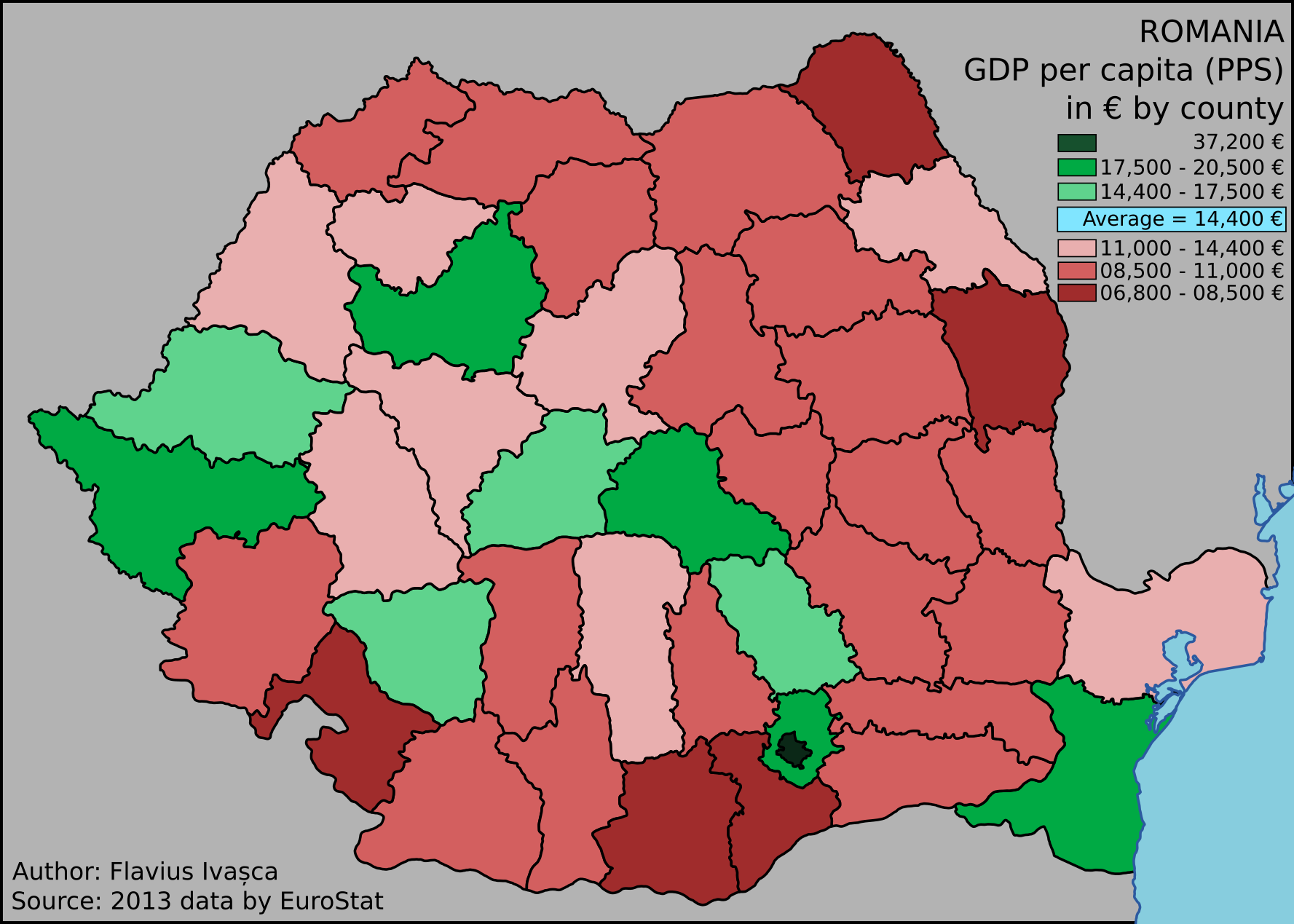
Produsul intern brut per capita al județelor României. Timișul se numără printre cele mai dezvoltate 5 regiuni ale țării din punct de vedere economic

Conform datelor oficiale furnizate de Banca Mondială, Timișoara este orașul cu cea mai mare creștere economică din Uniunea Europeană.  În clasamentul mondial al calității vieții realizat de platforma Numbeo, Timișoara se află pe primul loc în România, pe poziția 84 în lume și 53 în Europa, imediat după Philadelphia, Birmingham, Praga sau Berlin, și peste Lisabona, Bruxelles, Manchester sau Lyon.

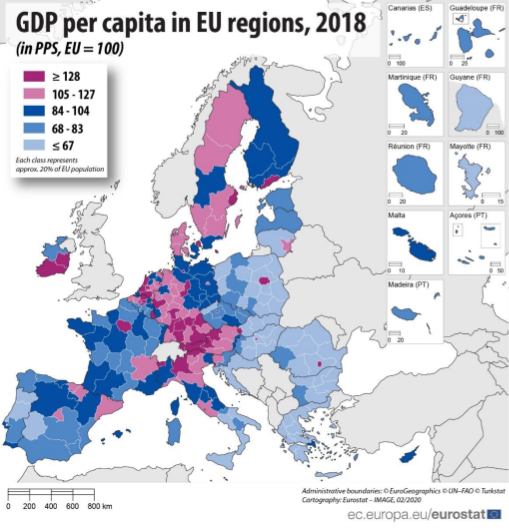
Produsul intern brut per capita al regiunilor Europei. Zona de Vest este cea mai dezvoltată din România din punct de vedere economic, alături de București-Ilfov, datorită industriei puternice, sectorului IT/Tech în expansiune accelerată și atragerii constante de investiții

Este singurul oraș din România inclus de publicația Time în topul destinațiilor turistice din lume, alături de Washington, D.C., Barcelona sau Napoli. A fost desemnat cel mai bun oraș de city-break din Europa în anul 2023.

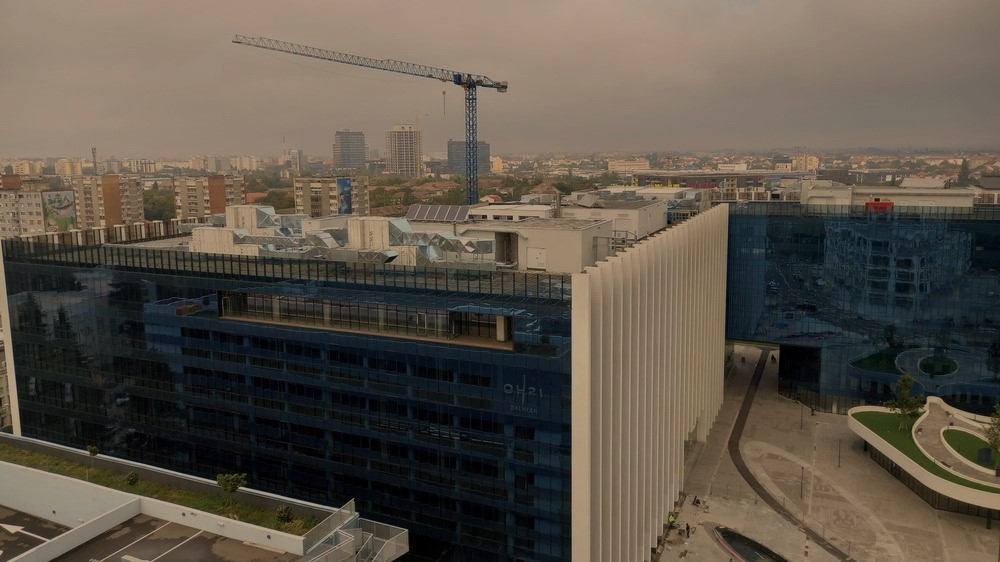
Vedere de ansamblu asupra zonelor de regenerare urbană din Timișoara, orientate spre dezvoltarea unor ecosisteme economice cu valoare adăugată ridicată, în domenii precum tehnologia informației și comunicațiilor, industriile creative și sectorul terțiar. Aceste transformări sunt corelate cu extinderea proiectelor rezidențiale și comerciale, conturând orașului un nou model de dezvoltare urbană integrată

Timișoara este lider în privința proiectelor de investiții private din afara Bucureștiului în perioada 2021-2024, atrăgând capital de peste 1 miliard de euro, mai mult de jumătate din totalul investițiilor regionale desfășurate în România, în proiecte de birouri, ansambluri rezidențiale, depozite de mărfuri, retail și hoteluri.

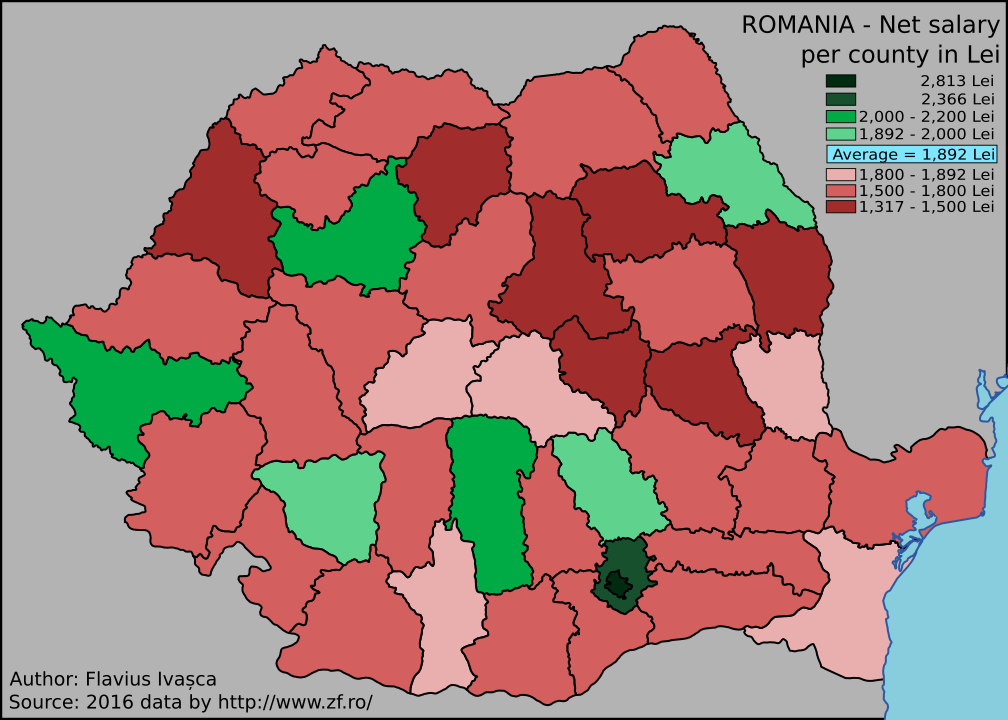
Harta salariului net, pe județe, în România. Timișul are cel mai mare venit mediu din țară după București, iar Timișoara mai ridicat standard al vieții la nivel național (locul 53 în Europa)

În anul 2021 Timișoara a fost declarat cel mai bun oraș din România și al treilea din Europa pentru munca la distanță, conform raportului de specialitate efectuat de platforma OVO Network. Cu o viteză de download de 90,27 de megabiți pe secundă, Timișoara a fost în 2013 orașul cu cel mai rapid Internet din lume.

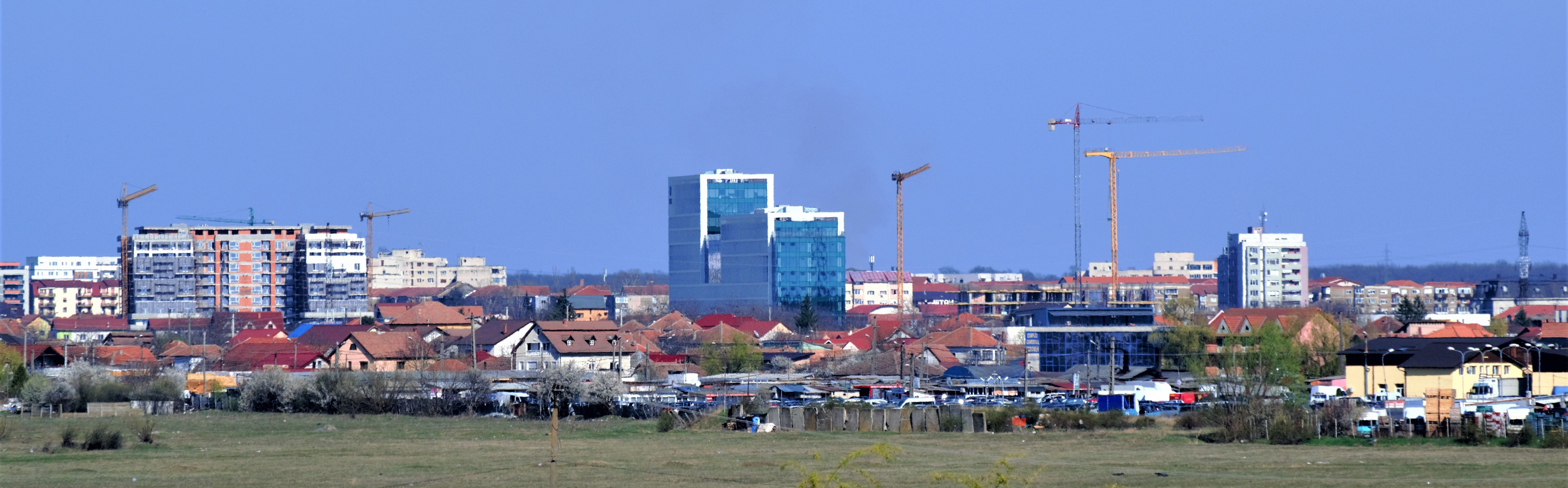
Imagine panoramică cu investițiile din zona de nord a Timișoarei, evidențiind construirea de turnuri de birouri, precum și expansiunea accelerată a sectorului imobiliar, comercial și de servicii a Capitalei Banatului

Banatul este regiunea cu cea mai rapidă urbanizare din România, fenomen demografic corelat cu creșterea economică accelerată a județului Timiș. Trendul se va accentua odată cu aderarea României la Spațiul Schengen și celelalte structuri euro-atlantice, datorită proximității imediate la graniță și accesului rapid la piețele din Occident și Balcanii de Vest. Timișul este din anul 2023 cea mai mare piață de real-estate din România, cu 1.459 de proiecte în execuție și pregătire.

## Obiective turistice

### Județul Timiș

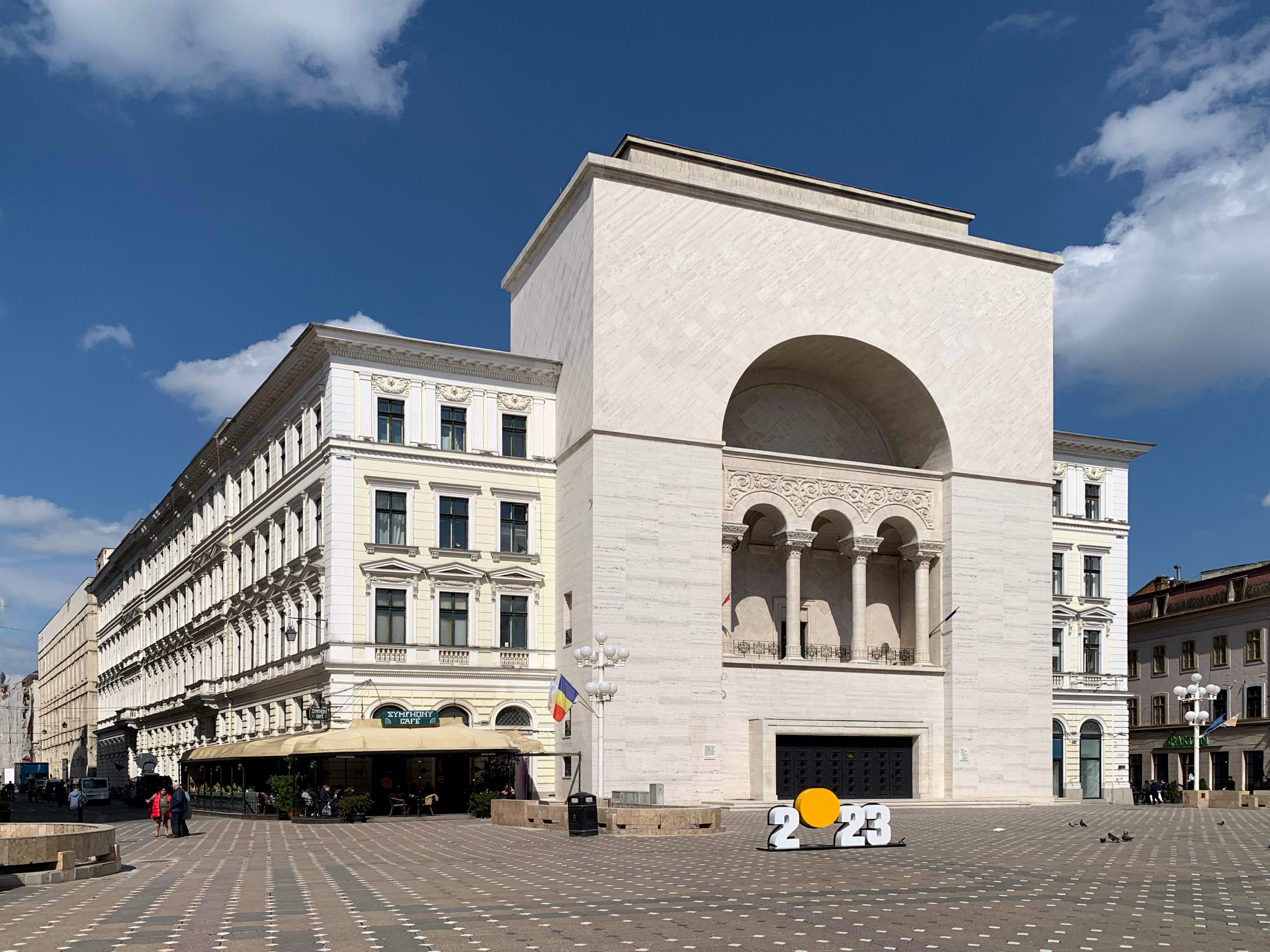
Timișoara, Capitală Europeană a Culturii 2023

Timișoara a fost în anul 2016 primul oraș Capitală a Tineretului din România, iar în anul 2023 este Capitală Europeană a Culturii, alături de orașele Eleusina și Veszprém.
Timișoara este pe primul loc în România și pe locul cinci în Europa în topul celor mai sigure destinații turistice de pe continent, alături de Praga, Zürich sau Helsinki.

Cea mai valoroasă comoară a Evului Mediu Timpuriu - Tezaurul de la Sânnicolau Mare - este în prezent expus la Muzeul de Istorie a Artei din Viena (Kunsthistorisches Museum), fiind una din cele mai importante colecții din patrimoniul medieval european

Bazele de tratament și centrele de welness&spa cu apă geo-termală terapeutică constituie punctul principal de atracție al zonei. Județul Timiș are cel mai mare potențial turistic balnear din România, având patru orașe și nouă comune ce dețin resurse specifice, exploatate în scop de agrement. În anul 2017 a fost al treilea cel mai vizitat județ al României, din punct de vedere al numărului de turiști străini.

Apele minerale captate sunt calcice, magneziene hipotone, cloruro-sodice, puternic carbonatate (2.000-2.600 mg / litru), cu PH peste 7,2, temperatura apei la captare fiind de 30°C, fiind recomandate în insuficiență cardiacă, afecțiuni respiratorii, circulatorii, reumatismale, neurologice, boli autoimune și hormonale, metabolice și de nutriție, nevroză astenică, anemie feriprivă, precum și boli profesionale.

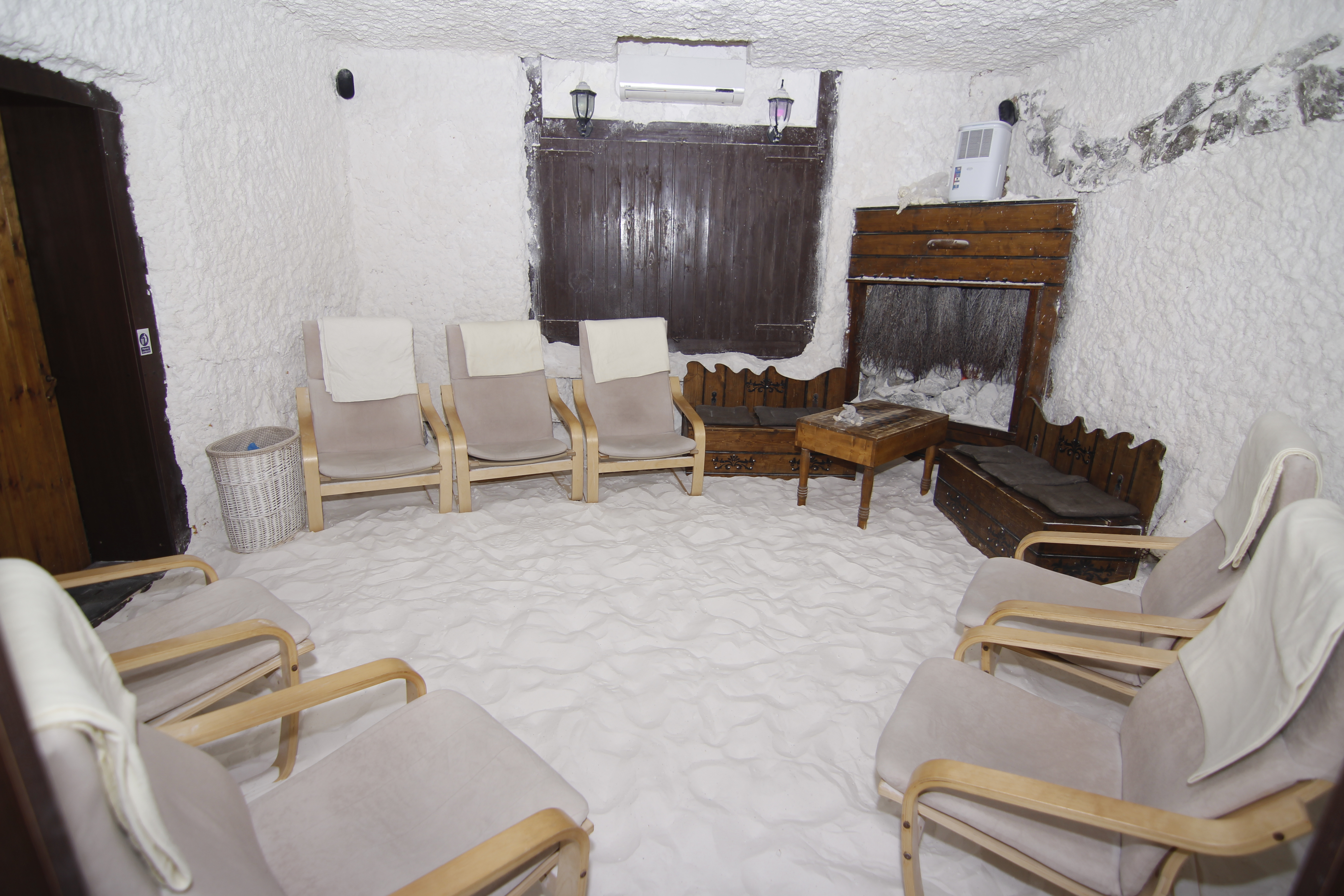
Salina din Timișoara

Turismul balnear se practică în stațiunea de interes național Buziaș, stațiunea de interes local Băile Călacea, orașele Deta, Sânnicolau Mare și Jimbolia, precum și în localitățile Teremia Mare, Pișchia, Sacoșu Mare, Sânmihaiu German și Lovrin. Alte opțiuni pentru agrement acvatic sunt albia râului Timiș, unde există două zone amenajate: la Șag (10 kilometri de oraș) și la Albina (15 kilometri de Timișoara), unde există numeroase terenuri sportive special amenajate care permit practicarea unor sporturi precum tenis, fotbal, handbal, baschet, tenis de masă sau volei.

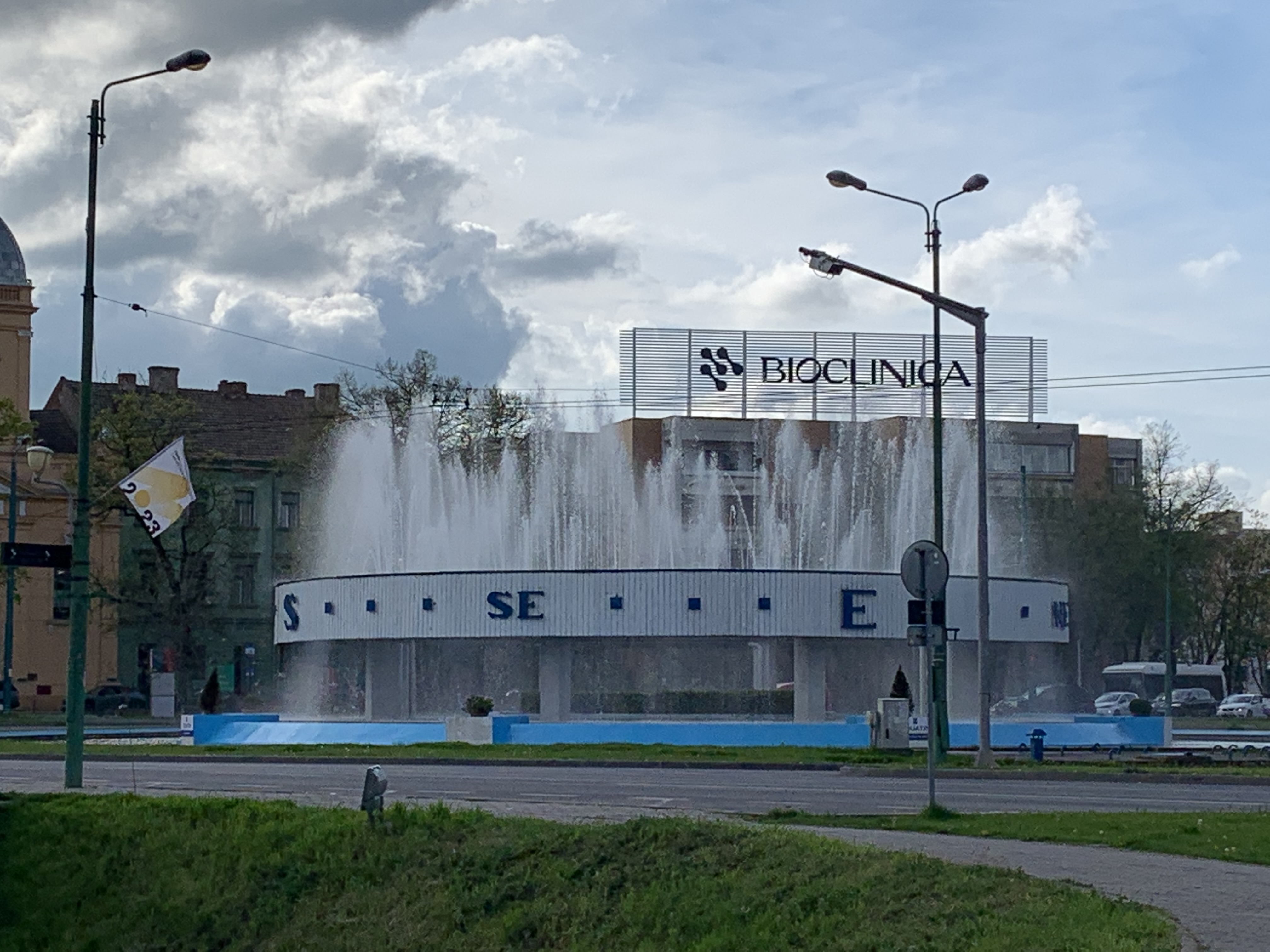
Fântâna Punctelor Cardinale din Timișoara. Cea mai cunoscută fântână arteziană a orașului și un simbol al Capitalei Banatului, este amplasată la intersecția străzii Oituz cu bulevardul Take Ionescu, în cartierul Tipografilor

Zonele cu un bogat fond cinegetic (Banloc, Bogda, Breștea, Chevereșu Mare, Dumbrava, Giroc, Hitiaș, Pădureni, Peciu Nou, Pișchia, Remetea Mică, Silagiu), precum și cele cu un fond piscicol diversificat (Bega–Luncani, Bega–Tomești–Românești, Bega–Poieni, Bega–Margina, Timiș–Cebza, Timiș–Coșteiu) reprezintă un potențial remarcabil, foarte apreciat de iubitorii vânătorii și pescuitului sportiv. Pe teritoriul județului Timiș există 86 de fonduri de vânătoare și 30 de fonduri de pescuit.

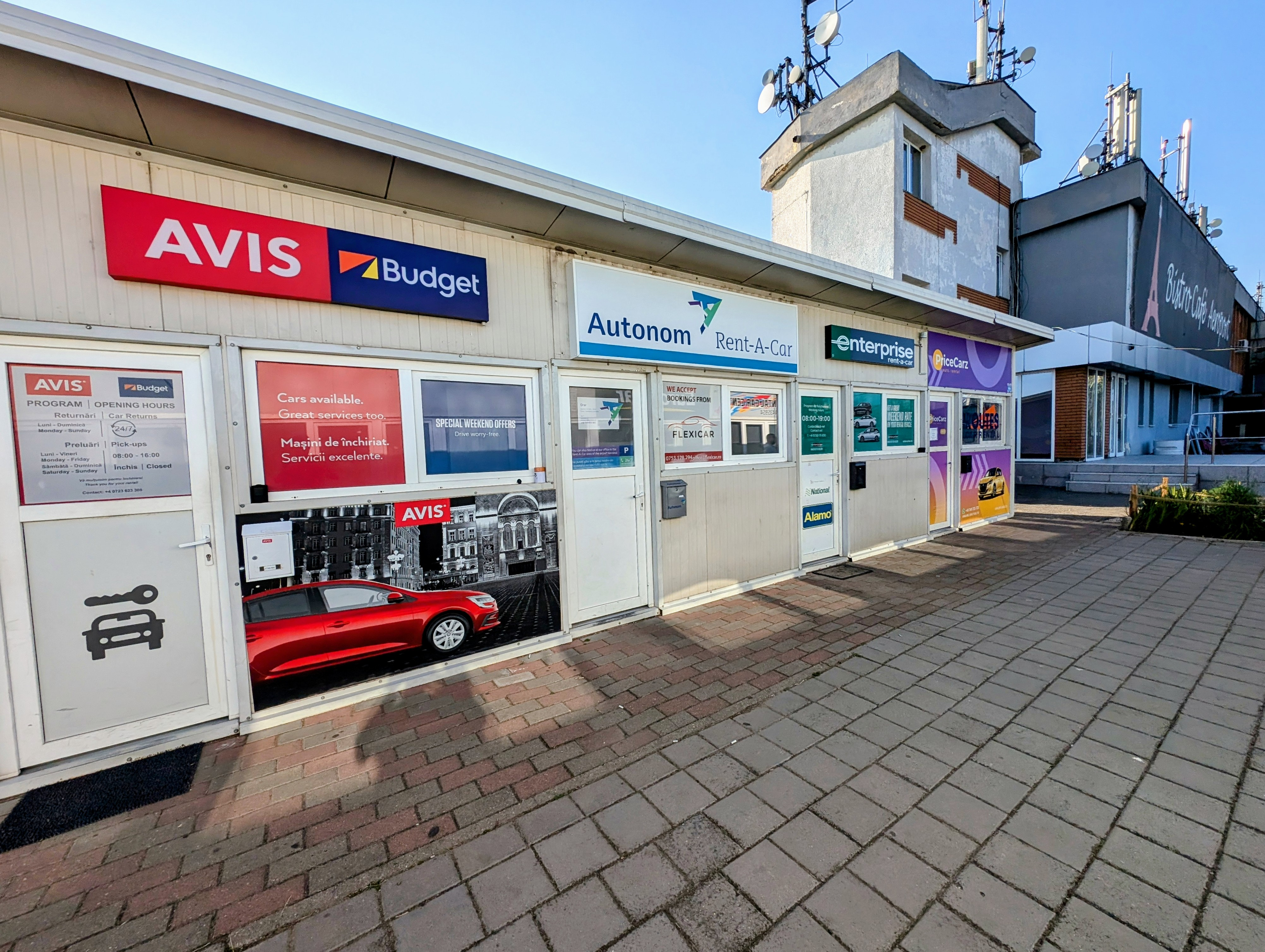
Companii autohtone și multinaționale de ridesharing și închirieri auto pe Aeroportul Internațional Traian Vuia din Timișoara

Agroturismul și ecoturismul este reprezentat de ansamblurile gospodărești tradiționale din mediul rural, spațiile monahale, cabanele și casele de vacanță. Orașul și împrejurimile sale, inclusiv din proximitatea granițelor cu Serbia și Ungaria, oferă 40.233 de paturi pentru turiști, în hoteluri, pensiuni, campusuri, internate de școli și cămine studențești.

#### Piețe publice
- Piața Victoriei din Timișoara
- Piața Unirii din Timișoara
- Piața Libertății din Timișoara
- Piața Maria (locul declanșării Revoluției Române din 1989)
- Piața Traian
- Piața 700
- Piața I.C. Drăgan din Lugoj

#### Lăcașuri de cult
- Catedrala Mitropolitană
- Catedrala Millennium
- Catedrala Ortodoxă Sârbă
- Catedrala „Coborârea Sfântului Spirit” din Lugoj
- Biserica Romano-Catolică din Elisabetin
- Biserica Greco-Catolică din Elisabetin
- Biserica Romano-Catolică din Fratelia
- Biserica Notre Dame
- Biserica Romano-Catolică din Iosefin
- Biserica Greco-Catolică „Nașterea Maicii Domnului”
- Biserica Adormirea Maicii Domnului din Lugoj
- Biserica Adormirea Maicii Domnului din Oloșag
- Biserica de lemn din Bătești
- Biserica de lemn din Coșevița
- Biserica de lemn din Crivina de Sus
- Biserica de lemn din Crivobara
- Biserica de lemn din Curtea
- Biserica de lemn din Căpăt
- Biserica de lemn din Dobrești
- Biserica de lemn din Dragomirești
- Biserica de lemn din Dubești
- Biserica de lemn din Groși
- Biserica de lemn din Hezeriș
- Biserica de lemn din Hodoș
- Biserica de lemn din Homojdia
- Biserica de lemn din Lucareț
- Biserica de lemn din Margina
- Biserica de lemn din Nemeșești
- Biserica de lemn din Pietroasa de Sus
- Biserica de lemn din Poieni
- Biserica de lemn din Povârgina
- Biserica de lemn din Românești
- Biserica de lemn din Topla
- Biserica de lemn din Zolt
- Biserica de lemn din Jupânești
- Biserica din lemn „Sf.Dimitrie”
- Biserica de lemn „Sf.Arhangheli”
- Biserica Ortodoxă din Iosefin
- Biserica Ortodoxă din Fabric
- Biserica mizericordienilor
- Biserica sârbească „Sf. Gheorghe”
- Biserica romano-catolică din Bobda
- Biserica „Mutarea moaștelor Sf. Nicolae” din Becicherecu Mic
- Biserica romano-catolică „Înălțarea Crucii” din Carani
- Biserica romano-catolică din Dudeștii Vechi
- Biserica Minoriților din Lugoj
- Biserica Sfânta Ecaterina
- Domul Romano-Catolic
- Sinagoga din Cetate
- Sinagoga din Fabric
- Sinagoga din Iosefin
- Mănăstirea Cebza
- Mănăstirea Sfântul Gheorghe din Birda
- Mănăstirea Partoș
- Mănăstirea Săraca

#### Clădiri istorice
- Opera Națională Română
- Filarmonica Banatul
- Palatul Dicasterial
- Palatul Baroc
- Palatul Löffler
- Palatul Lloyd
- Palatul Széchenyi
- Palatul Dauerbach
- Palatul Dejan
- Palatul Merbl
- Palatul Neuhausz
- Palatul Hilt
- Palatul Weiss
- Palatul Episcopal romano-catolic
- Bastionul Maria Therezia
- Baia Publică Neptun
- Casa Contelui de Mercy
- Casa cu Atlanți
- Casa Brück
- Casa Mühle
- Casa Emmer
- Casa turcească
- Casa Baraj din Sânmihaiu Român
- Camera de Comerț Industrie și Agricultură
- Ansamblul Liceului Piarist
- Ansamblul Fabricii de Bere
- Claustrul mănăstirii Franciscanilor
- Cazarma pompierilor din Iosefin
- Cazinoul Militar
- Cazinoul „Cassina” din Făget
- Spitalul Militar
- Primăria Veche
- Turnul de apă din Iosefin
- Turnul fostei biserici „Sf. Nicolae” din Lugoj
- Liceul Pedagogic „Carmen Sylva”
- Colegiul Național „Constantin Diaconovici Loga”
- Vechiul Abator
- Centrala hidroelectrică

#### Castele
- Castelul Nakó
- Castelul Huniade
- Castelul Banloc
- Cetatea Jdioarei
- Cetatea medievală de la Făget

#### Conace
- Conacul Gudenus

#### Monumente și statui
- Monumentul Sfintei Treimi din Piața Unirii
- Monumentul Sfântului Ioan Nepomuk din Piața Libertății
- Monumentul Sfânta Maria din Piața Maria
- Statuia Lupoaicei, „Lupa Capitolina”
- Statuia „Sfântul Florian” din Jimbolia

#### Muzee și galerii de artă
- Muzeul Național Bănățean din Timișoara
- Muzeul de Artă, situat în Palatul baroc din Piața Unirii Timișoara
- Muzeul Militar, situat în Piața Libertății Timișoara
- Muzeul Satului Bănățean Timișoara
- Expoziția Memorială „Béla Bártok”
- Expoziția Memorială „Traian Vuia”
- Expoziția Memorială „Ștefan Jäger”
- Muzeul de artă bisericească veche din subsolul Catedralei Mitropolitane Timișoara
- Muzeul de artă bisericească a Episcopiei Ortodoxe Sârbe Timișoara
- Muzeul Kindlein Timișoara
- Galeria Calina Timișoara

#### Biblioteci
- Biblioteca Universității de Medicină și Farmacie Victor Babeș
- Biblioteca Centrală a Universității Politehnica
- Biblioteca Centrală Universitară Eugen Todoran
- Biblioteca Județeană

#### Alte atracții turistice
- Peștera de la Românești
- Peștera cu Apă
- Parcul Dendrologic Bazoș
- Grădina Zoologică din Timișoara
- Situl urban Cartierul „Cetatea Timișoara”
- Situl urban „Fabric” (I)
- Ansamblul urban „Fabric” (II)
- Situl urban „Vechiul cartier Iosefin”
- Situl rural „Satul Charlottenburg”
- Dunele Deliblat
- Mausoleul familiei Mocioni
- Parcul Central „Anton Scudier”
- Parcul Justiției
- Parcul Rozelor
- Zona cu parcul din Buziaș
- Lacul Cotu Morii
- Lacul Hergheșceu
- Lacul Râtu Crișului
- Lacul Râtu Mare
- Lacul Satchinez
- Lacul Verbunci
- Lacul Văliug
- Lacurile Becicherecu Mic
- Lacul Surduc
- Pădurea Bistra
- Pădurea Cenad
- Lunca Pogănișului
- Pajiștea cu narcise Bătești
- Movila Sisitak
- Insula Mare Cenad
- Rezervația ornitologică Beba Veche
- Mlaștinile Murani
- Mlaștinile Satchinez
- Locul fosilifer Rădmănești
- Sărăturile Diniaș

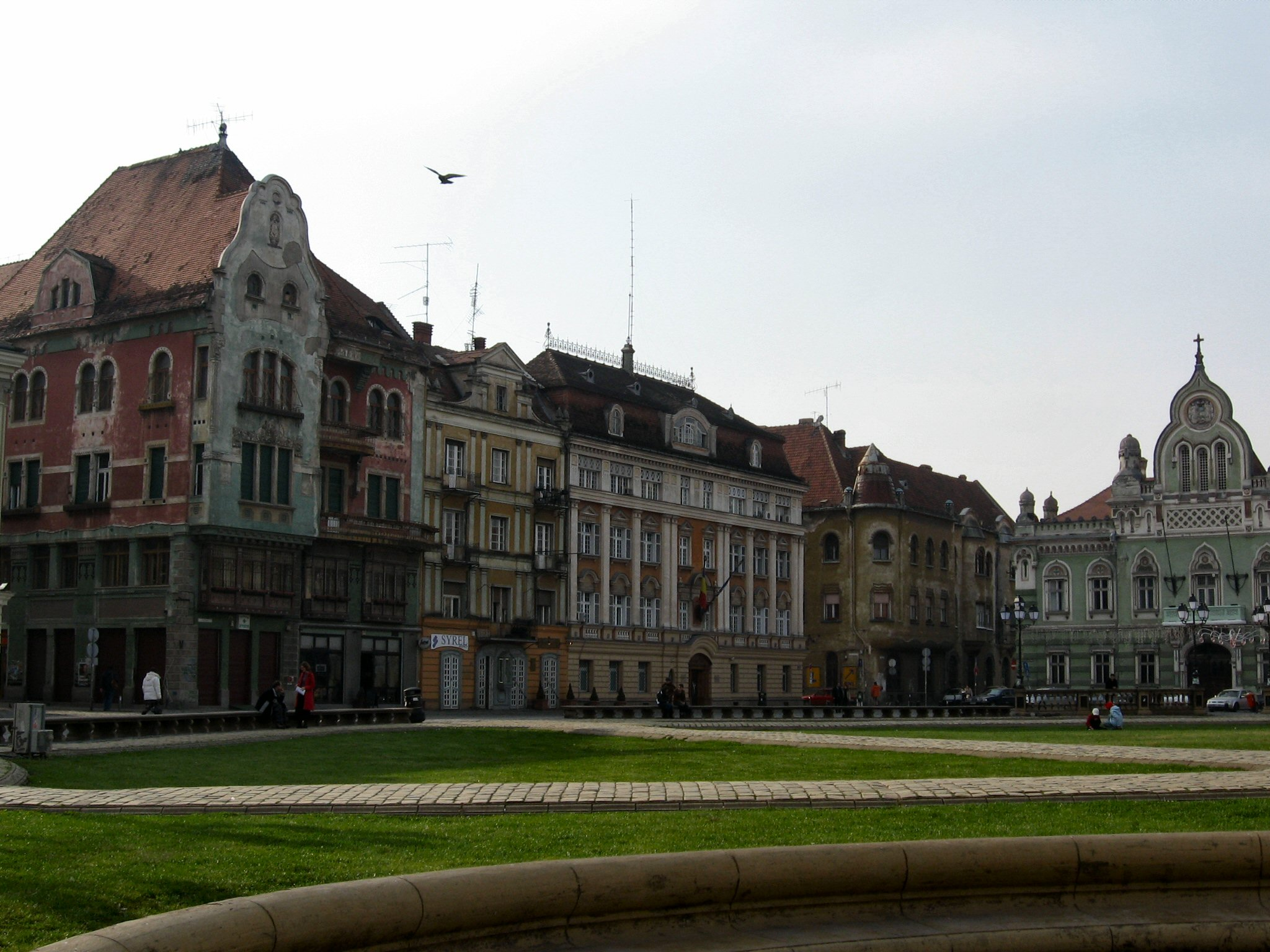
Piața Unirii din Timișoara
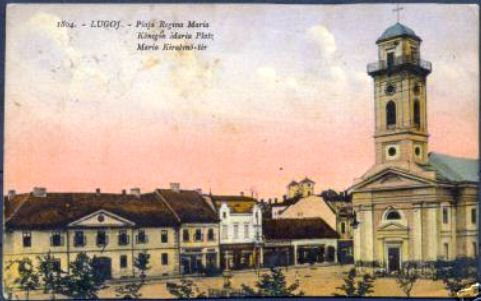
Piața I.C. Drăgan din Lugoj
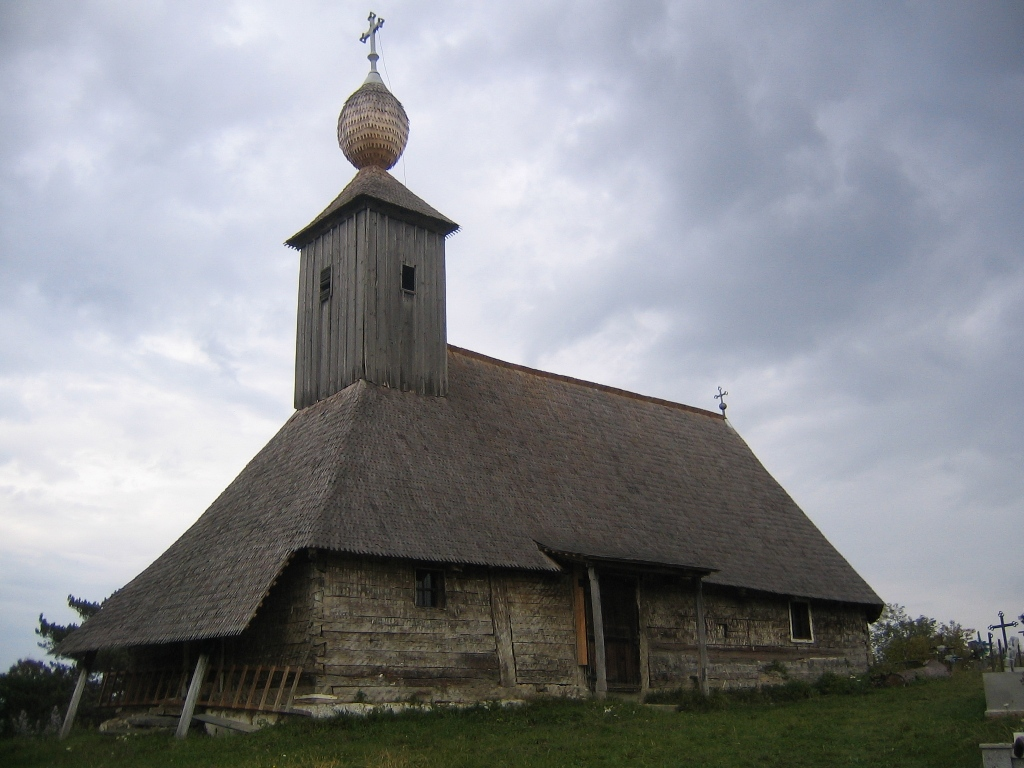
Biserica de lemn din Românești
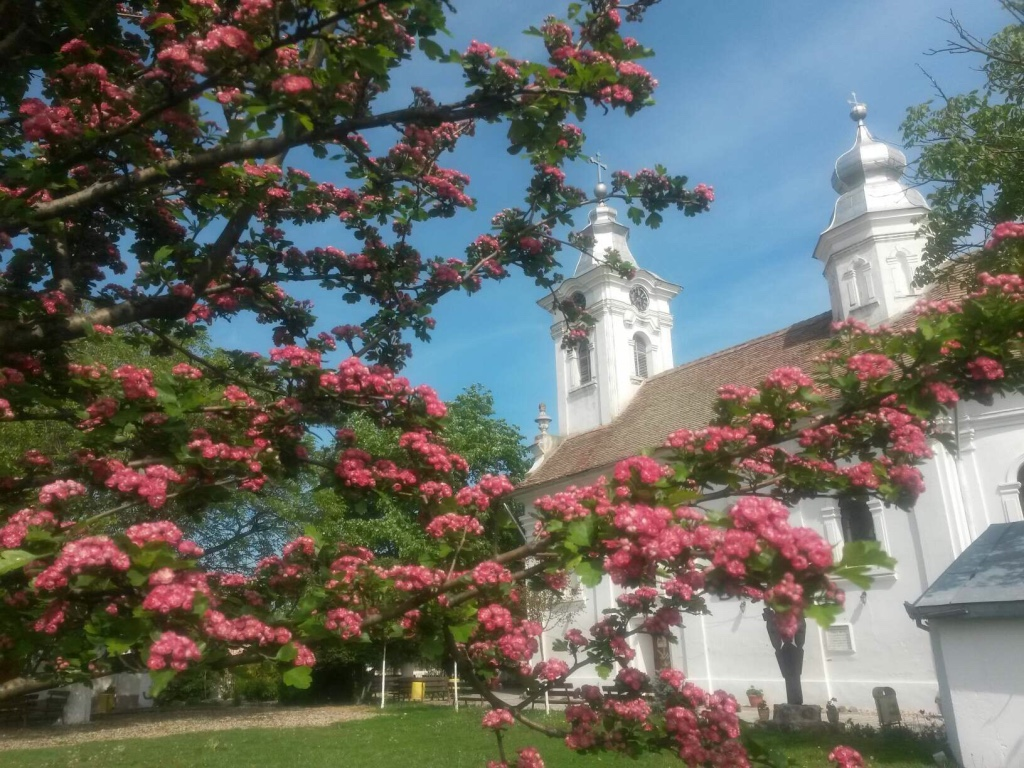
Mănăstirea Partoș
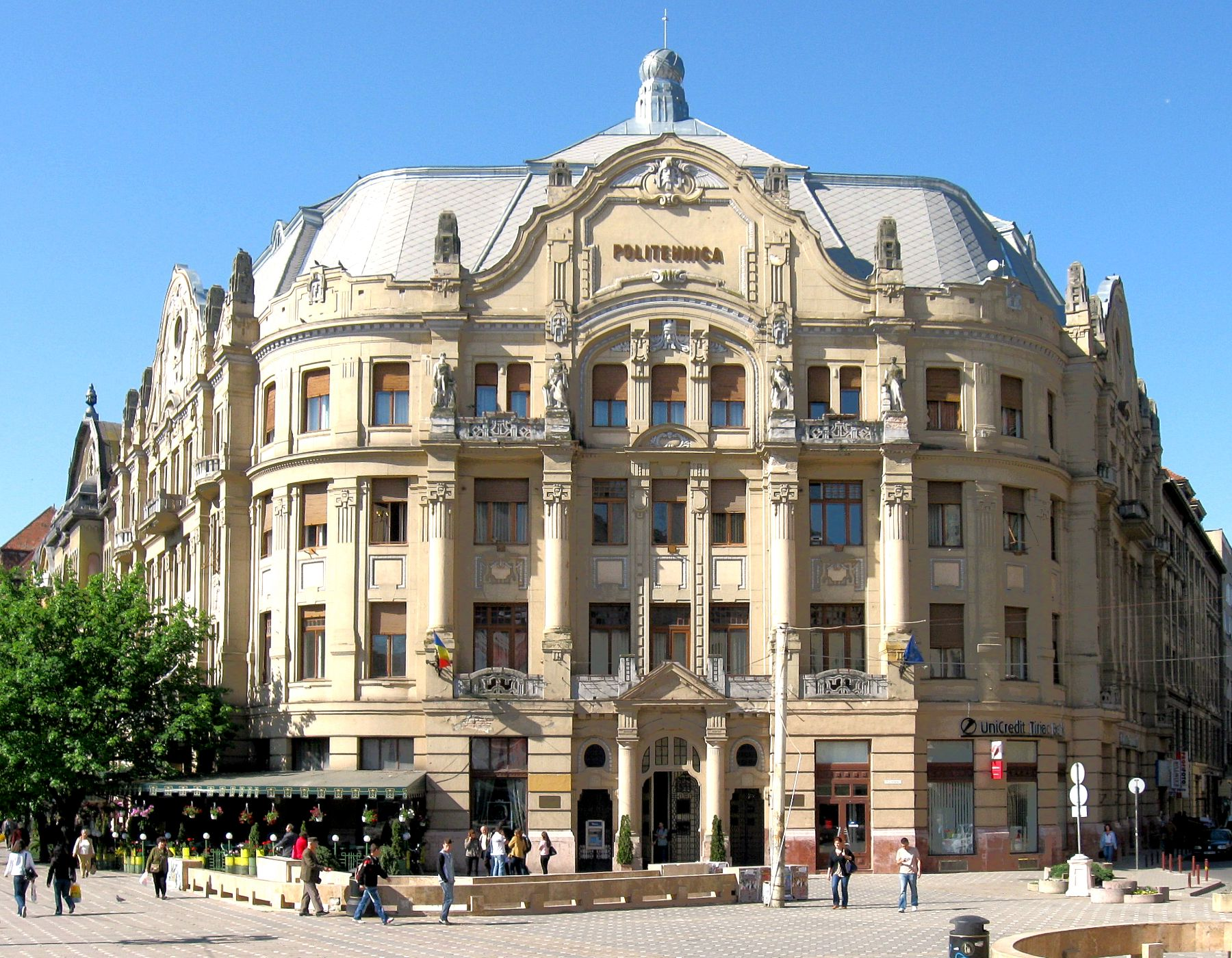
Palatul Lloyd
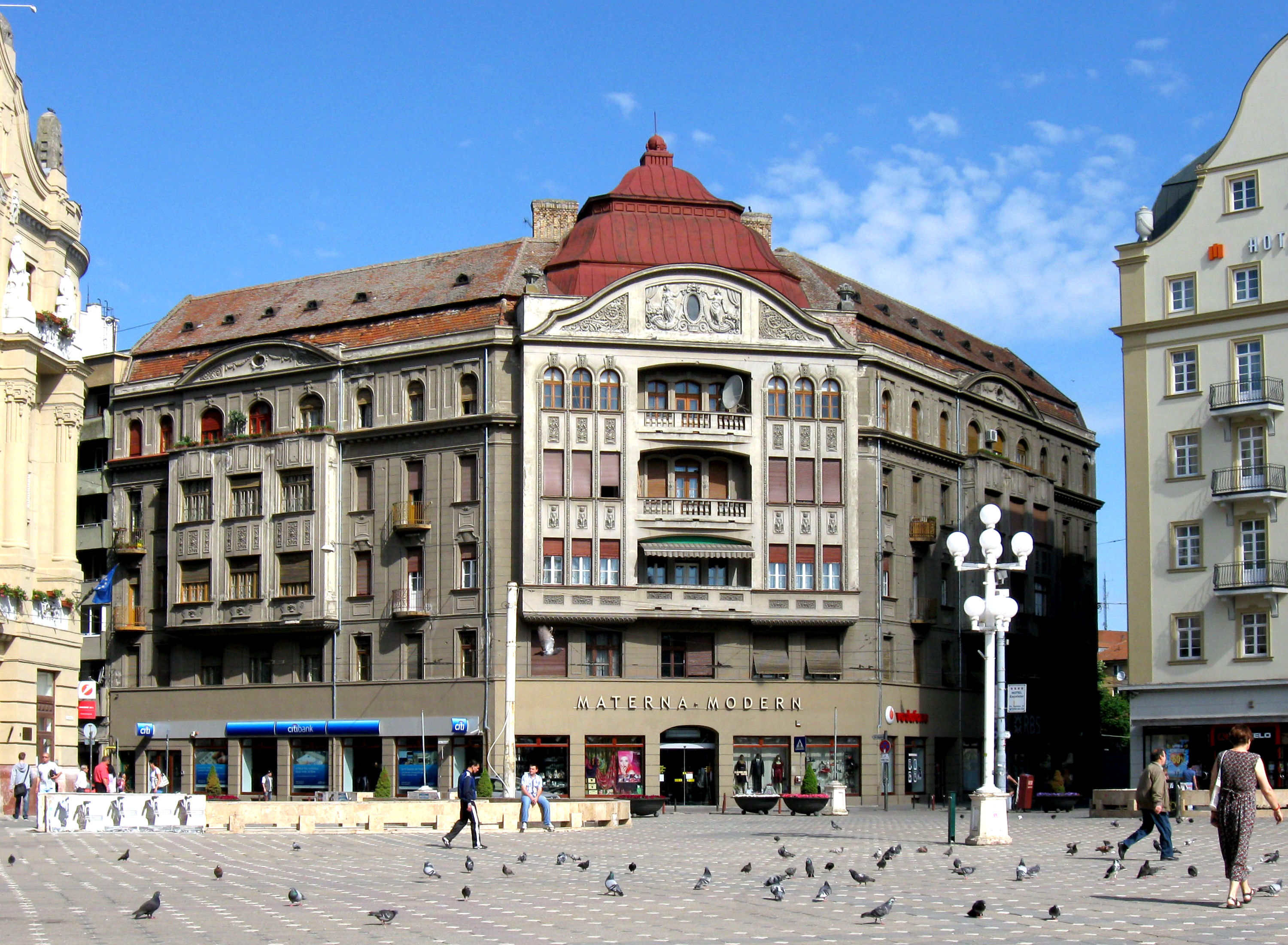
Palatul Weiss
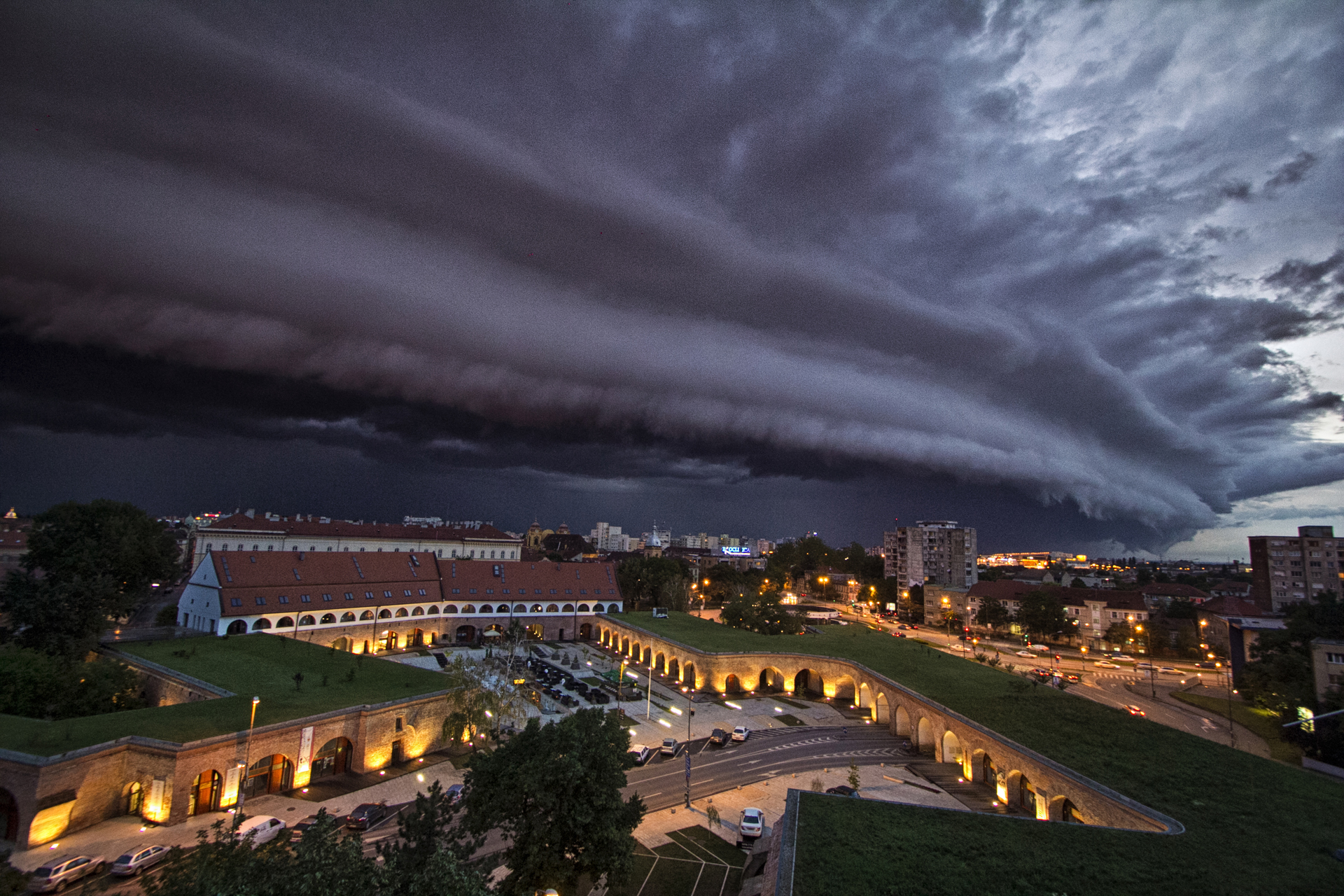
Bastionul Theresia
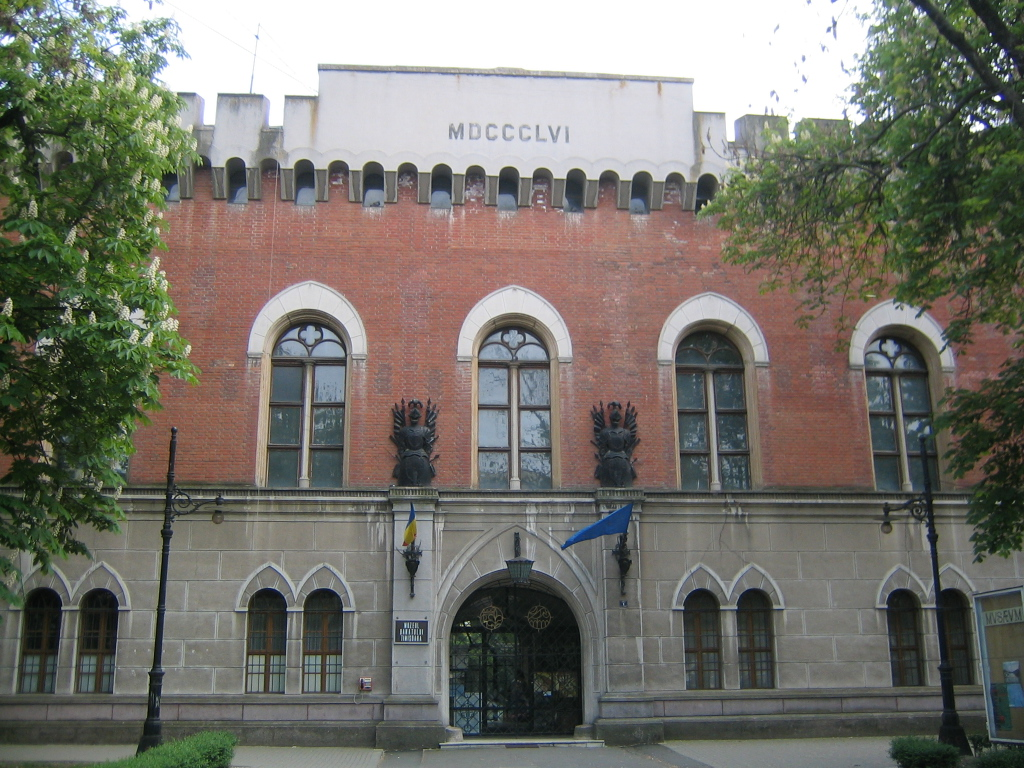
Castelul Huniade din Timișoara
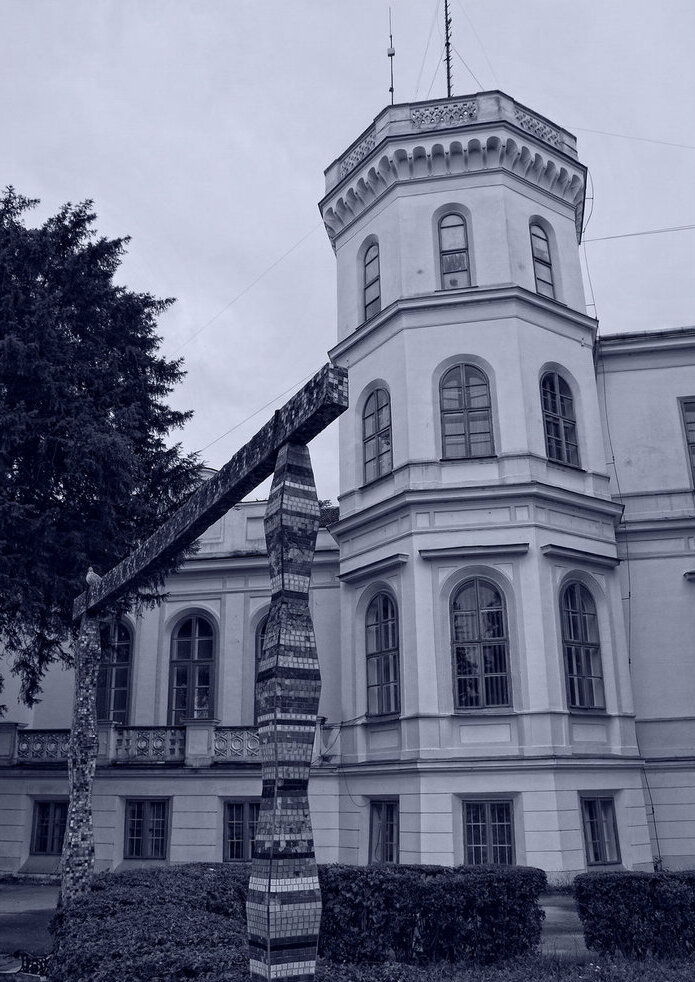
Castelul Nakó
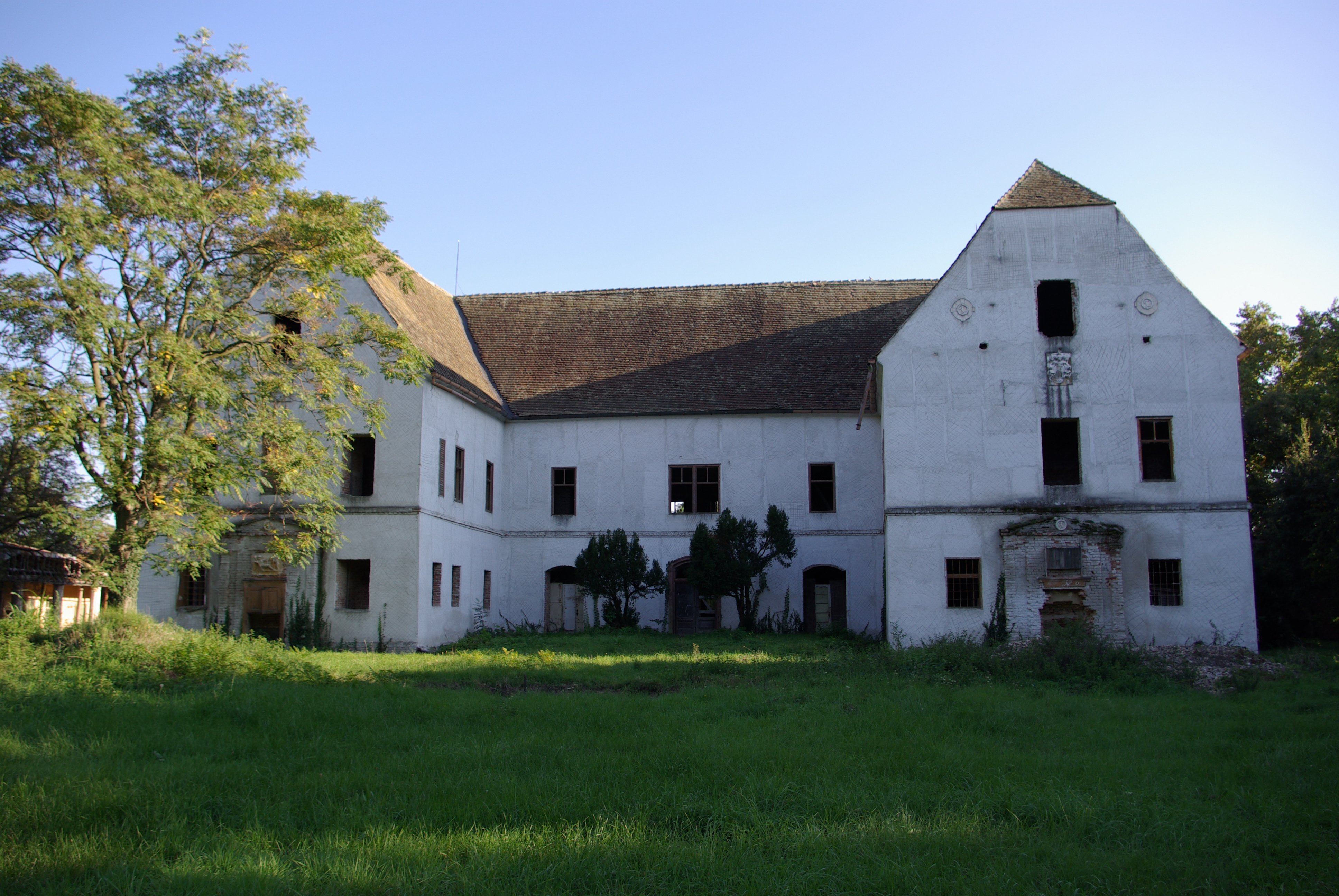
Castelul Banloc
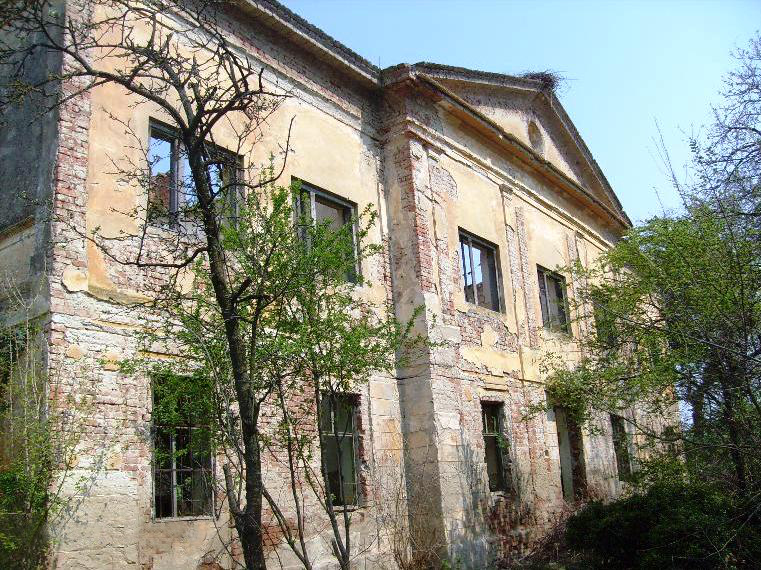
Conacul Gudenus
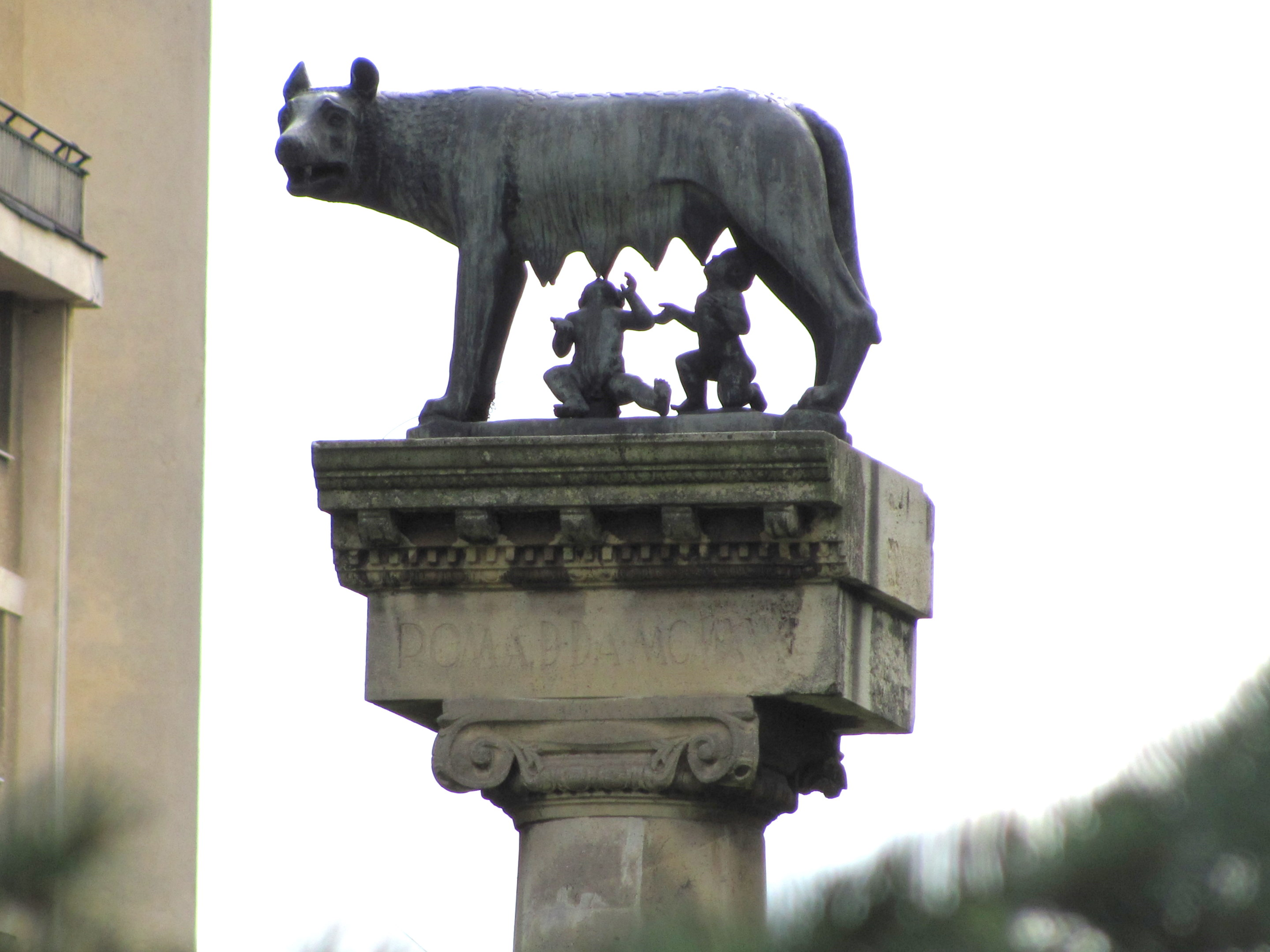
Statuia Lupoaicei din Timișoara
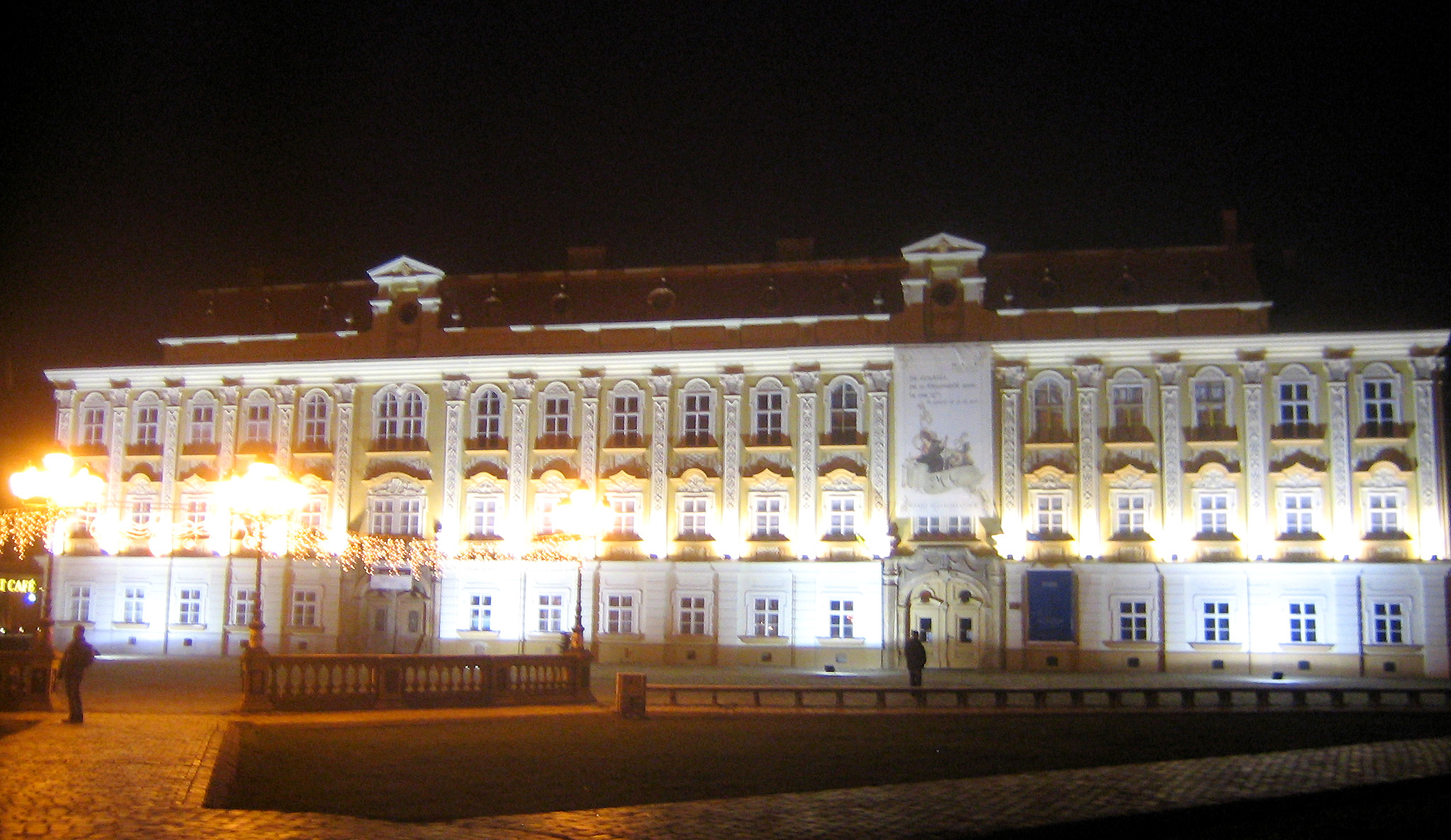
Muzeul de Artă din Timișoara
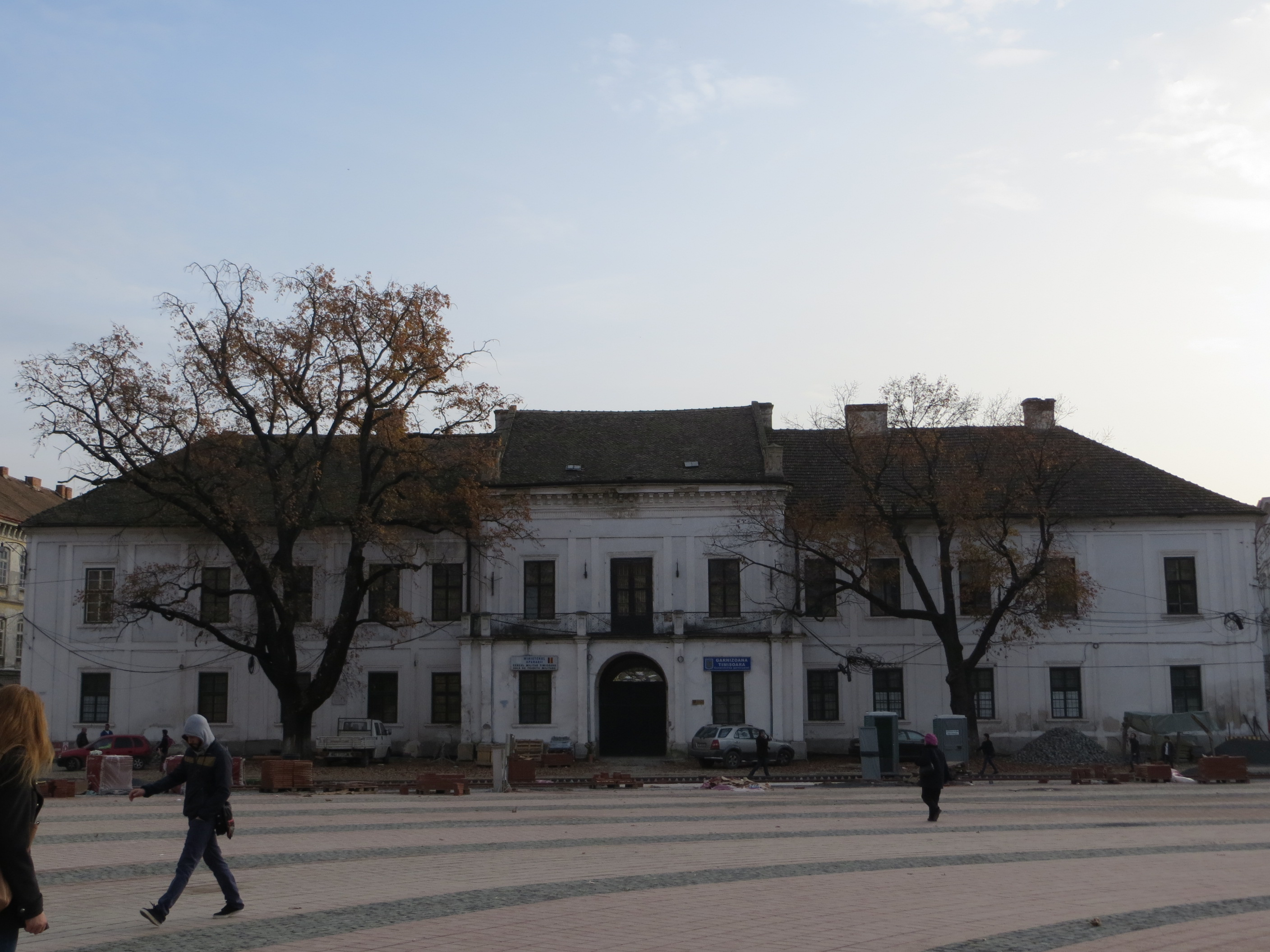
Muzeul Militar din Timișoara
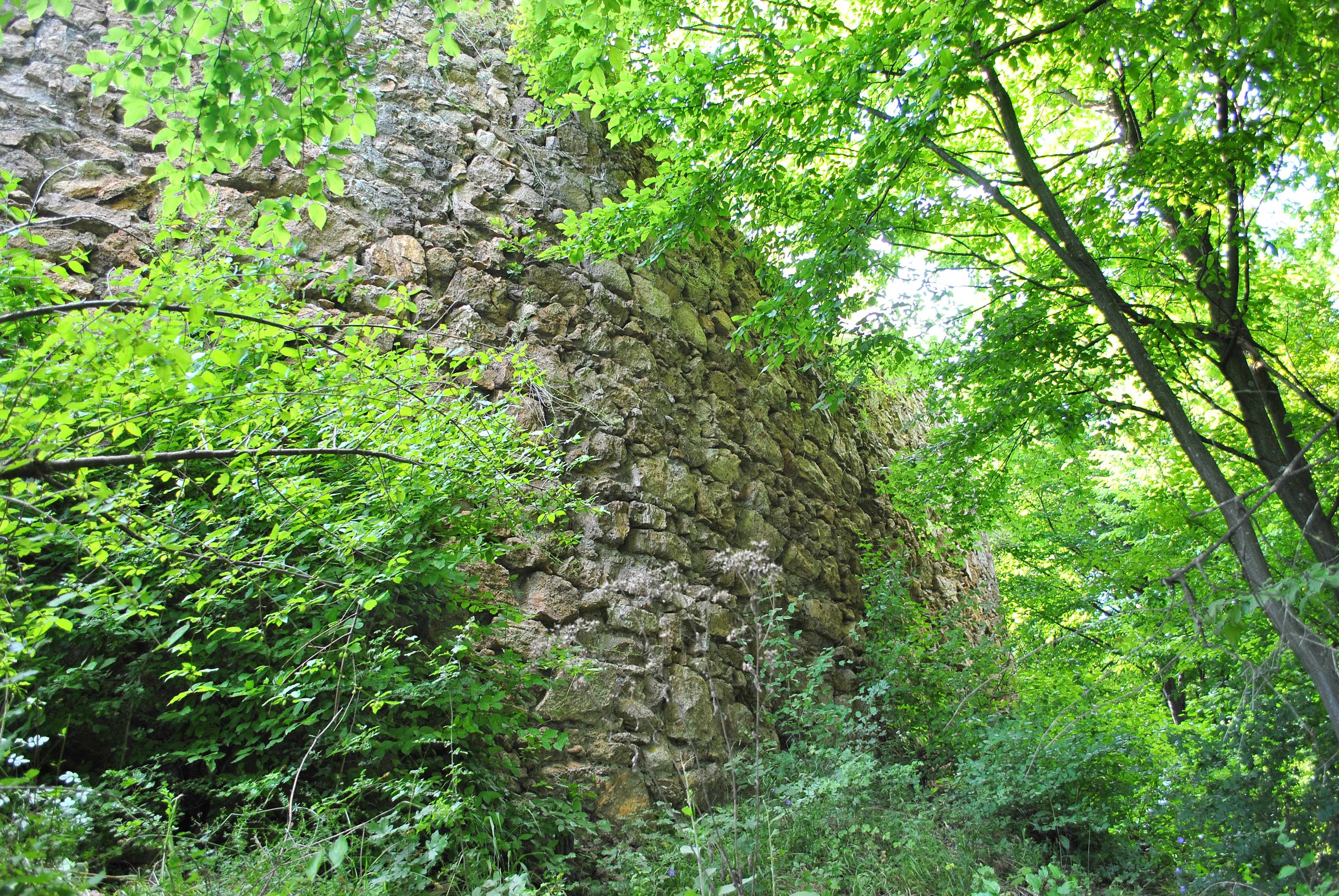
Cetatea Jdioarei
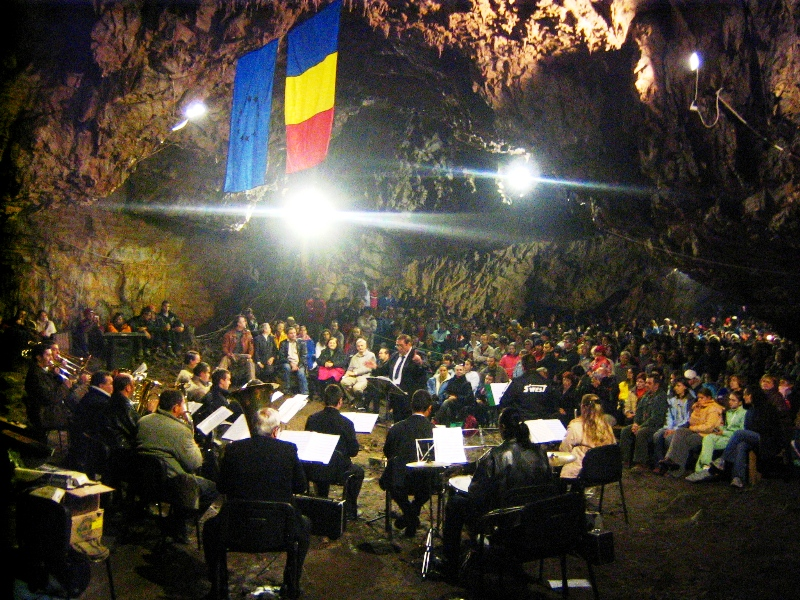
Peștera de la Românești - concert de muzică simfonică
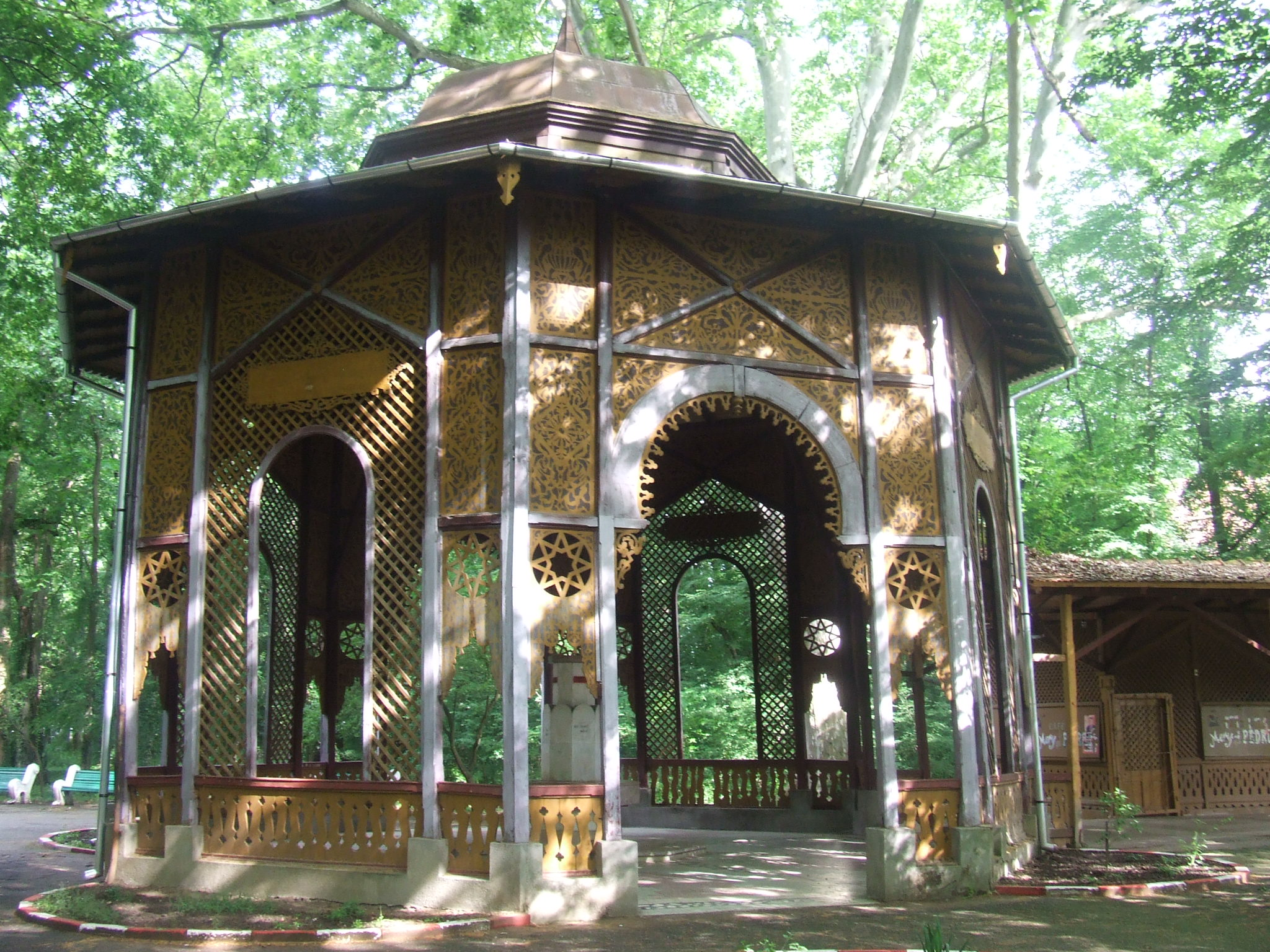
Zona cu parcul din Buziaș - colonada
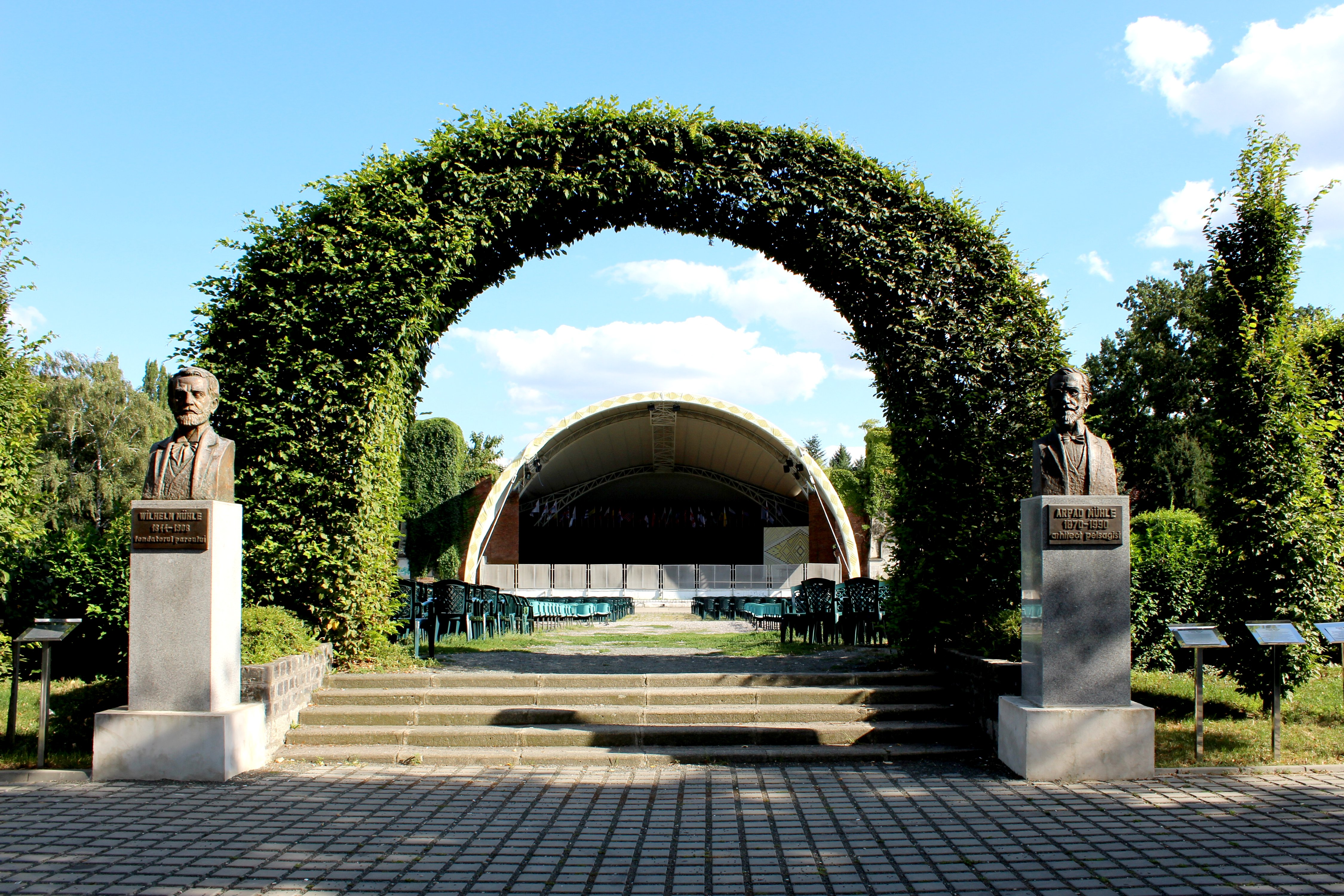
Parcul Rozelor
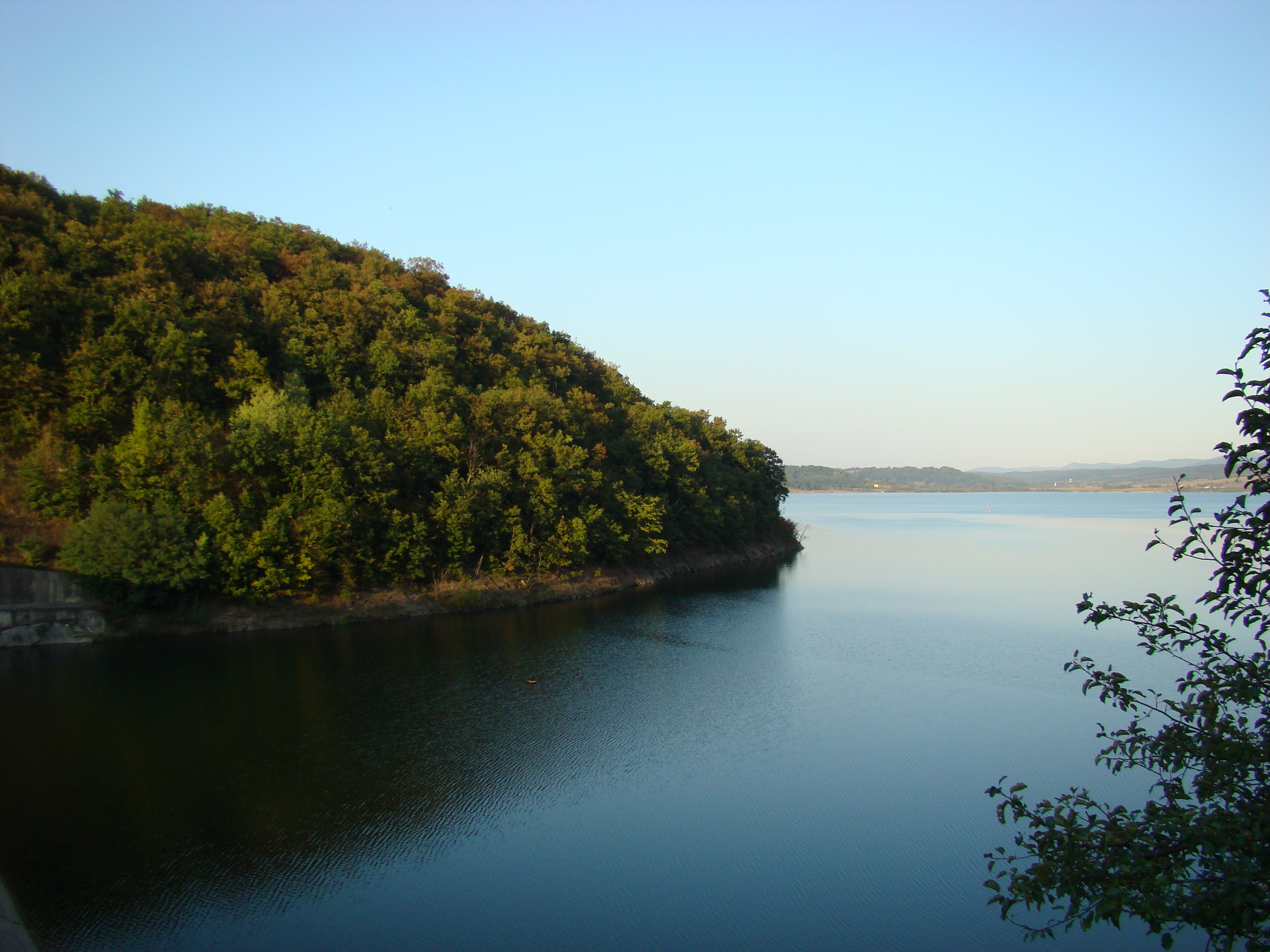
Lacul Surduc
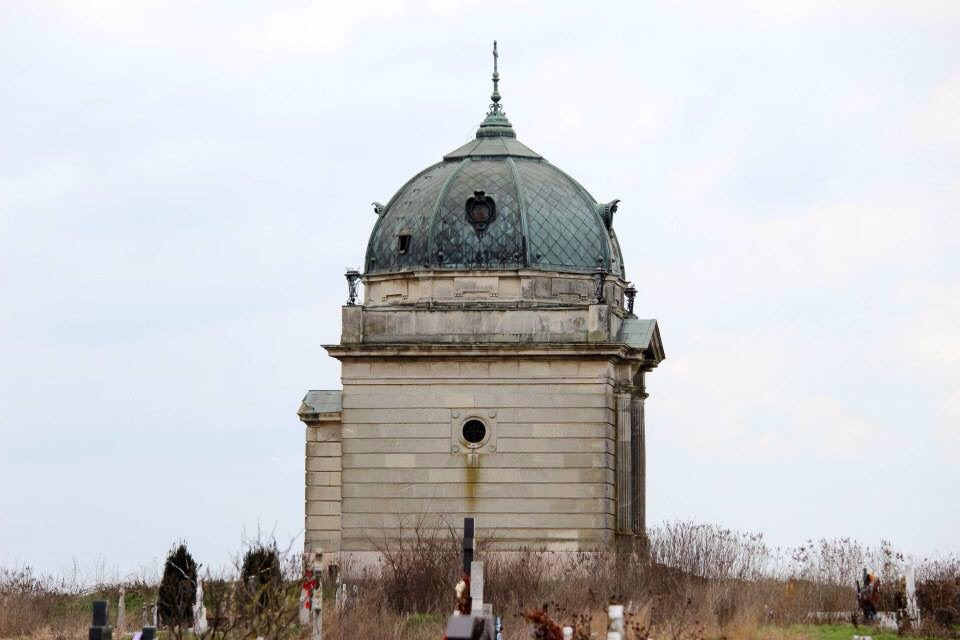
Mausoleul familiei Mocioni

### Județul Arad

#### Lăcașuri de cult
- Ansamblul bisericii „Adormirea Maicii Domnului” din Lipova
- Biserica Franciscană din Arad
- Biserica Roșie din Arad
- Biserica Sârbească din Arad

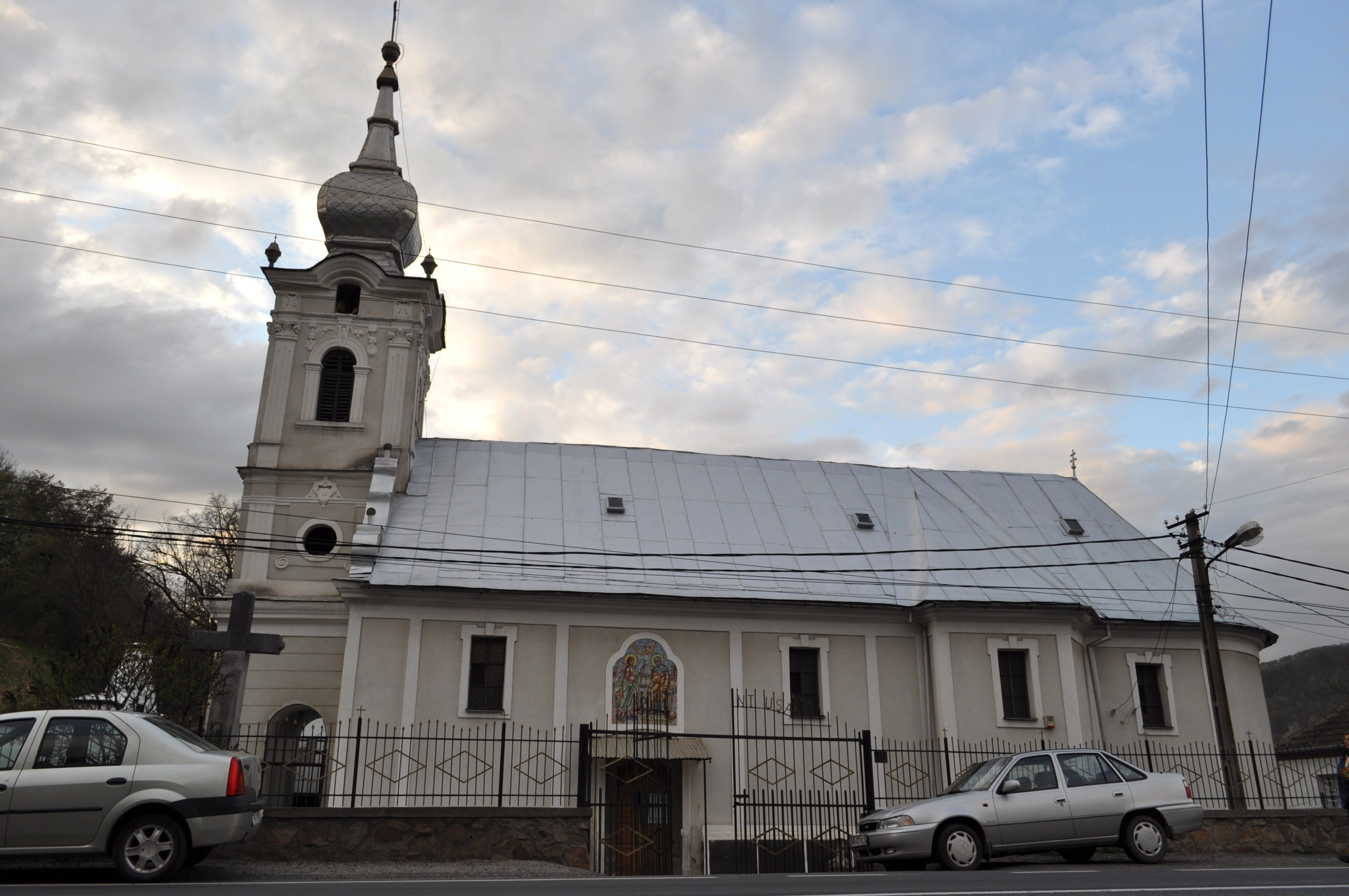
Biserica Buna Vestire din Lipova
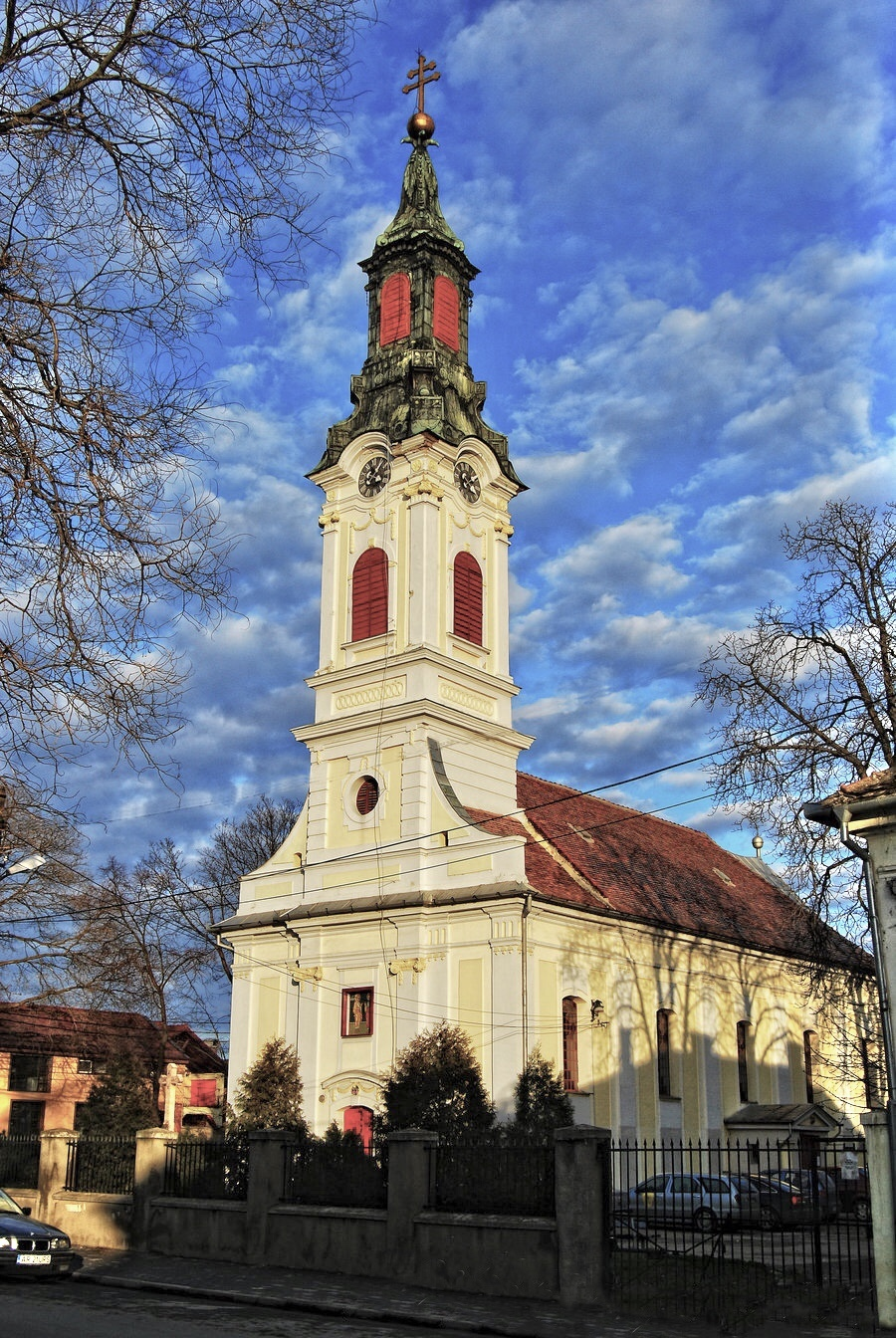
Biserica „Sfântul Anton de Padova” din Arad
- Biserica de lemn din Poiana
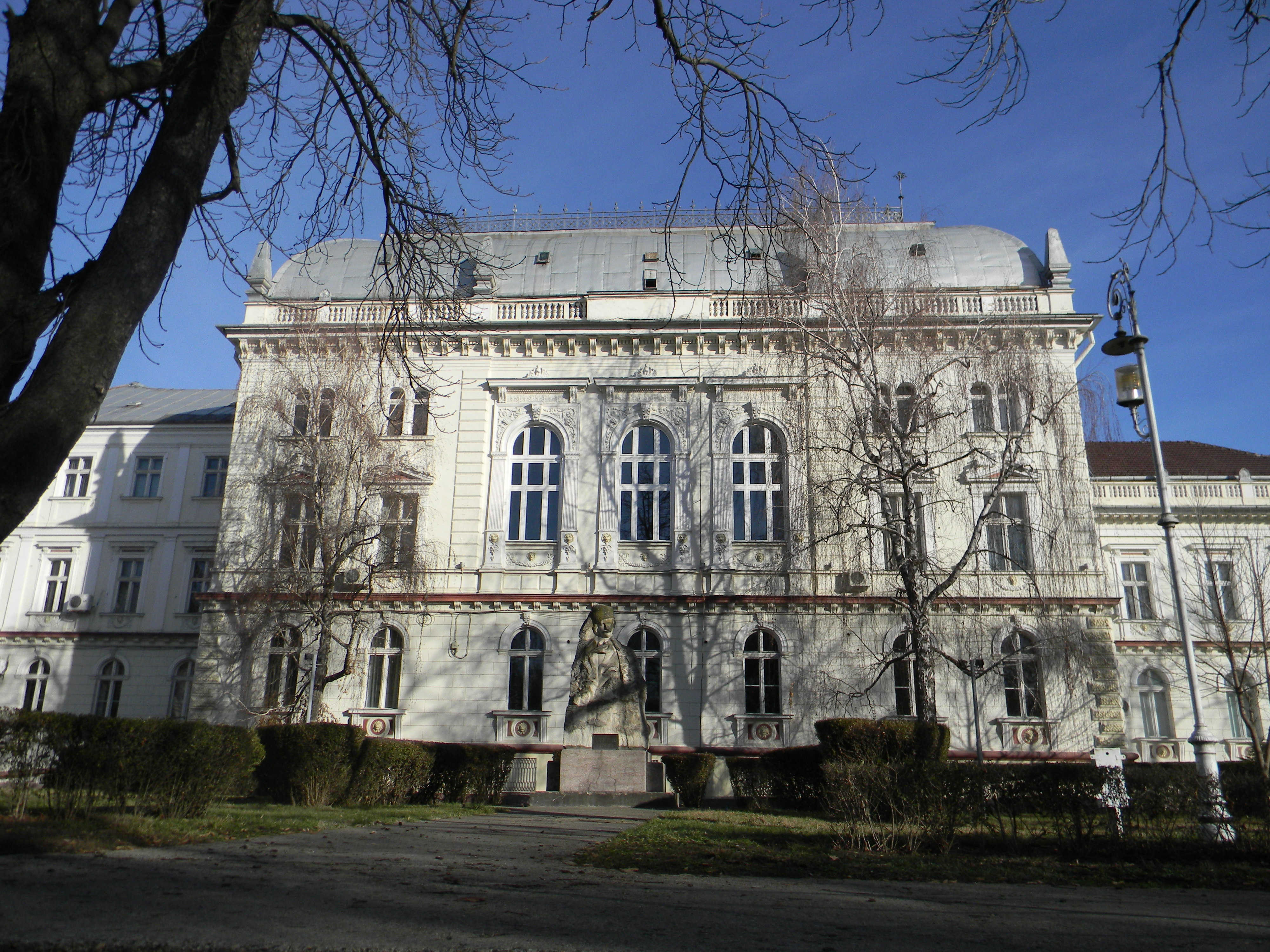
Sinagoga Neologă din Arad
- Catedrala „Nașterea Sf. Ioan Botezătorul” din Arad

#### Clădiri istorice
- Cazinoul din Arad
- Casa cu lacăt din Arad
- Palatul Administrativ din Arad
- Palatul Administrației Financiare din Arad
- Palatul Cultural din Arad
- Palatul Andrenyi din Arad
- Palatul Băncii Naționale din Arad
- Palatul Cenad din Arad
- Palatul Bohuș din Arad
- Palatul Szantay din Arad
- Palatul Justiției din Arad
- Palatul Kovács din Arad
- Palatul Neumann din Arad
- Palatul Herman Gyula din Arad
- Palatul Episcopal Sârbesc
- Hanul Boul Roșu

#### Monumente și statui
- Statuia Libertății din Arad
- Statuia lui Ioan Nepomuk din Arad
- Troița lui Ioan Buteanu

- Biserica Buna Vestire din Lipova
- Biserica Sârbească din Arad
- Palatul Justiției din Arad

### Județul Caraș-Severin

#### Lăcașuri de cult
- Biserica de lemn din Calina
- Biserica de lemn din Ersig
- Biserica de lemn din Surducu Mare
- Biserica de lemn din Valea Mare, Caraș Severin
- Biserica ortodoxă Adormirea Maicii Domnului din Oravița
- Biserica ortodoxă „Nașterea Maicii Domnului” din Mehadica
- Biserica „Cuvioasa Paraschiva” din Crușovăț
- Biserica „Sf. Arhangheli” din Oțelu Roșu
- Biserica „Sfântul Ioan Botezătorul” din Iablanița
- Biserica „Sfântul Nicolae” din Globu Craiovei
- Biserica „Sfântul Prooroc Ilie” din Marga
- Biserica „Înălțarea Domnului” din Cuptoare
- Bustul lui Mihai Eminescu din Băile Herculane

#### Clădiri istorice
- Castrul roman Ad Pannonios
- Castrul roman Aizis
- Conacul Atanasevici din Valeapai
- Cazarma grănicerilor din Caransebeș
- Villa rustica de la Cărbunari
- Cetatea medievală de la Mehadia
- Cetatea Arcidava
- Palatul Korongy din Caransebeș
- Villa rustica de la Dalboșeț
- Vila funcționarilor din Băile Herculane

#### Muzee
- Muzeul locomotivelor cu abur din Reșița
- Muzeul Banatului Montan

#### Monumente și statui
- Statuia lui Hercules din Băile Herculane
- Statuia zeiței Diana din Băile Herculane

#### Alte atracții turistice
- Băile „Neptun” din Băile Herculane
- Baia „Diana” din Băile Herculane
- Gara CFR Anina
- Gara din Băile Herculane
- Gara Oravița Română
- Mina romană din Sasca Montană
- Uzinele de fier Anina
- Pavilionul 4 din Băile Herculane
- Pavilionul 5 din Băile Herculane
- Pavilionul 6 din Băile Herculane
- Piața Hercules
- Podul de piatră peste Cerna din Băile Herculane
- Podul din fontă peste Cerna
- Hotel „Decebal” din Băile Herculane
- Hotelul „Traian” din Băile Herculane
- Ansamblul Cazinoului din Băile Herculane
- Ansamblul de arhitectură balneară II din Băile Herculane
- Ansamblul de mori din Eftimie Murgu
- Ansamblul de mori din Mehadica
- Ansamblul Puțului I din Anina
- Parcul Natural Porțile de Fier
- Parcul Național Semenic - Cheile Carașului
- Lacul Breazova
- Lacul Dracului
- Cascada Moceriș
- Cascada Bigăr
- Peștera cu Oase
- Peștera Bârzoni
- Peștera Buhui
- Peștera Comarnic
- Peștera Popovăț
- Peștera Racoviță
- Peștera Răsuflătoarei
- Peștera cu apă din Valea Polevii
- Cheile Nerei - Beușnița
- Rezervația naturală Baziaș
- Rezervația naturală Valea Mare
- Rezervația Domogled
- Rusca Montană
- Cascadele Beușniței
- Cheile Carașului
- Cheile Globului
- Cheile Gârliștei
- Cheile Rudăriei
- Cheile Șușarei
- Sfinxul Bănățean
- Dealul Petrolea - Cuptoare
- Fâneața cu narcise Zervești
- Groposu
- Iardașița
- Iauna
- Izvoarele Carașului
- Izvoarele Nerei
- Insula Ada Kaleh
- Lisovacea
- Locul fosilifer de la Apadia
- Locul fosilifer de la Delinești
- Locul fosilifer de la Ezeriș
- Locul fosilifer de la Globu
- Locul fosilifer de la Petroșnița
- Locul fosilifer de la Soceni
- Locul fosilifer de la Tirol
- Locul fosilifer de la Târnova
- Locul fosilifer de la Valeapai
- Locul fosilifer de la Zorlențu Mare
- Ostrovul Moldova Veche
- Ogașul Slătinic
- Pădurea Ezerișel
- Râpa cu lăstuni din Valea Divici
- Râpa Neagră
- Valea Ciclovei - Ilidia
- Valea Greațca
- Zona umedă Insula Calinovăț
- Zona umedă Ostrov - Moldova Veche
- Semenic
- Trei Ape

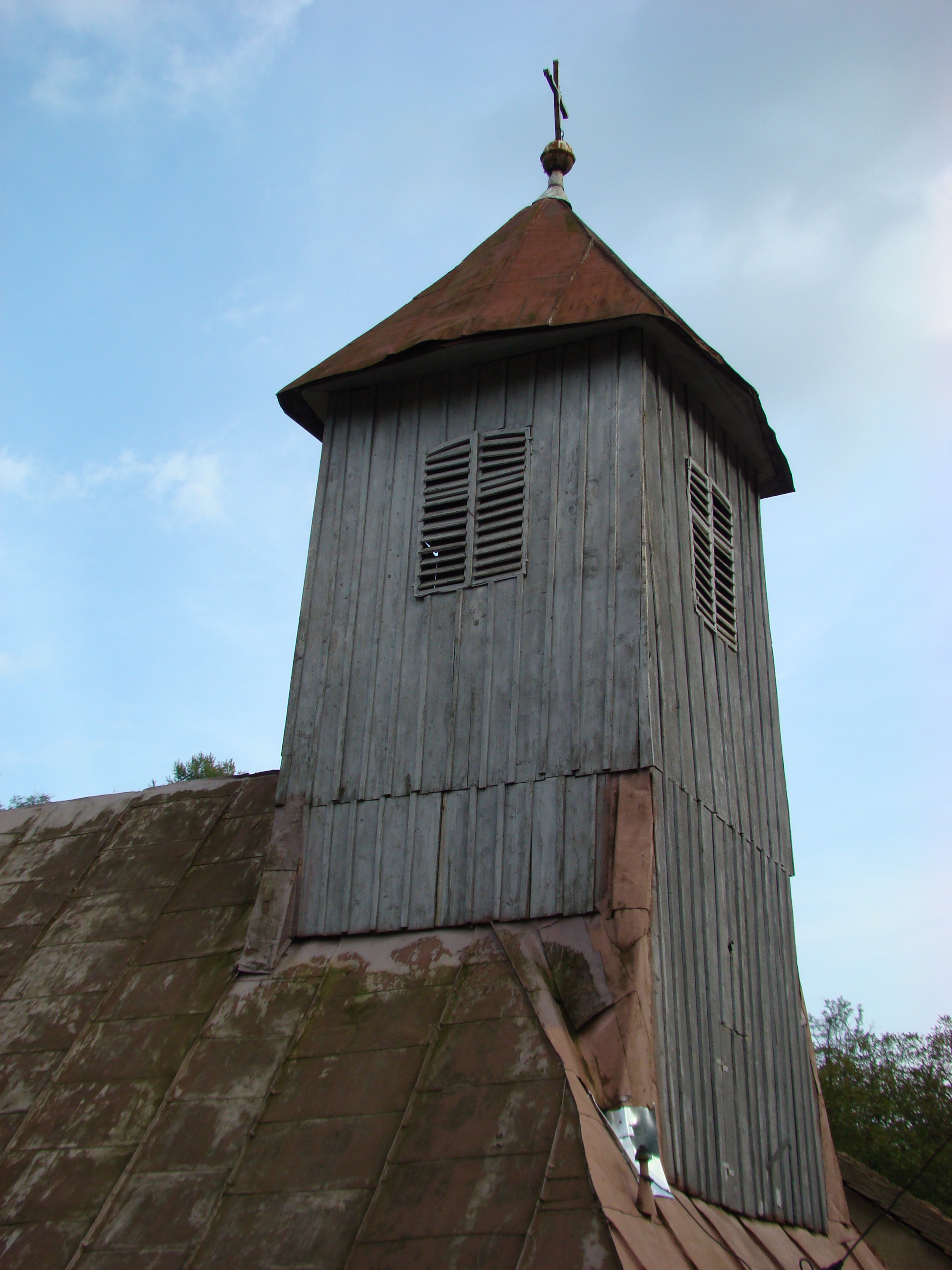
Biserica de lemn din Calina
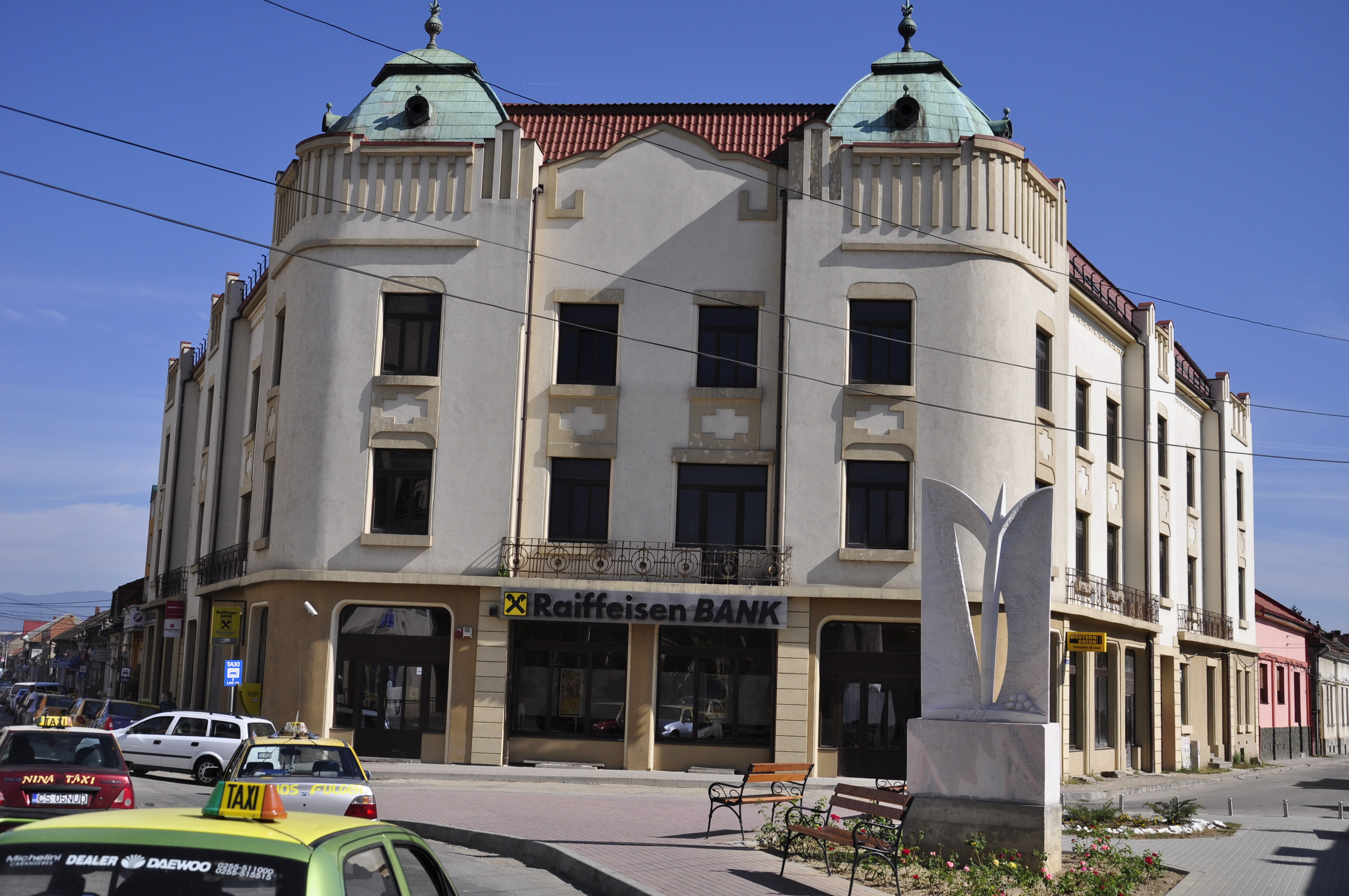
Palatul Korongy din Caransebeș
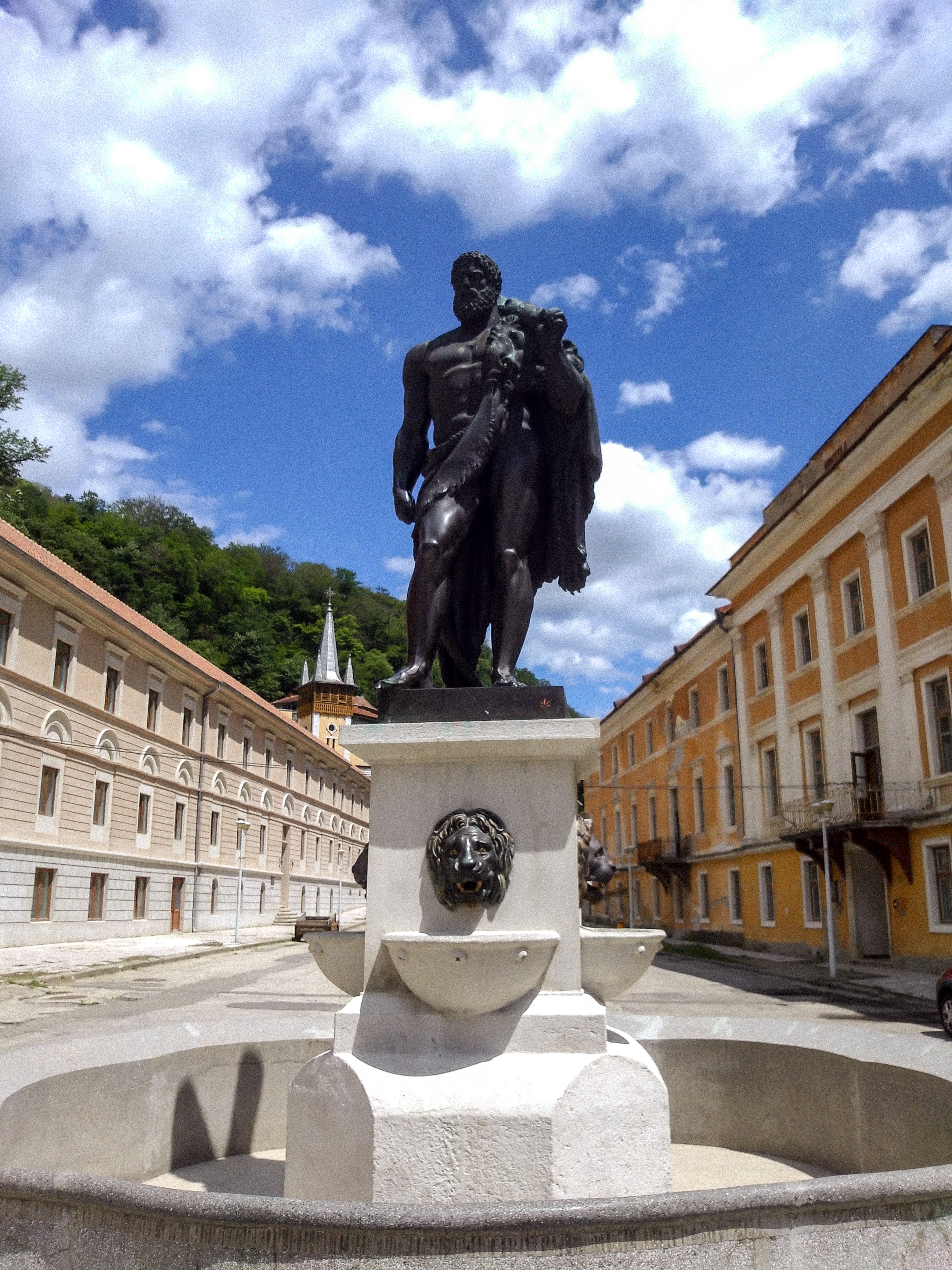
Statuia lui Hercules din Băile Herculane
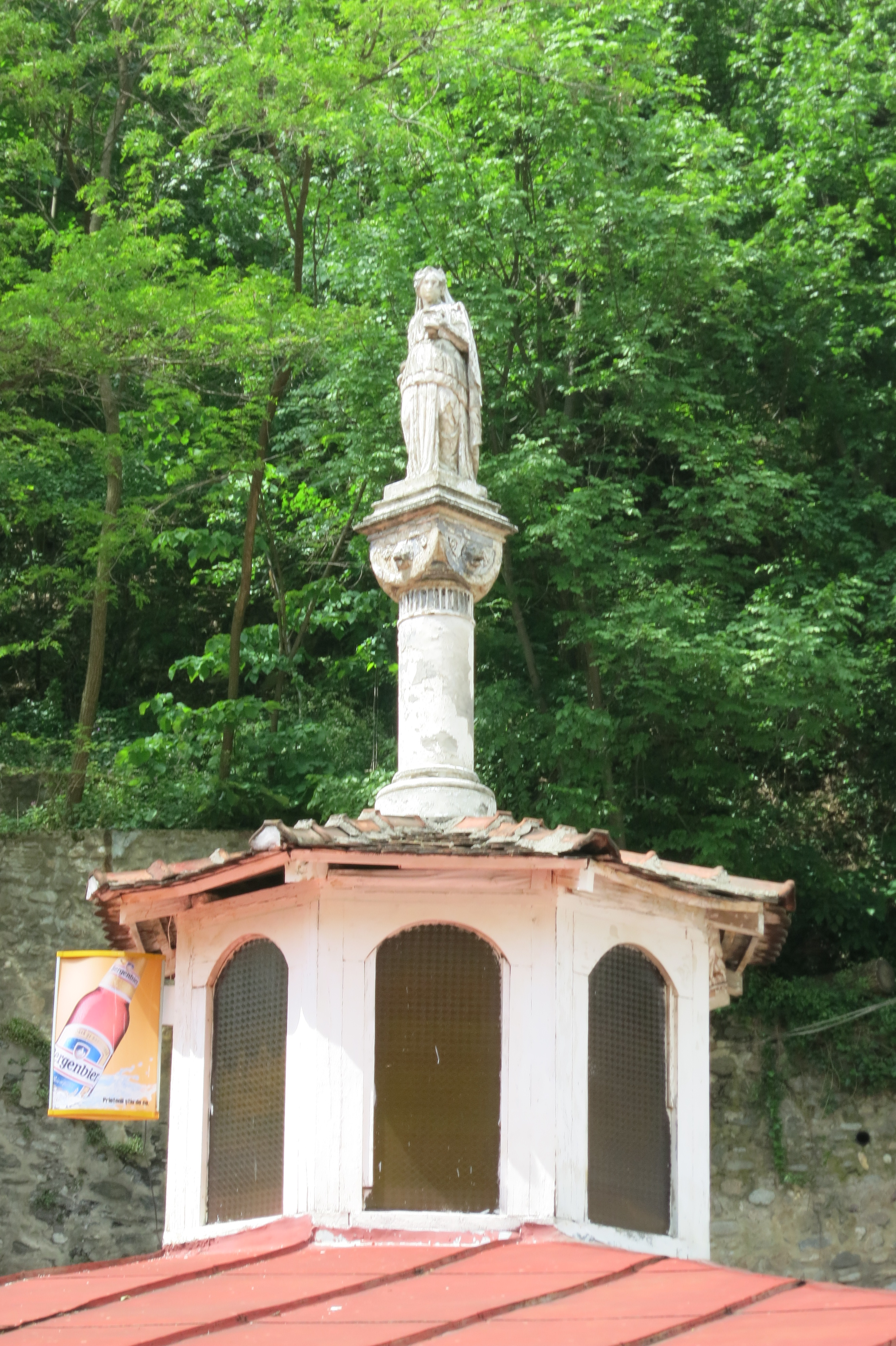
Statuia zeiței Diana din Băile Herculane
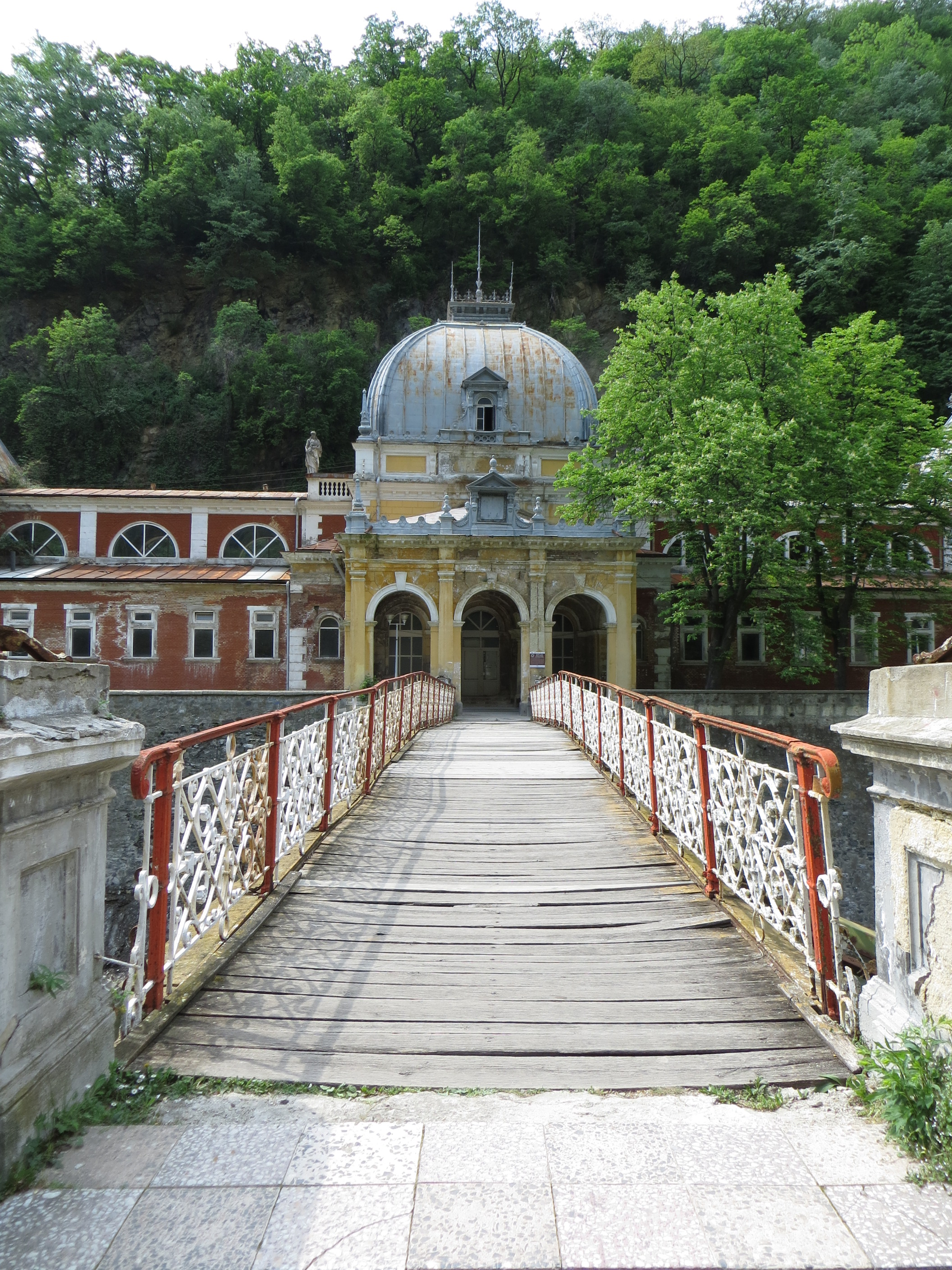
Podul din fontă peste Cerna
Muzeul Banatului Montan
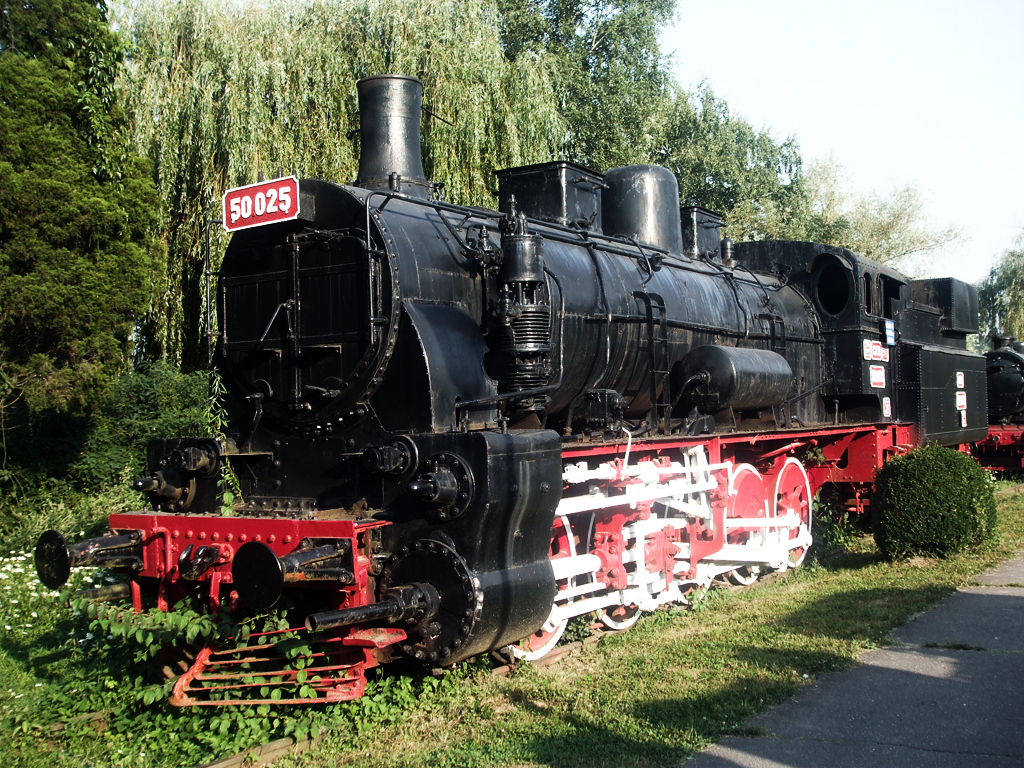
Muzeul de Locomotive cu Abur Reșița
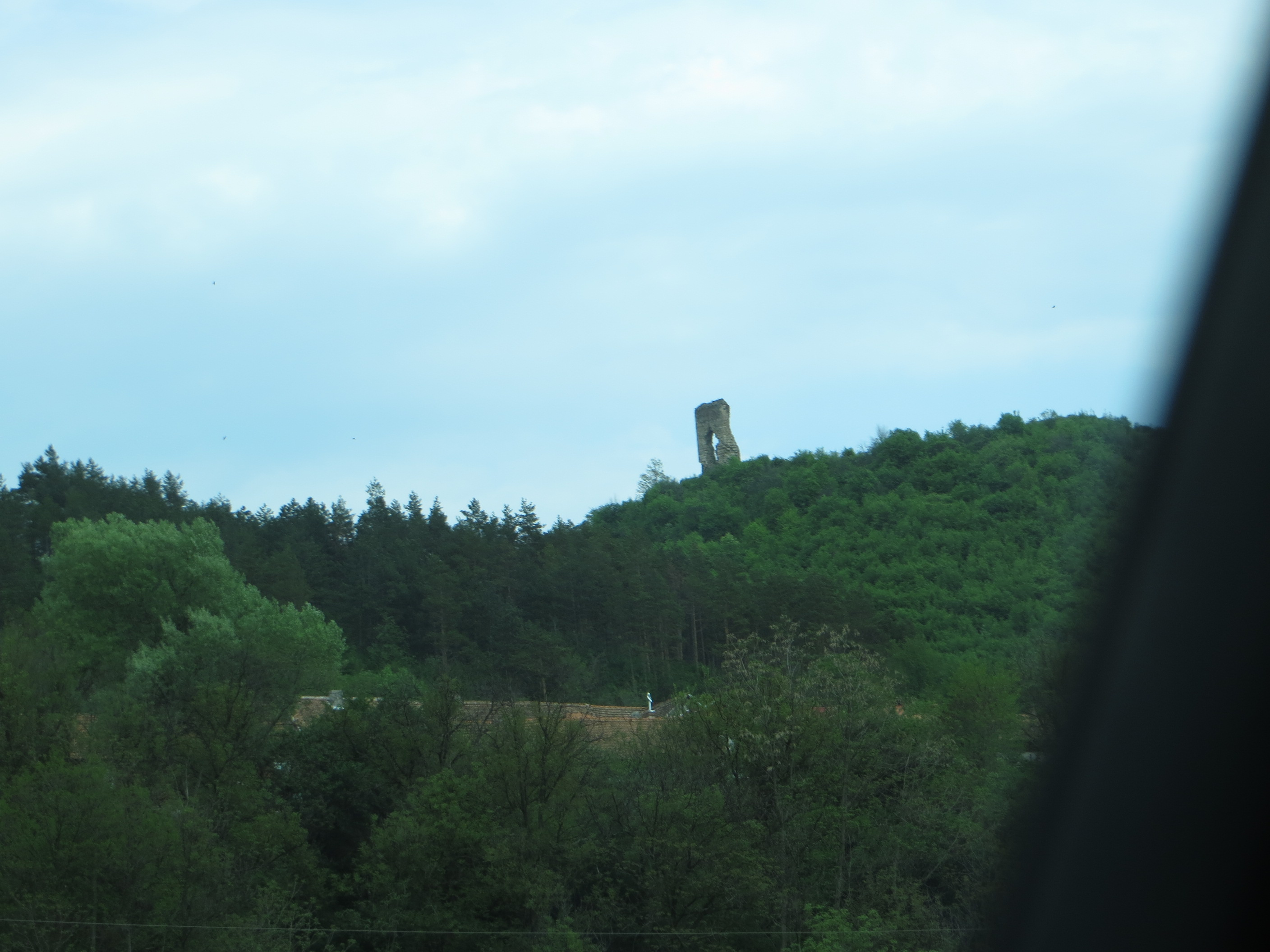
Cetatea medievală de la Mehadia
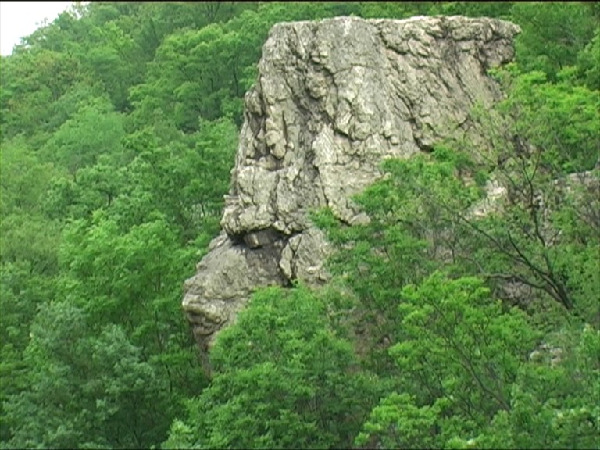
Sfinxul Bănățean
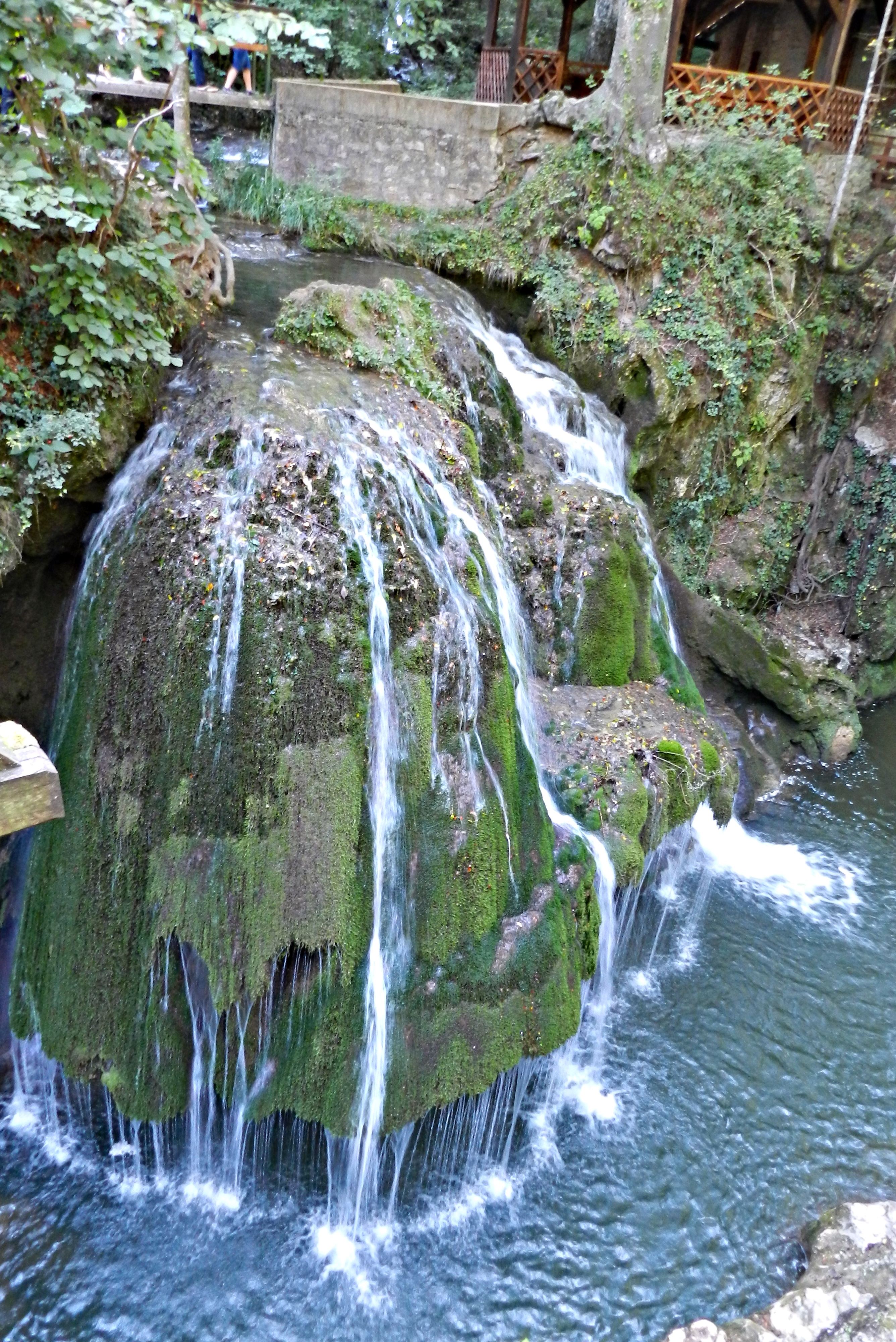
Cascada Bigăr
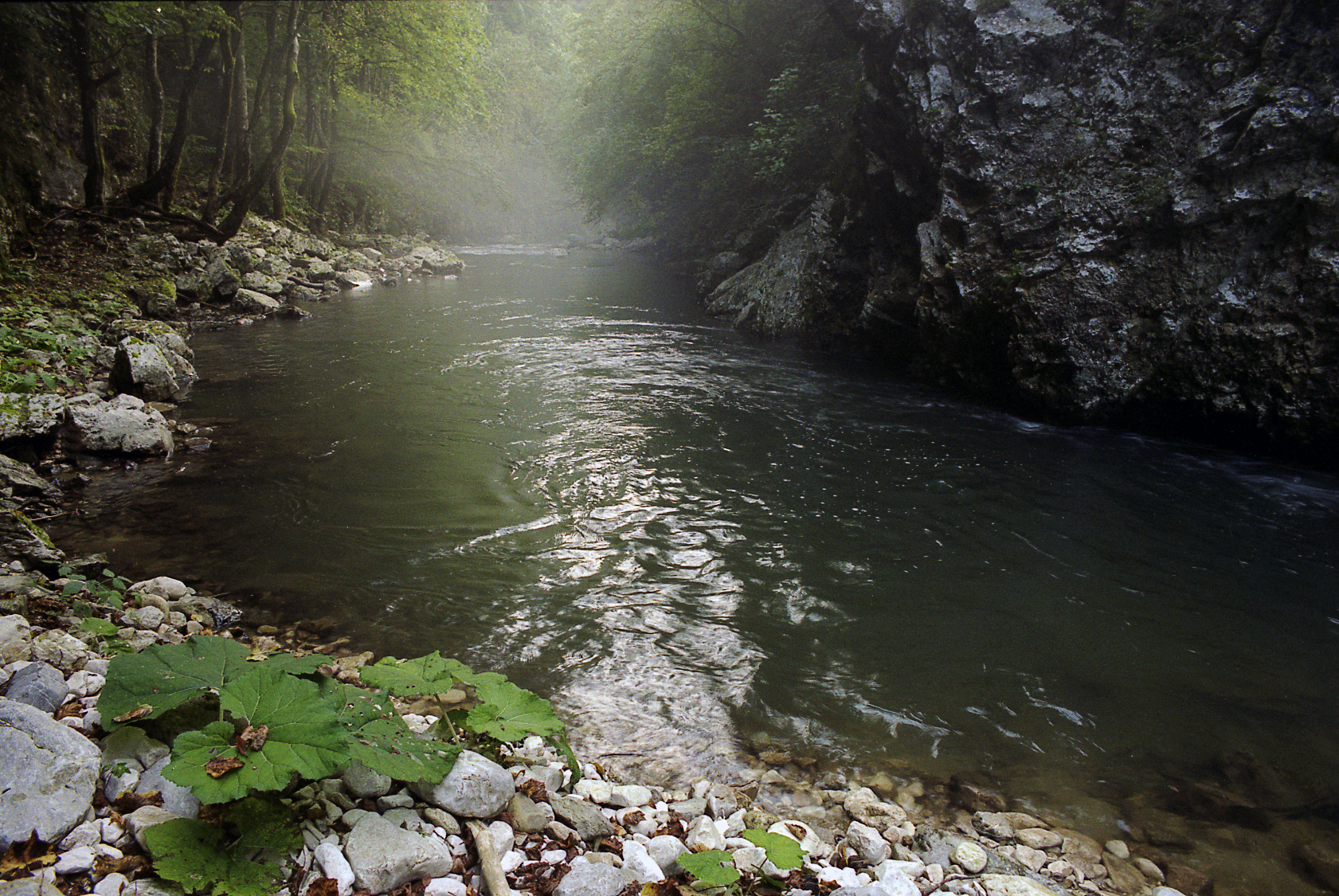
Parcul Național Semenic - Cheile Carașului
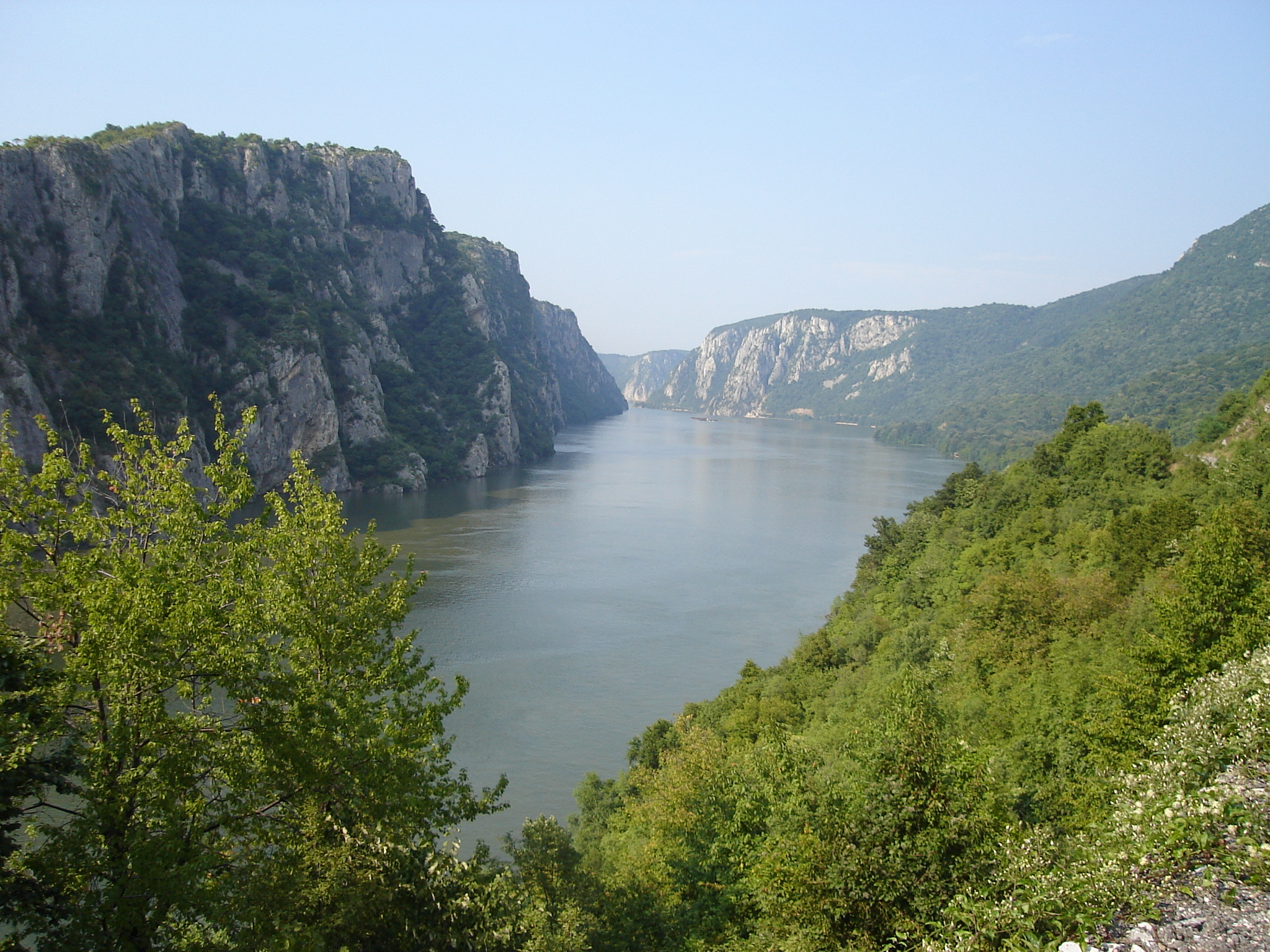
Parcul Natural Porțile de Fier
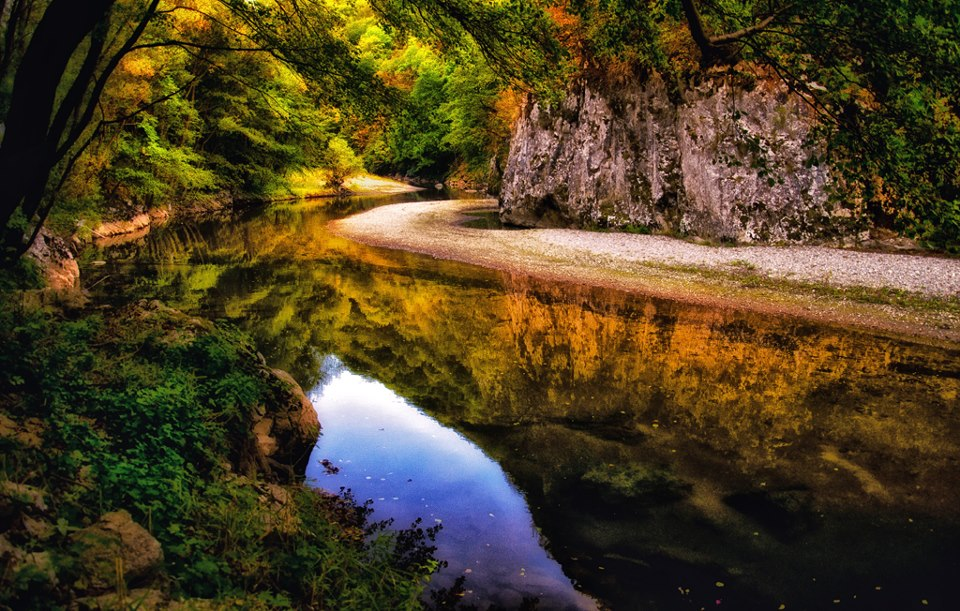
Cheile Nerei - Beușnița
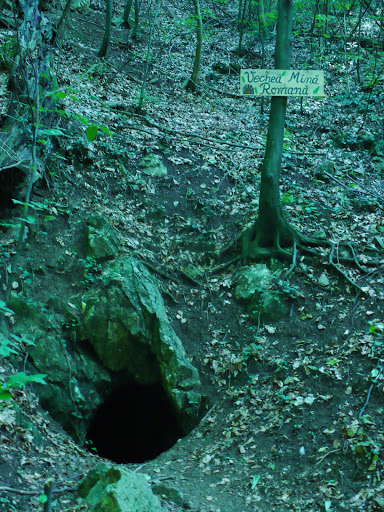
Mina romană din Sasca Montană

### Județul Hunedoara

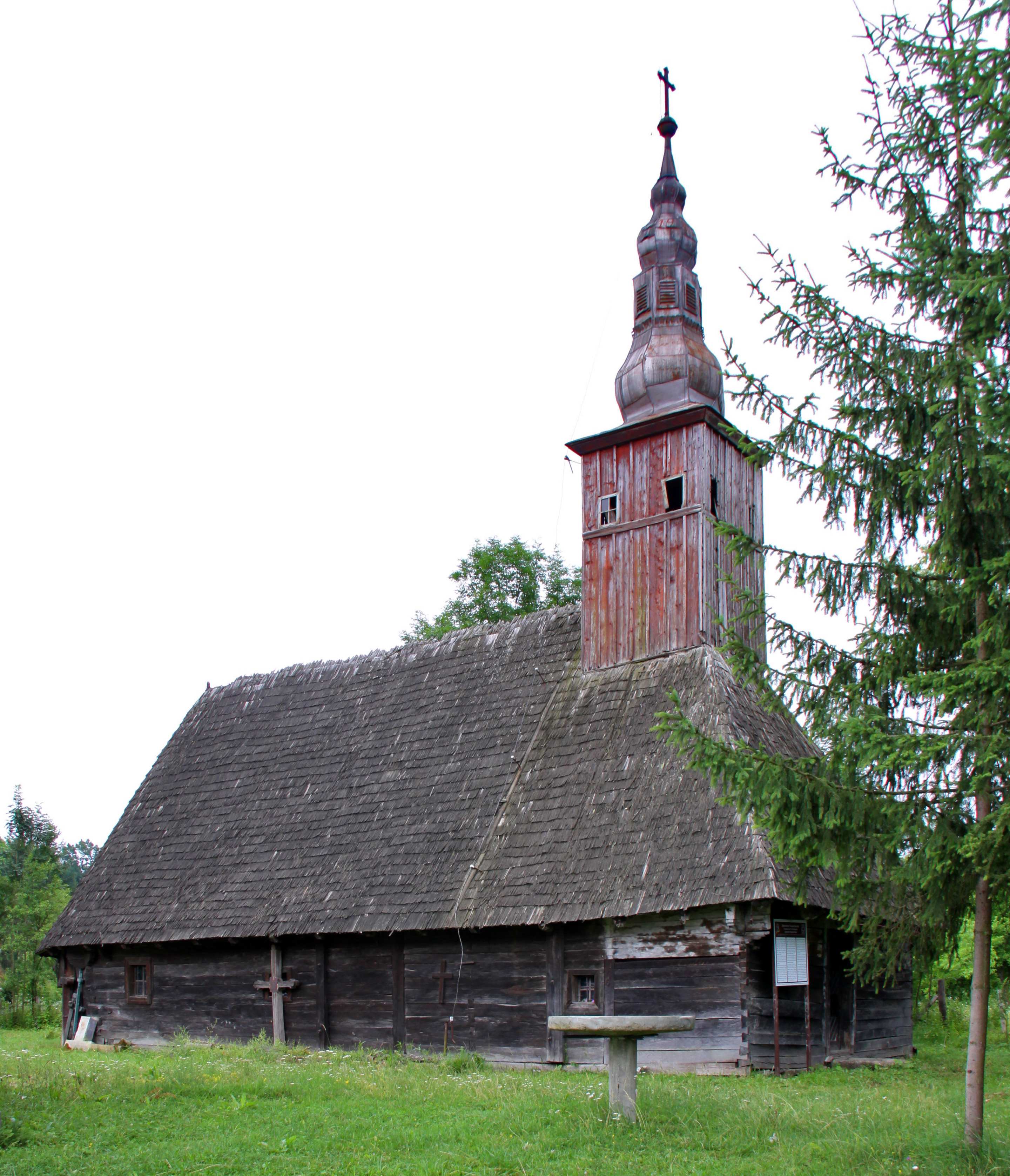
Biserica de lemn din Sălciva

#### Lăcașuri de cult
- Biserica de lemn din Sălciva

## Imagini din Banat

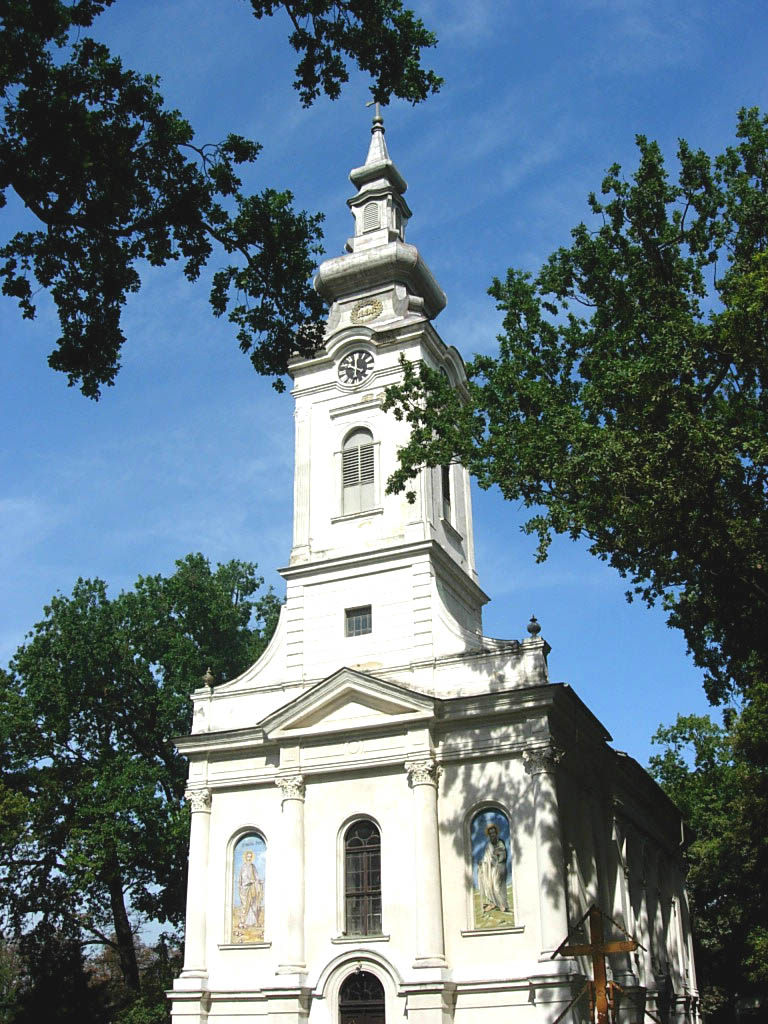
Alibunar, Serbia, Biserica ortodoxă română
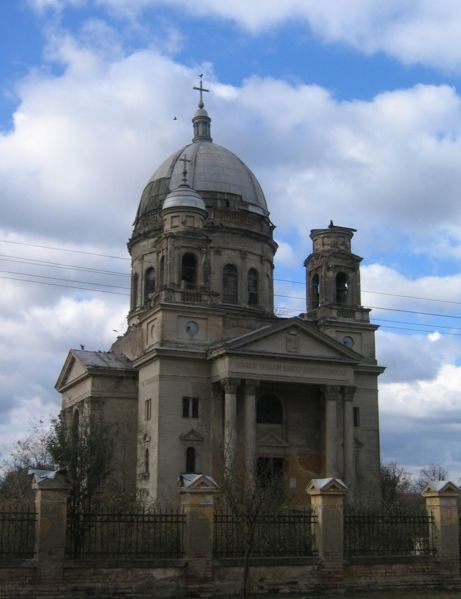
Bobda, România, Biserica
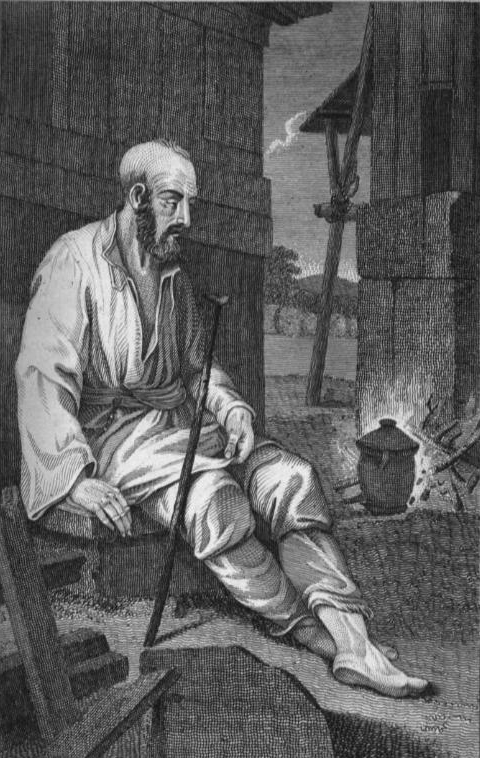
Petru Czartan din Chevereșu Mare, protagonist al legendei matusalemice
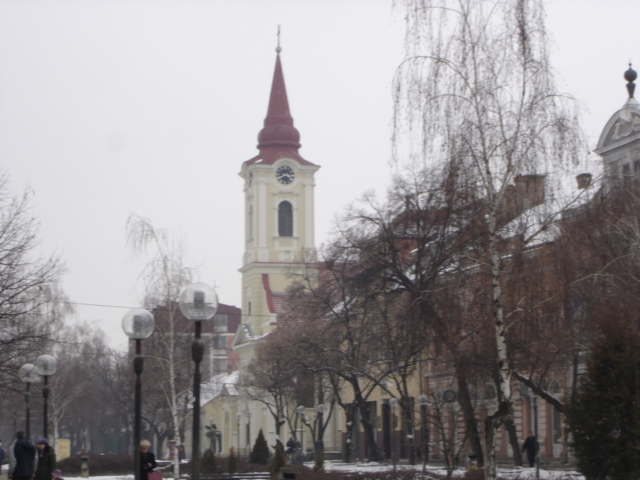
Chichinda Mare, Serbia
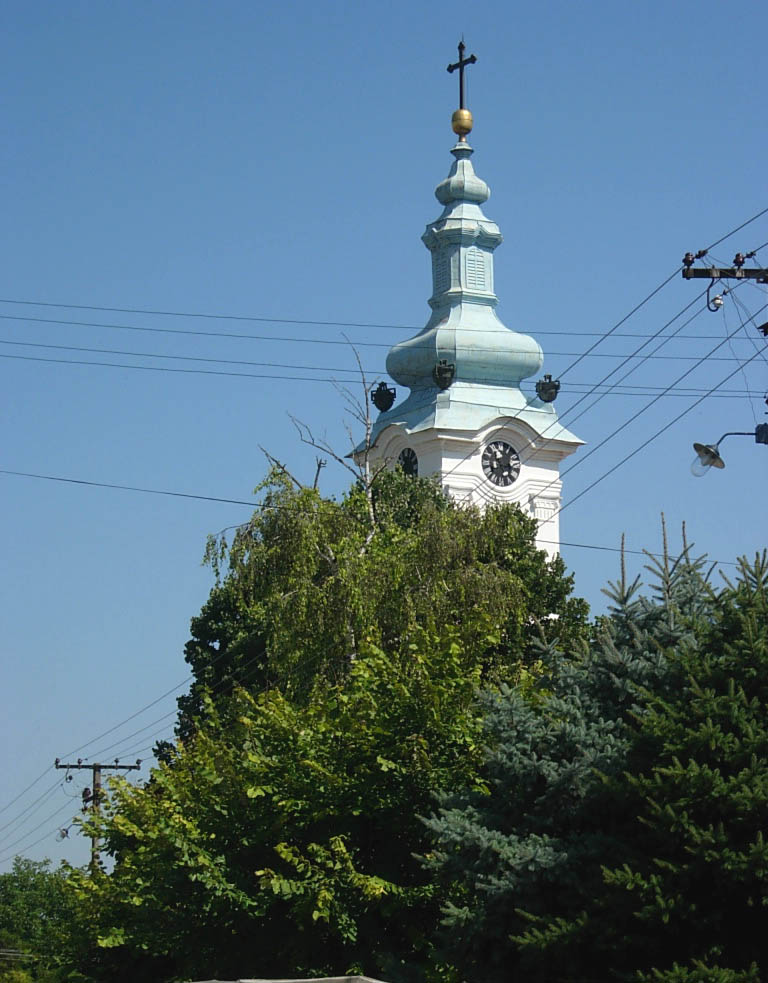
Cuvin, Serbia, Biserica ortodoxă română
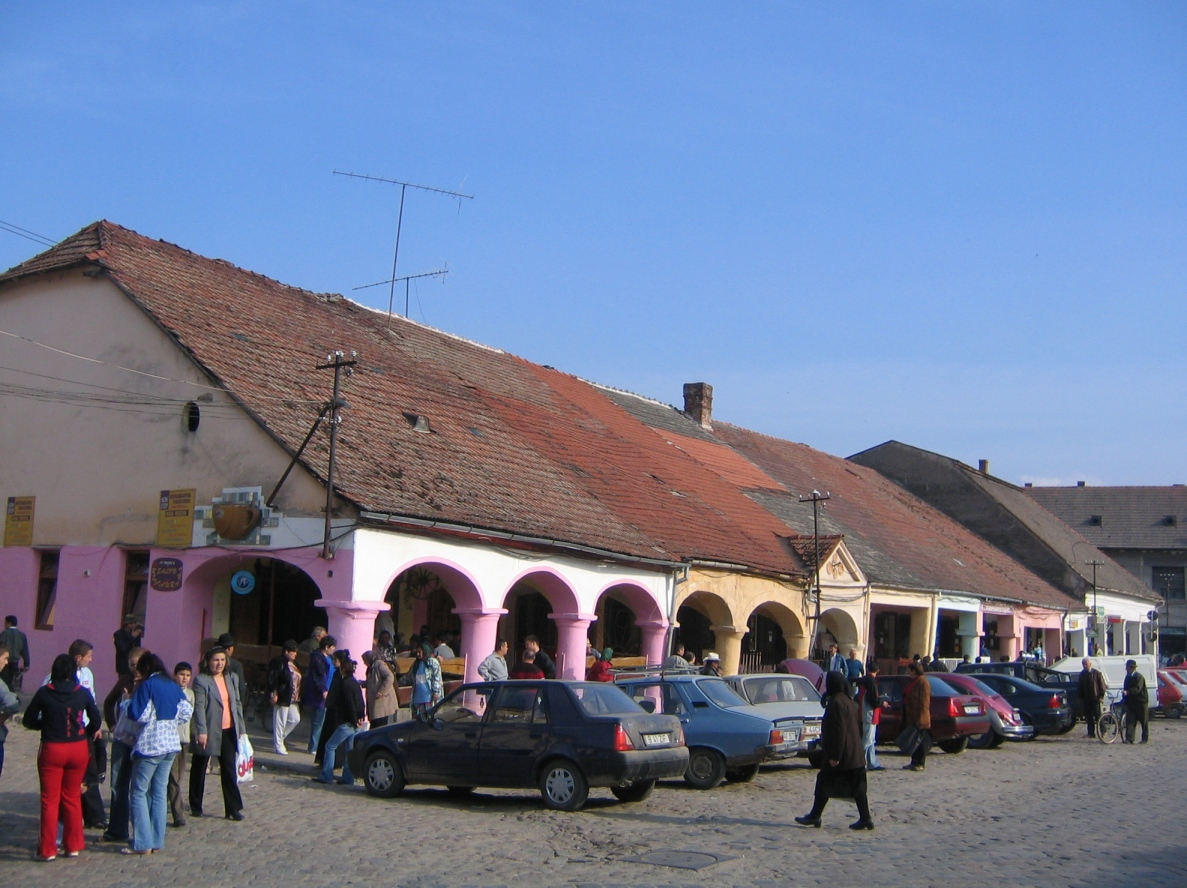
Lipova, România, Bazarul turcesc
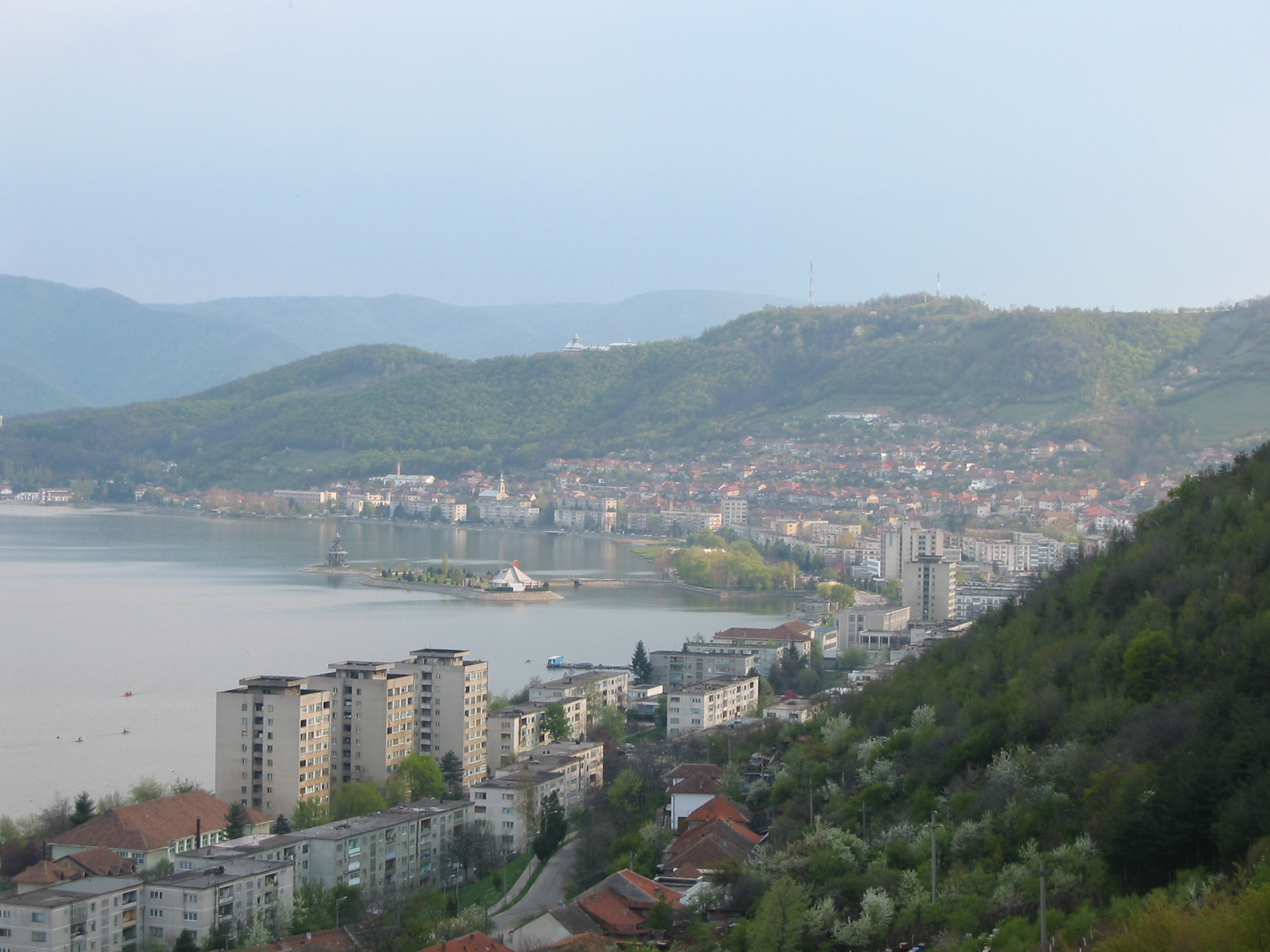
Orșova, România
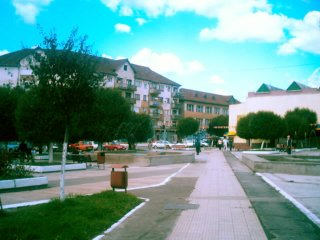
Oțelu Roșu, România, Vedere din centru
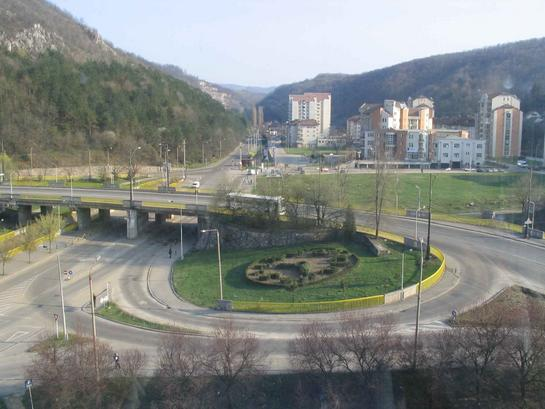
Ceas floral la Reșița, România
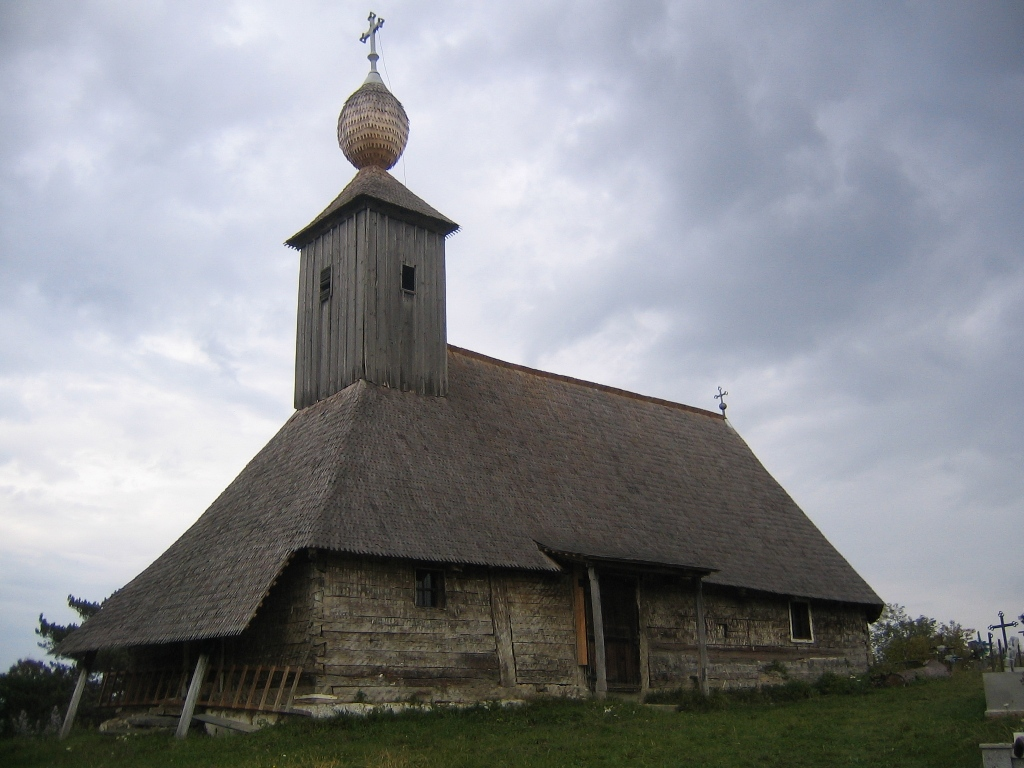
Românești, România, Biserică din lemn
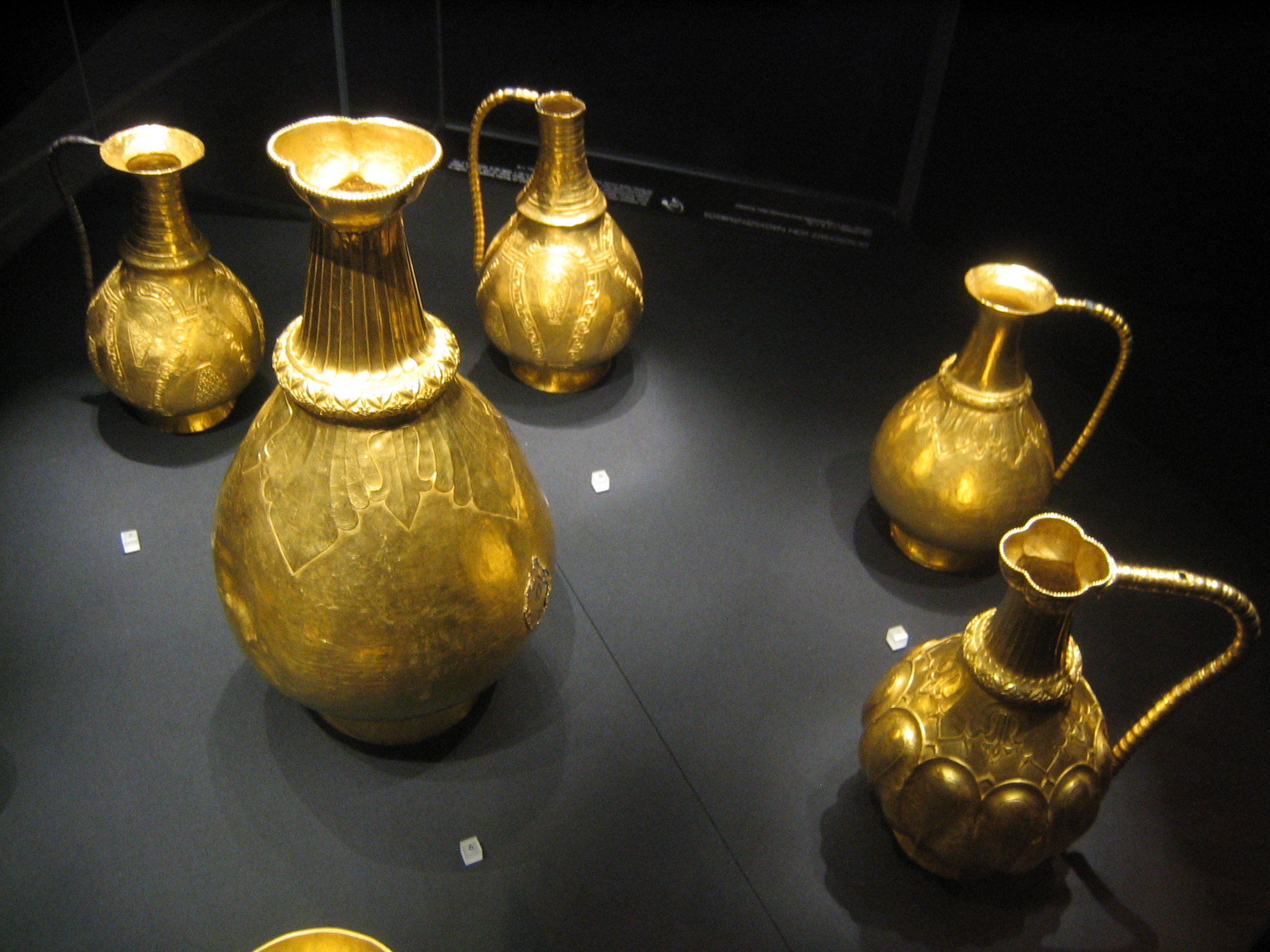
Piese din Tezaurul de la Sânnicolau Mare
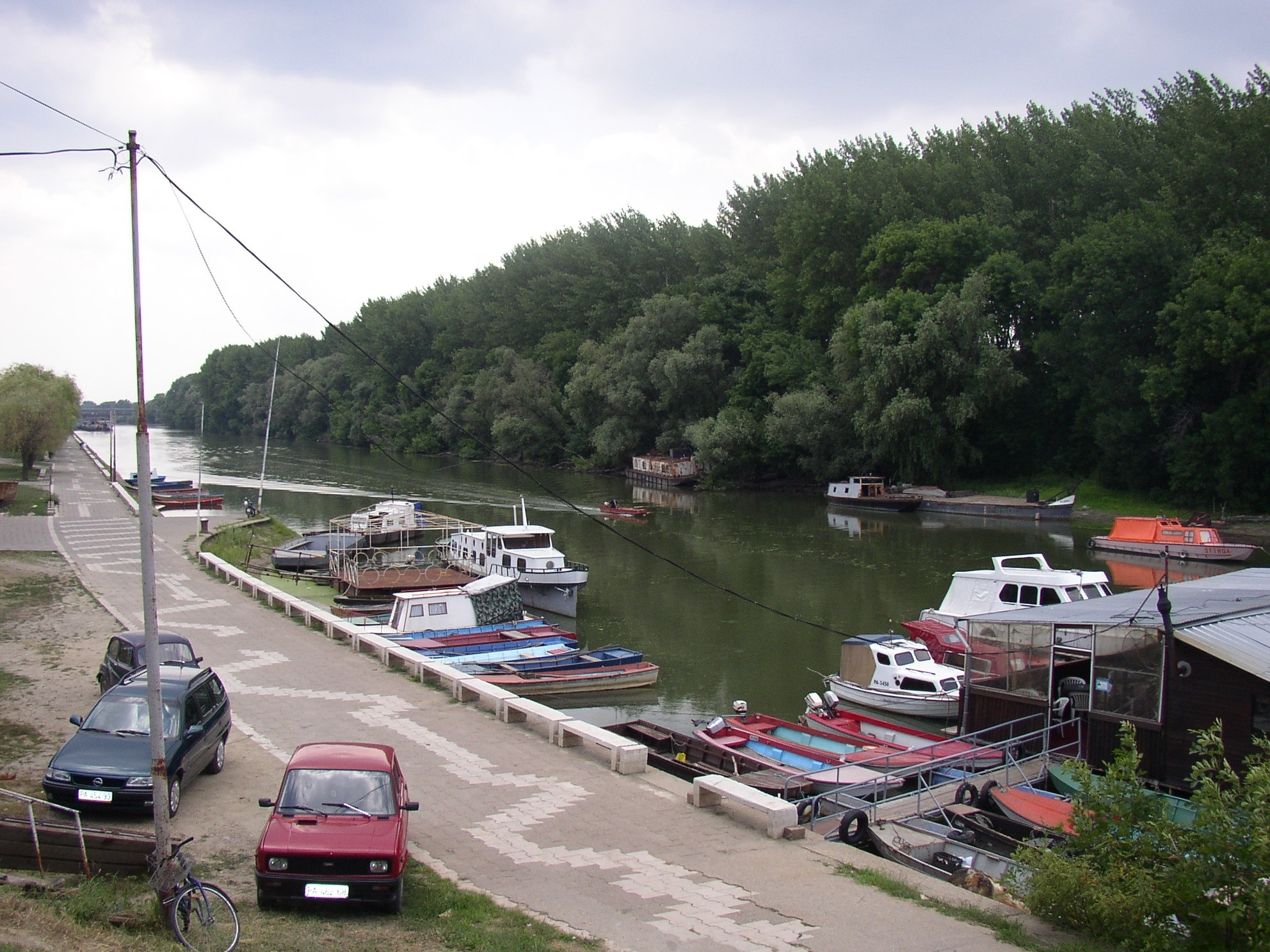
Timișul la Panciova, Serbia
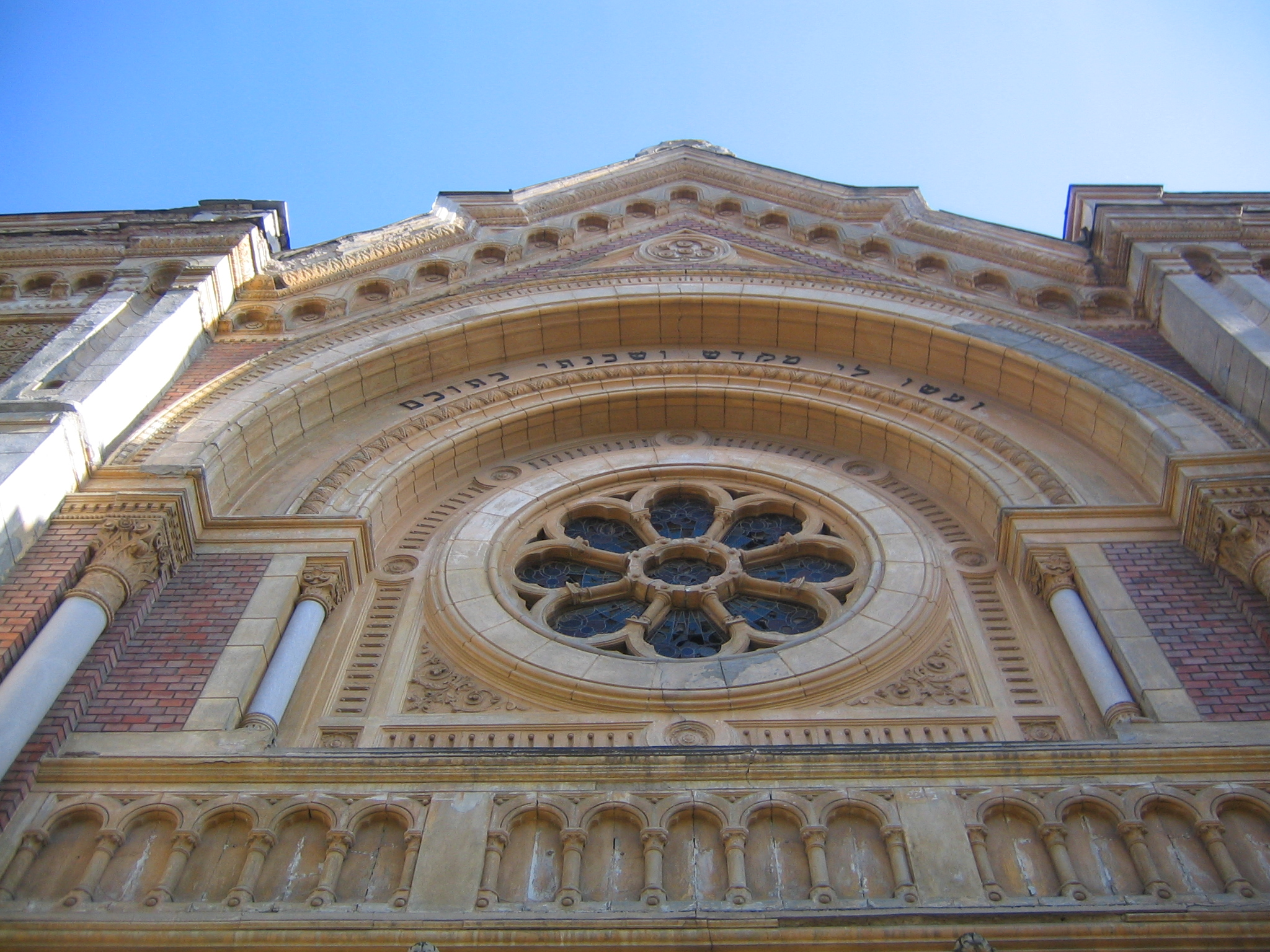
Timișoara, România, Sinagoga din Fabric (detaliu)
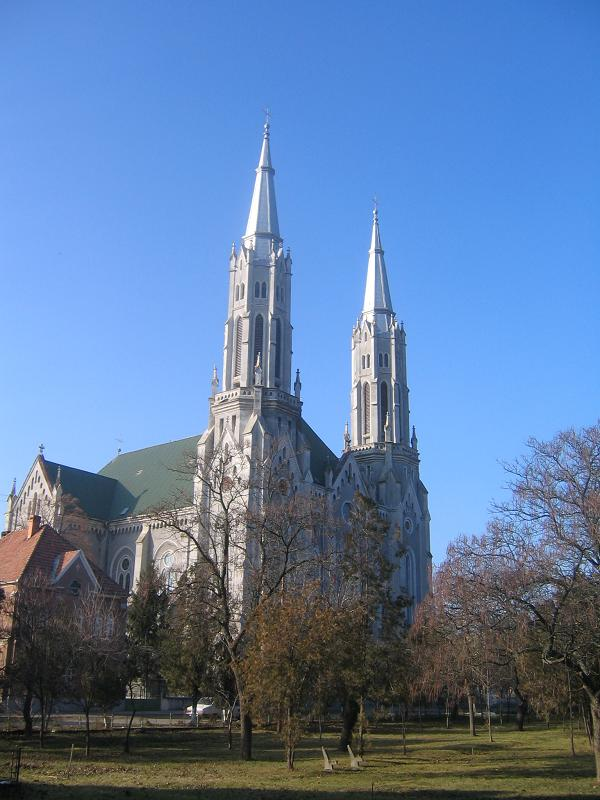
Vinga, România
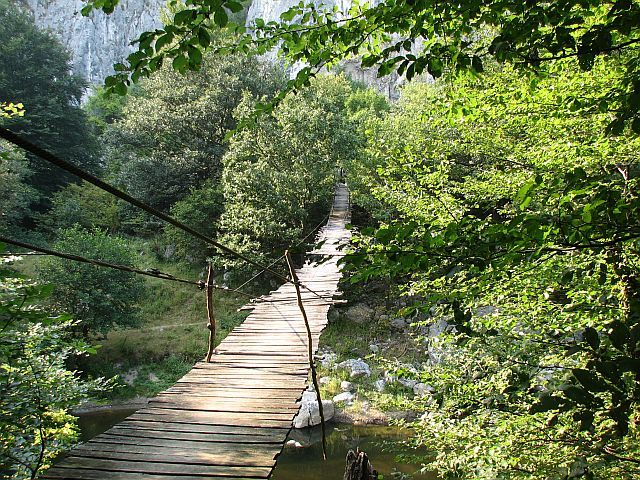
Podeț suspendat în Cheile Nerei
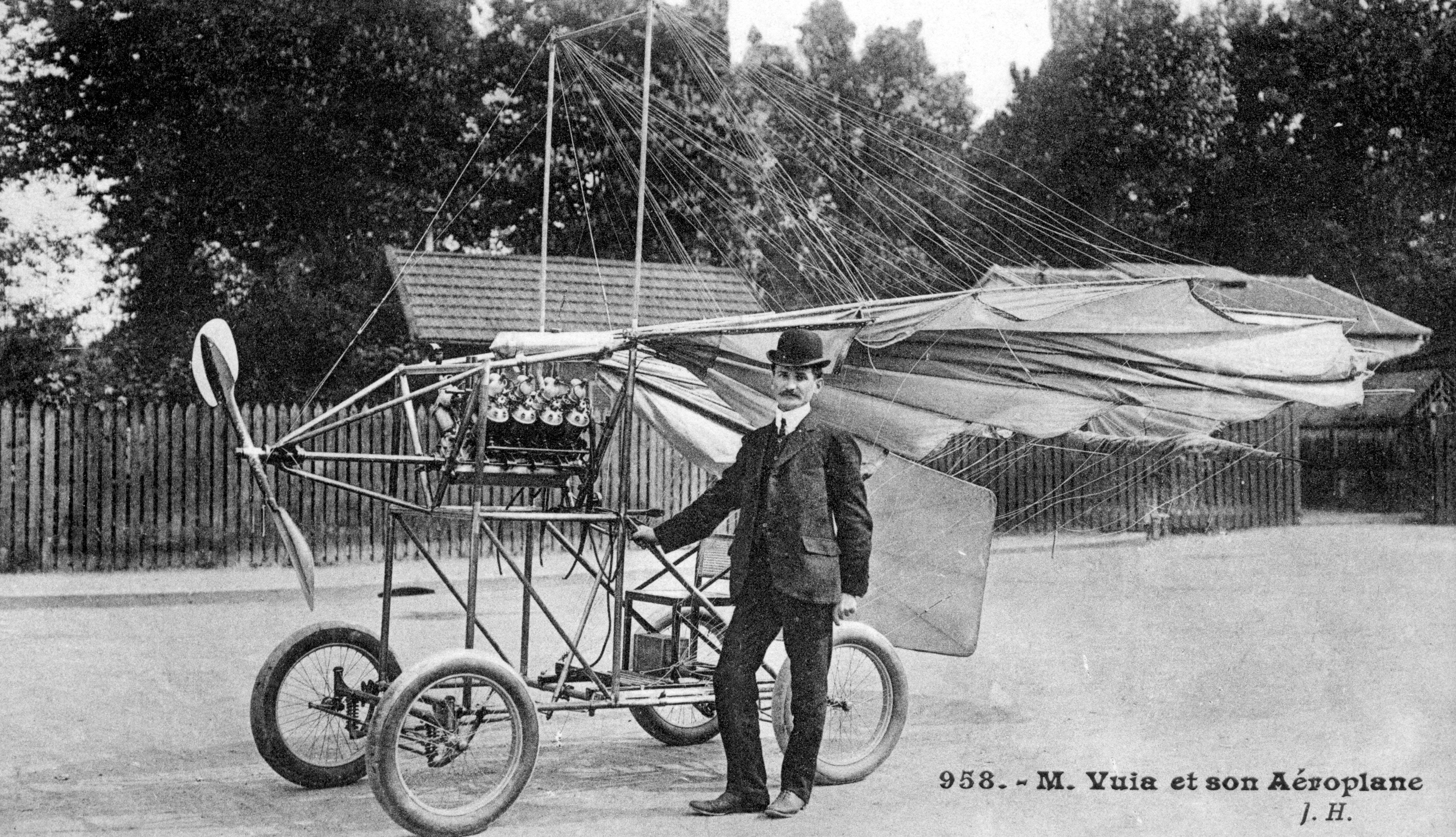
Traian Vuia și aeroplanul său
Domul și Monumentul sfintei Treimi la Timișoara